# クイズマジックアカデミー

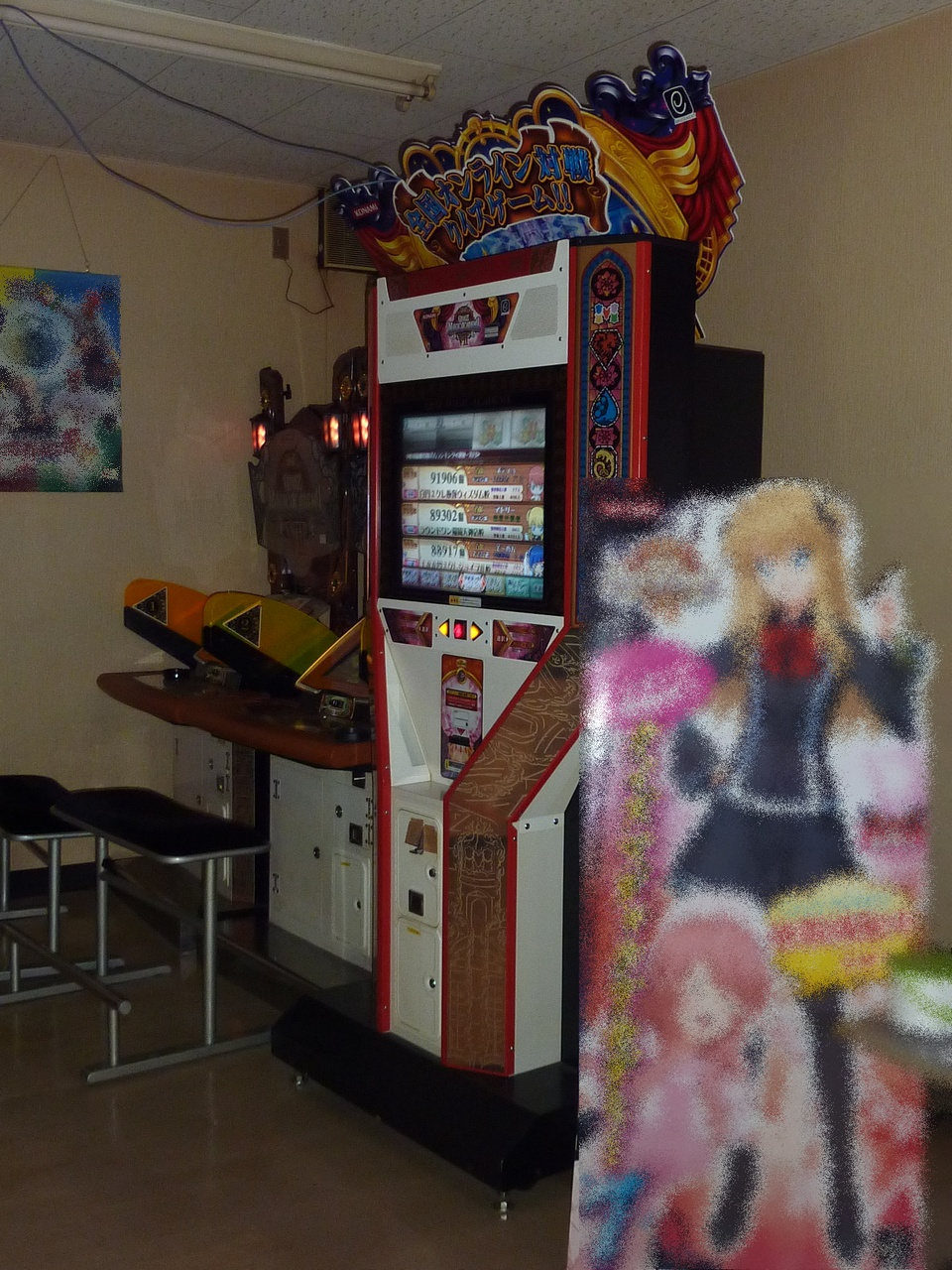
クイズマジックアカデミー7の筺体

『クイズマジックアカデミー』（QUIZ MAGIC ACADEMY）は、2003年7月24日にコナミ（2006年3月から2016年10月まではコナミデジタルエンタテインメントが継承、2016年11月にアーケードゲームの運営はコナミアミューズメントが再継承）が発売したアーケード用・ニンテンドーDS用・携帯電話用クイズゲーム、およびそのシリーズ。公式に使われたことのある略称は「QMA」もしくは「マジアカ」。2013年5月15日には台湾で中国語版が稼働している。
以下の記述は特記なき場合、日本国内のアーケード版についての説明である。また、本項目におけるバージョンの略称は以下を用いる（各作品概要は後述）。
アーケード版
- 8作目まで：QMA1-QMA8
- 9作目：QMA賢者の扉
- 10作目：QMA天の学舎
- 11作目：QMA暁の鐘
- 12作目：QMATG
- 13作目：QMAEVO
- 14作目：QMAXIV
- 15作目：QMAXV
- 16作目：QMA輝望の刻
- 17作目：QMA夢幻の鏡界
- 18作目：QMA黄金の道標

ニンテンドーDS版
- 1作目：QMADS
- 2作目：QMADS2

スマートフォンアプリ
- 1作目：QMASP
- 2作目：QMAロストファンタリウム

最大の特徴はネットワークを使用して全国のプレイヤーと対戦できること・クイズの問題が定期的に追加されることである。問題の修正・新機能の追加もネットワークを通じて行われる。2012年11月1日には「世界で一番問題数が多いトリビアビデオゲーム」としてギネス世界記録に認定された。
プレイヤーは魔法学園「マジックアカデミー」の生徒となってクイズに挑戦する。トーナメントなどに勝利することでより上位の階級を目指すことが目的である。

## 作品概要
コンピュータが出題し、それをプレイヤーが解答する形式のクイズゲーム自体は古くからあったが、それらはROMによって出題内容が固定されていた。この作品はコナミのオンラインサービスe-AMUSEMENTを利用し、問題の追加や修正、最大16人（QMATG以降は9人）までの参加・成績の保存などが可能で、旧来のものから大きく進化している。
また本作ではタッチパネルディスプレイを採用することで、画面表示のキーボードを操作し解答を入力するクイズなど、多彩な形式での出題が可能になり、ゲームの幅を広げている。
メインともいえる全国対戦モードは、「予習（何問間違えてもゲームオーバーにならない）」を経て対人戦（予選・決勝戦）を行う方式で、対人戦の各ラウンドの全問が終了しない限りゲームオーバーになることはない。各ラウンドの成績は、正答を入力するまでの時間に応じた点数の合計によって決まる。これにより早押しクイズの要素も持たせているが、通常の早押しクイズとは違い、回答権は必ず保証される。そして各予選の終了時における成績下位として脱落、もしくは決勝戦の終了によって1プレイ終了になる。従来のクイズゲームは不正解がゲームオーバーに直結するライフ制のものが多かったが、本作では基本的に他のプレイヤーとの比較で成績が決まるため、「誰も分からない難問」が出題されても、誰も答えられないだけであり、問題の難度はゲーム続行に直接関係しなくなった。さらにe-AMUSEMENTシステム（e-AMUSEMENT PASSまたはエントリーカード）によって成績が保存されるためプレイヤーレベルに応じた階級・クラス分けが可能になり、初心者と上級者とのマッチングも起こりにくい。
ネットワークを通じたアップデート（更新）が可能で、頻繁な問題の追加や（設問の誤りや、『オリンピックの開催地』といった時間の経過による）解答の変化などの修正が容易になった。タイムリーな問題も出題可能になり、問題を解き尽くされれば終わりという、従来のクイズゲームの欠点を大きく解消した。
11作目までの舞台は『ハリー・ポッターシリーズ』に登場した魔法学校、ホグワーツ魔法魔術学校の影響が見られる。プレイヤーは「生徒」、QMA設置のゲームセンターは分校（「○○（ゲームセンター名）校」、QMA2までは「校」と末尾につかず、自主的に「校」と入れる店舗もあった）という位置づけとなる。この「○○校」の内容は店舗ごとに自由（店側に裁量権が認められている）のため、店舗で行われる大会等の告知、店内大会優勝者のキャラクター名、優勝者の希望校名などを使用する店舗もある。
プレイヤーのキャラクターとなる生徒は男女それぞれ複数用意され（詳細はクイズマジックアカデミーの登場人物を参照）、問題に対して考えるポーズをしたり、解答に応じて一喜一憂したりする。しかし、キャラゲー的な演出は見せかけであり、当ゲームはいわゆる「競技クイズ」をネット対戦というシステムを利用して、随時プレイ可能な形で再現した点がキモである。QMA8では、お助けアイテムが新設され、購買部（後述）で協力プレイ専用の補助アイテムを購入でき、全国大会でも同様の補助魔法を使えるようになったが、基本的に補助として使うものとして設定されている。
対人戦が前提となるので、コンピュータ（COM）は基本的に人間が揃わない時の穴埋めであり、比較的弱く設定されている。また、QMA3以降では、ゲームを始めて最初のうちに所属する下位組はCOMが必ず混じるようにすることで（組分けも参照）、難易度調整も兼ねている。ただし、QMA2では当初人間は4人しか参加できなかった仕様もあって、COMは強めに設定されており、人間プレイヤーを押しのけて優勝することもあった（稼働途中で修正）。また、COMが「弱い」のは確かだが「問題の難易度に関係なく正解率が低い」だけともいえ、比較的簡単な問題を間違えながら、人間が1人も答えられない奇問・難問でも単独正解してしまうことも少なくなく、奇問・難問揃いの出題の場合はCOMが人間を押しのけて勝ち抜くこともある。

## あらすじ・世界観
この世界のそこかしこで発生している瘴気。その正体は、知識欲を無くした人々が、本来持っていた知識と、虚無的な感情を魔力で発生させた物だった。
瘴気はある時は「クイズ」という形を取り、またある時は、さらに恐るべき魔物を生み出した。
この瘴気は、かつて東方より現れた賢者によって一旦は駆逐された。しかし、今もなお、地上では瘴気の発生が続いていた。それに対抗する賢者を養成するために設立されたのが、マジックアカデミーだった。クイズの答を導き出すことで、瘴気を払うことができるのである。
なお、DS版を含め天の学舎までは各作品ごとに修練生が賢者になるまでのストーリーを繰り返し描いているため、パラレルワールド状態になっている。
しかし、暁の鐘にて校長自らが生徒たちを「暁の賢者」(いわゆる免許皆伝)と認めた後は、巻き戻ることなくEVO→XIVに至っている（QMAリウムとは別）。

### 各作品の主な舞台
第1アカデミー
QMA1-6およびDS版までの舞台。数万 の生徒を擁するマンモス校である。施設全体が飛行可能 で、赤い屋根の校舎と寮、グラウンドなどを始め、草原や山など自然環境も充実している。
学科は標準学科、ユリが所属する格闘学科、リエルが所属する商業学科、工業学科 などが存在する。
QMA8において2つのアカデミーの混在状態の影響を解消するため、ロマノフ1人が残り、空へと飛び立った。
第7アカデミー
QMA7-暁の鐘およびXV以降の舞台。海にせり出して建つ黒い屋根の校舎で、先生が姿を消し生徒だけが取り残されていたアカデミー。学科は標準学科のほか、リックが所属する格闘学科、メディアが所属する医療学科などが存在する。XVの帰還後、生徒たちは新しい制服を着用するようになった。
作中のイベントシーンなどでも「黒いアカデミー」「地上のアカデミー」としか呼ばれていなかったが、2010年5月に追加されたアバターアイテムの説明では「第7アカデミー」と呼ばれている。
元からそうだったのか、先生が姿を消した後で第1アカデミーと合流してからなのかは不明ながら、暁の鐘ではマジアカペンギンの様な魔物を飼育している。
天の学舎
QMA天の学舎のストーリーの鍵を握る学校。その名の通り浮遊しており、妖精達が学ぶ。
邪神が封印された神器を人の手から隔離し、管理する目的があった。
暁の鐘
コロシアムの外れにある鐘楼に納められた魔法の鐘。相応の魔力を持った者でないと鳴らすことが出来ないため、校長が実力を見極めるために用いた。
異世界トーキョー
QMATG-XIVの舞台。かつて東方と呼ばれた場所。暁の鐘の終盤にてヴァルアドス校長から「暁の賢者」と認められた一部の生徒が彼の意により、現地で蔓延している瘴気について調べるべく「転移の扉」によって転送された異世界。なお、生徒たちが赴く以前からマロンは私用で度々訪れていた模様。また、現地にはアカデミーの分校とも言うべき建物 があり、生徒たちの現地における拠点となっている。
膨大な人口と様々な建造物を擁する巨大都市然としているが、魔法の根源であるマナが存在しないため、生徒たちは独力では魔法が使えず、電子魔道デバイス「グリモワール」 からのマナ供給が頼り。また、転移の扉が原因不明の機能停止を起こしたため、生徒たちはグリモワールを用いたアカデミーとの通信は可能なものの、帰還は不可能の状態にあった。
また、現地では濃い瘴気が周囲の物質をモンスター化するという異常事態も発生しており、このモンスターは「瘴気のモンスター」では呼びにくいことと、倒すと浄化された瘴気（性質としてはマナと同じ模様）から魔道書が生まれ、これがグリモワールを強化できることから、マロンによってグリモワールの力の源という意味で「グリム」と命名された。その後、このグリムを召喚するイナリとの遭遇をきっかけに、グリムの正体が濃密な瘴気と媒介となる物質を組み合わせて生み出された、イナリやムジナが使役する「式鬼」であることが判明した。さらに、瘴気による悪影響を受けていたムジナによって、イナリと瘴気を組み合わせてグリムの「アベノイナリ」へと変化させたり、2人の祖先にしてその特別な力の源である「アヴェノセイメイ」をグリムとして顕現させたが、最後にはアヴェノセイメイを構成する呪札の「セーマン」を全て剥がしたことで倒すことに成功し、ムジナも瘴気の影響下から脱し、正気を取り戻した。
そして、これと同じくして転移の扉も不調になった原因が不明のまま機能を回復するが、ムジナが正気を取り戻すのとタイミングが重なることからヴァルアドス校長らは無関係ではないとの推測をしている。それからしばらくして、今度はトーキョーのみならずゼンコク各地に瘴気を発生させる装置が現れたことから、改めて生徒たちが転移の扉で転送された。
ゼンコク
QMAEVOの舞台。トーキョーとそれ以外の地域を一括した総称だが、トーキョー以外の地域でもマナが存在しないのは同様。しかし、瘴気の発生源となる装置の近くには守護者とでも言うべき、一見すると銀髪と赤目で黒服姿の人間の姿で会話も可能ながら、戦闘時にはグリムとしての姿に変化する新種のグリム「エボルグリム」がおり、守護者の役割からその場から遠くへは動けないながらもその力は旧来のグリムを超越している。

## シリーズ作品

### アーケードゲーム
8作目までのシリーズナンバーの表記は、タイトルがカタカナ表記の場合はアラビア数字、タイトルロゴなど英語表記の場合はローマ数字になっている。本項目ではカタカナ表記と英語表記を併記する。
共通仕様として2作目以降は全て前作のデータを引き継いでのプレイが可能である。ただし階級はリセットされる。
クイズマジックアカデミー（QUIZ MAGIC ACADEMY）
- 2003年7月24日稼働。プレイヤーキャラクターは最初は8名、途中のアップデートで2名追加された[4]。
- 初代の基板はVIA製EPIA-E533。
- 2003年のAOUアミューズメントエキスポで初めて公開されたが、登場人物など製品版とは大きく異なる仕様であった。2004年にも製品版が出展された。
- 2003年4月から6月に2回に分けて池袋、川崎、入谷（足立区）、大阪でロケテストを実施。当時のプレイヤーキャラは4人であった。

クイズマジックアカデミー2（QUIZ MAGIC ACADEMY II）
- 2004年11月17日稼働。階級システムが勲章の枚数から経験値の蓄積による方式に変更された。
- 2004年8月から9月にかけて新宿、池袋、大阪、岡山でロケテストを行った。
- プレイヤーキャラが2名、教師キャラクターが4名追加され、既存のキャラクターもデザインが一新された。
- 問題制作がセブンデイズウォーの担当となった[5]。そのため、前作の問題はいったんリセットし、全て一から問題を作り直している。
- ひっかけ分岐（パラレル）や画像問題が登場した。

クイズマジックアカデミー3（QUIZ MAGIC ACADEMY III）
- 2005年12月14日稼働。
- 1回目のシステム基板の更新が行われスペックアップ。東芝パソコンシステム製FAB-e865のカスタム品でCPUはCeleron 2.5 GHz、グラフィックボードにRadeon 9600XTを使用。
- エントリーカードがe-AMUSEMENT PASSに変更された。
- 2005年9月末から10月上旬にかけて新宿、秋葉原、池袋、大阪でロケテストを行った。前述のe-AMUSEMENT PASSではなくロケテスト用エントリーカードを使用してプレイした。
- プレイヤーキャラクターが更に2名追加された。
- プレイヤーネームの文字数が最長6文字になった。
- 出題形式に「一問多答クイズ」が追加され、動画問題も登場した。

クイズマジックアカデミー4（QUIZ MAGIC ACADEMY IV）
- 2007年1月24日稼動。ランキングシステム、階級システムが変更された。
- QMA4オリジナルe-AMUSEMENT PASSがアミューズメント施設で数量限定販売された。以降新作稼動ごとにオリジナルe-AMUSEMENT PASSが販売されている（詳細は該当項目参照）。
- 2006年10月に池袋、町田、大阪でロケテストを行った。
- 公式ホームページのみだった購買部（後述）が登場し、ゲームで取得した「マジカ」を使ってのキャラクターカスタマイズ機能が追加された[6][7]。
- 出題形式に「線結びクイズ」が追加され[8]、解答部分が動画になった問題も追加された。

クイズマジックアカデミー5（QUIZ MAGIC ACADEMY V）
- 2008年2月20日稼動。
- 2007年10月26日から11月4日まで全国3箇所（秋葉原、池袋、大阪）でロケテストを行った。
- 問題数は累計100000問を突破した。
- 新形式「スロットクイズ」が追加。
- 既存の「キューブ」「エフェクト」と新形式「画像タッチクイズ」が、「ビジュアルクイズ」として統合される（今作のみ）。
- 魔法石を集めると「昇格試験」が発生。これに合格することにより階級が上がる方式になった（今作のみ）。
- 「検定試験」が追加。検定内容は順次追加された。
- 教師にエリーザ（検定試験担当）、ウィーズ（昇格試験担当）が新たに追加[注 16]。
- シリーズ5作目にして校長先生であるヴァル・ヴァ・ヴァルアドスが初登場。
- キャラクターのイラストが一新され、前作の10倍以上の動画枚数の滑らかなアニメーションを実現している。
- 2009年9月30日（水）23:59にe-AMUSEMENTサービス終了[注 17]。

クイズマジックアカデミー6（QUIZ MAGIC ACADEMY VI）
- 2009年3月11日稼動。
- 2008年10月28日から池袋で、31日から京都で、ともに11月9日までロケテストを行った。
- クイズジャンルの分類を変更。従来の「雑学」「学問」をそれぞれ「ライフスタイル」「理系学問」に名称を変え、それぞれの派生ジャンルとして「社会」「文系学問」を新たに増設した。
- 「ランダム」形式を除き従来13あった出題形式を、いくつかの形式を一つのカテゴリにまとめ、「セレクトクイズ」「パネルクイズ」「タイピングクイズ」「マルチセレクトクイズ」の4カテゴリに統合。
- 全国オンライントーナメントの形式を変更。従来の1回戦→2回戦→3回戦→決勝から、予選前半＋予選後半→準決勝→決勝に変更。予選は前後半各5問、準決勝は8問制に。また準決勝は常にノンジャンルとなった。
- 「四文字言葉クイズ」を「文字パネルクイズ」に変更、入力文字が3文字-6文字に拡張。
- 「レッスンモード」が登場。予習やジャンル別の実力テストをトーナメントから独立した形で行う（今作のみ）。
- 5の倍数問連続で正解するごとに「○○問連続正解」、単独正解時に「単独正解」とそれぞれ表示されるようになった。
- ちびキャラクターのカスタマイズが強化。ちびキャラクターの活動範囲が広がった一方、キャラクターの立ち絵は大幅に減らされた。
- 購買部のリエルがプレイヤーキャラクターとして新たに追加される。
- 教師にサツキが新たに追加される（ノンジャンル担当）。同時にユウが1人のキャラクターとして独立。
- 各ジャンルにおいて、時事ネタに関する問題が「ニュースクイズ」として出題される。
- 2009年7月27日のオンラインアップデートで クイズマジックアカデミー6 Extra（以下QMA6Ex）にバージョンアップされた。主な変更点は以下の通り。
  - トーナメントの準決勝でノンジャンル以外も出題。
  - 優勝時の演出の追加。
  - 「検定試験」が復活。
- 2010年9月30日（木）23:59にe-AMUSEMENTサービス終了。

クイズマジックアカデミー7（QUIZ MAGIC ACADEMY VII）
- 2010年3月17日稼働。
- ２回目のシステム基板の更新が行われスペックアップ。東芝パソコンシステム製FAB-e965のカスタム品(KN303)を採用。CPUはCore 2 Duo、グラフィックボードにRadeon 2600 XTを使用。
- 2009年10月27日から池袋と川崎で、30日から秋葉原で、ともに11月8日までロケテストを行った。また11月30日から12月6日まで大阪と京都でロケテストを行った。e-AMUSEMENT PASSの電子マネー機能「PASELI（パセリ）」の先行テストを兼ねる。
- PASELI使用者限定の「協力プレーモード」が新しく追加。これにあわせて協力プレーモード限定の新しいクイズ形式も追加。
- QMA6で使用されたカテゴリごとの出題形式と、QMA5までの個別の出題形式のどちらからも出題されるようになる。
- 準決勝戦は前半4問と後半4問で出題ジャンル・形式が変わるようになる。
- ちびキャラクターのデザインが一新、立ち絵の復活など、ビジュアル面の強化。
- 生徒キャラクターの大幅な入れ替えが行われた。QMA6までの既存キャラクターはレオン・セリオス・ユウ・シャロン・ユリ・リエルの6人に整理され、新たにメディア・ハルト・ミュー・アイコの4人が追加された。
  - さらに2010年4月26日のアップデートでリックとマヤの2人が追加された。アップデート後の初回プレイでのみキャラクターとプレイヤーネームを変更することができる。
- 「クマフィー」が新しく追加。条件を達成することで獲得できる。
- 2011年9月30日（金）23:59にe-AMUSEMENTサービス終了。

クイズマジックアカデミー8（QUIZ MAGIC ACADEMY VIII）
- 2011年3月29日稼働[注 18]。
- 2010年10月19日から池袋・秋葉原で、22日から京都で、ともに31日までロケテストを行った（ただし京都はPASELI使用不可）。また11月5日から7日まで札幌・名古屋・広島で、11月19日から21日までは渋谷・川崎・仙台でロケテストを実施。
- QMA7で使用できた生徒キャラクターに加え、QMA7で使用できなかったQMA6までの生徒キャラクターも使えるようになった。
- 協力プレーのリザルト画面にシンボルチャット機能が追加された。
- 協力プレー用に「お助けアイテム」が追加。PASELIでのみ購入可能。
- 新イベント「魔神討伐」が追加。特定ジャンルのみが出題され、魔神を決勝に残った4人で討伐する。
- 全国オンライントーナメント（予選のみ）に「早い者勝ちクイズ」、協力プレーに「協力スロットクイズ」が追加。
- 総合形式（カテゴリ）は「ランダム」を除き廃止。代わりに全国オンライントーナメント決勝の出題形式に「自由形式」が追加。ある一つのジャンルの任意の3形式から出題でき、難易度も選択可能。
- 全国オンライントーナメント予選や準決勝で1位を取るとボーナスとして獲得魔法石が上乗せされるようになった。
- 「サークル活動」が追加。2011年4月25日に開設されたWEBサイト「e-AMUSEMENT GATE」（現：eAMUSEMENT。以下、eAMUSEMENTサイトと表記する）より任意のサークルに登録することで、サークル内のメンバーのみでの4人対戦や協力プレーができるようになった。2012年3月19日のGATEでのQMA8サービス終了に伴い既存サークルはGATE標準のグループに変換され、QMA8でのサークル活動はできなくなった。再び連動サークルに戻すことで、QMA賢者の扉でのサークル活動ができる。
- e-AMUSEMENT PASSのカードリーダーが従来のスロット式からタッチ式に変わり、電子マネー対応携帯電話（おサイフケータイ）にも対応した。
- ロマノフに代わってウィーズが理系学問の担当になった[注 19]。
- 2012年9月30日（日）23:59にe-AMUSEMENTサービス終了。

クイズマジックアカデミー賢者の扉（ - けんじゃのとびら）
- 2012年3月15日稼働。アーケードシリーズとしては9作目にして初めてナンバリングが外された。
- 2011年10月19日から23日まで秋葉原・横浜でロケテストを行った。なお、従来と違いロケテストは公式サイトで告知が行われなかった。
- 稼働開始時点での収録問題数が18万問を突破。
  - 2012年11月1日現在での収録問題数は197429問。[1][注 20]
- キーボードを使用するクイズで、QWERTY配列によるローマ字入力が可能になった（切換ボタンで変更可能）。
- クライアントのモニターをワイドモニターに変更（21.5インチ・静電容量式タッチパネル）。また筐体正面にはサブモニターが追加され、現在のプレー状況が表示される。なおQMA8からアップグレードした場合、QMA8のモニター（15インチ・超音波式タッチパネル）をサブモニターに転用できる。
- 全国オンライントーナメントに「グループ分けクイズ」が追加。
- プレイヤーネームが最大8文字になった。
- 全国オンライントーナメントの所属組にレベルが設定された。
- 協力プレー専用のアイテムに「お守り」が追加。
- e-AMUSEMENT Participation（都度課金モデル）を採用。
- 2013年4月1日にクイズマジックアカデミー賢者の扉 Season2にアップデートされた（以下、2013年3月31日以前のバージョンのみに該当する事項をSeason1と表記する場合がある）。
  - 2013年5月30日のアップデートでキャラクターデザインが変更された。アップデート後の初回プレイでのみキャラクターとプレイヤーネームを変更することができる。

クイズマジックアカデミー天の学舎（ - てんのまなびや）
- 2014年1月23日オンラインアップデートにて稼働開始。
- KAC2013で発表された。
- 新キャラクターとして妖精のティアルとセレストが追加される。進行役であり、プレイヤーキャラとしての選択はできない。
- 全国オンライントーナメントの予選が合格点制に変更される。
- プレイ成績に応じた「通り名」が与えられる。

クイズマジックアカデミー暁の鐘（ - あかつきのかね）
- 2015年3月25日稼働。
- 従来のタイトルロゴ（Quizが上、MAGIC ACADEMYが下に配置）からカタカナを基調としたもの（配置は同じ）に全面刷新（QMAEVOまで）。
- キャラクターデザイナーが変更される。
- 新キャラクターとして実況役のヴァニィが登場する。
- トーナメントが「トーナメント☆マジバトル」にリニューアル、8人対戦となる。決勝戦は1対1での勝負となる。
- 協力プレーが「マジック☆コロシアム」に変更。天の学舎での邪神封印戦に類似した形式となった。

クイズマジックアカデミー トーキョーグリモワール
- 2016年4月27日稼働。
- The 5th KACで発表された。
- 稼働開始に先駆け、2016年4月16日にゲストに照井春佳（ヴァニィ役）を招いた発表会をコナミカードゲームステーション（東京ミッドタウン）で行った。
- 世界観とキャラクターの服装を一新。マジックアカデミーの生徒たちが「トーキョー」へ調査にやってきたという設定になる。また、これに合わせてビジュアル・サウンド両面がデジタル色や近未来色を帯びている。
- トーナメントが「トーナメント・NEO」にリニューアルされ、9人対戦となる。途中で敗退しても、従来（天の学舎まで）の決勝戦と類似した形での順位決定戦が行われる。
- 「マジック☆コロシアム」が「グリムバスターズ」へとリニューアル。
- 年間を通した店舗大会イベント「QMA JAPAN TOUR」が開始。

クイズマジックアカデミー THE WORLD EVOLVE（ - ザ ワールド エボルブ）
- 2017年3月15日稼働。
- 2017年2月17日から2月19日まで秋葉原と大阪・梅田でロケテストを行った。
- The 6th KACで発表された。
- ヴァニィがプレイアブルキャラとして登場する[9]。
- 新しい敵キャラ「エボルグリム」が登場する。
- TGの世界観を踏襲しており、トーキョーからゼンコクに舞台が広がる。
- BEMANIアーティストの作曲参加者が増えた。
- 2017年4月に音声の追加が行われた。

クイズマジックアカデミー MAXIVCORD（ - マキシブコード）
- 2018年4月23日稼働。
- The 7th KACで発表された。
- 筐体用POPに15周年記念であることが示されている。
- 2018年3月2日から3月4日まで秋葉原の2店舗で、4月6日から4月8日まで秋葉原と名古屋でロケテストを行った。
- タイトルロゴがリニューアルされ、ロストファンタリウム同様、Quiz,MAGIC,ACADEMYそれぞれの英単語が縦に並ぶものになった。
- 新モードとして「リコードアリーナ」が登場した。
- 2018年11月1日より、Windowsパソコンからアーケード版をプレイできるコナステの正式サービスを開始した[10]。

クイズマジックアカデミー 軌跡の交叉 -Xross Voyage-（ - きせきのこうさ クロスボヤージュ）
- 2019年4月22日稼働。
- 2019年2月22日から2月24日まで秋葉原でロケテストを行った。
- The 8th KACで発表された。
- 世界観が従来のアカデミー世界に戻る。制服などのビジュアルは新規のものになる。
- 新クイズ形式「一方通行クイズ」が登場。協力クイズにも新形式「協力一問多答クイズ」「協力線結びクイズ」「協力グループ分けクイズ」が登場する。
- 前作ではグリム・アロエだけだったエボルグリムのちびキャラが全員登場。
- コナステのAndroid版のサービスを開始[11][12]。

クイズマジックアカデミー 輝望の刻（ - きぼうのとき）
- 2020年6月17日にハイグレードモデルで先行稼働。2020年8月5日に従来筐体・コナステでもバージョンアップ。
- 2020年2月21日に公式twitterで発表。
- 新筐体「ハイグレードモデル（『麻雀格闘倶楽部』の流用。以下HGモデル）」が導入され、専用コンテンツが追加される[13]。
  - 従来筐体（バージョンアップ後）とのマッチングも可能（QMAXVとのマッチングは不可）。
- 検定試験ランキング集計終了後に4人対戦モード「検定ウォーズ」が期間限定イベントとしてプレイできる。
- 協力プレーに、3対3で戦う「トリニティクロス」が登場。協力クイズバトルと交互に出されるため、マジックコロシアムが開催されなくなった。
- 『カードコネクト』との連動で、プロフィールカードが印刷できる。

クイズマジックアカデミー 夢幻の鏡界（ - むげんのきょうかい）
- 2021年4月26日に ハイグレードモデル限定で先行稼働[14]。 2021年5月26日に従来筐体・コナステでもバージョンアップ。
- 2021年4月13日に発表[15]。
- 検定クイズのテーマに「アニメ映画」「海外旅行」が追加されたほか、トリニティクロスがイベント扱いになり、協力プレーにマジックコロシアムが復活した。
- 問題出題部分の表示が「白地に黒文字」となった。

クイズマジックアカデミー 黄金の道標（ - おうごんのみちしるべ）
- シリーズ20周年記念作品として2023年7月24日に稼働開始。今作はハイグレードモデル・従来筐体・コナステで同日にバージョンアップ。
- 新モード「ソロクエスト」を追加。

#### 中国語版
QUIZ MAGIC ACADEMY
- 2013年5月15日稼働開始。
- 2012年8月10日より香港および台北にてロケテストを開始、同月19日まで行われた[16]。
- 日本版のQMA賢者の扉がベースで、キャラボイスは日本語版のものがそのまま使われているが、セリフの文や問題文が中国語（繁体字）に改められている。
- 出題形式はセレクト形式（○×・四択・連想）とマルチセレクト形式（順番当て・線結び・一問多答）に限定されている。
- 一部モードを除き日本版とのマッチングはない。

### 携帯電話アプリゲーム
コナミデジタルエンタテインメントの携帯電話向けサイト「コナミネットDX」において配信されている。一部のバージョンはモバレボやモバゲータウンでも配信されている。
クイズマジックアカデミーmobile
- 対応機種はNTTドコモのiアプリおよびauのEZアプリ（BREW）。SoftBank用は存在しない。
- システム・登場人物はQMA2にほぼ準拠しているが、映像系（エフェクトクイズ等）のクイズが含まれない、参加者は8人で予選は2回（各6問、2名ずつ敗退）、他の参加者の解答が表示されない、全員が早く解答しても20秒カウントする[注 21]、などの違いがある。
- 操作は携帯電話のキーで行う（四択等選択肢が4つの形式については操作方法を1-4と2/5/8/0の2つから選択可能）。
- 当初はコナミネットDXの月額料金（税込315円）で1ヶ月につき5回まで、それ以上については3回105円のクレジットを購入する方式となる（なお、このクレジットは麻雀格闘倶楽部と共通である）予定であったが、 2008年8月31日のサービス終了時まで追加料金は設定されなかった。

クイズマジックアカデミーmobile2
- 2007年2月14日に、903iシリーズ用のメガiアプリとして配信開始（同年4月2日からは900i-902iS用も配信）。2007年6月1日よりSoftBankのS!アプリ向けに、2007年7月12日よりauのEZアプリ（BREW）向けにも配信。
- 同年4月よりコナミネットDXのポイントを消費する形での料金設定となった（なお同月より同サイトのポイントのシステムも変更され、クレジットのシステムも統合されている）。
- 内容・階級・登場人物はQMA3に準拠し、問題形式に一問多答クイズが追加された。
- 2009年3月31日にサービス終了。

クイズマジックアカデミーmobile3
- 2008年7月16日にiアプリ版の配信開始。対応機種は903i・703iシリーズ以降。S!アプリは2008年9月18日、EZアプリ（BREW）は2008年12月18日に配信開始。
- 前作と同じく、コナミネットDXのポイントを消費する形での料金設定。
- システム・登場人物はQMA4ベース。
- 対戦相手の回答の正誤が表示されるようになり、カウントがアーケード同様になった。
- 収録問題数は約4万問[17]。

クイズマジックアカデミーmobile4
- 2010年1月27日にiアプリ版の配信開始。対応機種は903i・703iシリーズ以降（一部機種を除く）。S!アプリは2010年3月17日、EZアプリ（BREW）は2010年4月22日配信開始。
- 前作と同じく、コナミネットDXのポイントを消費する形での料金設定。
- ジャンル・グラフィック・音楽はQMA6ベース。問題形式が限られるため、QMA6と異なり形式統合はされていない。またトーナメントの構成も従来通り。
- 登場人物についてはQMA5ベース。エリーザは登場するがリエルは登場しない。また、サツキは従来通りユウの背後霊の設定。
- ホウキレースによる1人プレイモード「スピードアタック」が登場。全国大会もホウキレースで行われる。
- 検定試験モードを追加。テーマは順次配信。
- 収録問題数はモバイル版最多の約6万問。
- 挨拶コメント単語のシステムを追加。

マジックアカデミーぱずるだま
- 本作の生徒が登場する対戦ぱずるだま。
- 「たま」はマジックエッグになっている。
- 2011年2月17日にauのEZアプリ（BREW）として配信開始。

### スマートフォンアプリゲーム
クイズマジックアカデミーSP
- 2012年10月19日Android版、2013年3月27日iOS版配信開始。
- 対応OSはAndroid 2.3以降、iOS 5.0以上。
- 基本無料で従量課金あり（auスマートパス版は月額390円（税込）の定額制）。
- 「予習」部分を切り取った「授業モード」、「検定モード」、「協力プレーダンジョン」部分を切り取った「マジックペットの迷Qクエスト」の3つのモードのほか、アーケード版QMA賢者の扉との連動機能もある。
  - 「検定モード」では出題される問題数が12問と少ないため、各ランクの合格点も低くなっている。「迷Qクエスト」も出題数は12問だが、敵モンスターが現れた場合、その12問のうちに倒すことができないと、討伐失敗となる（アーケード版の協力プレーでは、ボスモンスター戦では12問制だが、各エリアのノルマクリアで登場するモンスターは別途3問分用意される）。
  - 2013年6月現在、個人プレーのモードのみでネットワークによる他プレイヤーとの協力・対戦モードはない。
  - MPの回復、「検定モード」でのジャンル解禁のために魔法石を消化するので、経験値によってレベルアップを行う。当初はレベルによって表記されたが、2013年5月末のアップデートでアーケード版にのように級位制になった（経験値によって昇格するのは変わらない）。
- 2015年3月31日に配信終了。

クイズマジックアカデミー ロストファンタリウム
- 2018年2月9日配信開始。
- 対応OSはAndroid 5.0以降、iOS 10.1以上。
- 生徒キャラクターの育成や敵モンスターの討伐をメインとしたクイズRPG。
- 基本無料で従量課金あり。
- アーケード版との連動要素（カスタマイズアイテム配布、クイズ難易度開放など）あり。
- メインキャラクターデザイナーはぽよよんろっく。
- 協力モードで新形式「ユニゾンクイズ」が登場。多数の選択肢から制限時間内に既定の正解数を選択する。
- アーケード版実装に実装されている一部クイズ（キーボード・一部マルチセレクト・ユニゾン以外の協力クイズ）形式は出題されない。
- 2018年9月12日よりDS版以来となるクロニカとライラが登場。ヴァニィの姿は登場しない。
- 2019年5月30日サービス終了[18]。一部の断章はリコードアリーナモードのリコードとして登場した。

### コンシューマーゲーム
コンシューマゲームとして、以下の作品がある。いずれもニンテンドーDS用ソフトで、メーカー希望小売価格は5,250円。販売開始から年数がたっているため、いずれもWi-Fiコネクションサービスを終了しており、それに関わるサービスは行われていない。
- クイズマジックアカデミーDS：2008年9月12日発売[注 22]
- クイズマジックアカデミーDS 〜二つの時空石〜：2010年2月11日（水）発売。

#### QMADS
- 2008年2月16日、AOU2008アミューズメント・エキスポにて製作発表。
- 初回限定版にはDS版オリジナルデザインのe-AMUSEMENT PASSが付属。
  - コナミスタイル先着限定でオリジナルデザイン鉛筆型タッチペン付属。また、当日発売の各種グッズをまとめたセットも発売された。
  - ゲームショップの予約特典ではオリジナルテレホンカードなど（店舗によりデザインが異なる）が付属。
- ニンテンドーWi-FiコネクションおよびDSワイヤレス通信に対応し、最大8人まで対戦・協力プレイが可能（2010年9月13日16：00Wi-Fiコネクション対応終了[20]）。容量上の都合によりDSダウンロードプレイには非対応。
- 収録問題数は初期状態で70000問以上。ネットワークを介した新規問題の追加配布も発売当日から実施されている。
- DS版オリジナルキャラクターのクロニカとライラ[注 23] が登場する。

##### 概要
- e-AMUSEMENT SPOTを利用してアーケードのデータを参照する「アミューズメントリンク」を搭載。DSソフトで同サービスに初めて対応した（本作以前の対応タイトルは全てPSPソフト）。このサービスからは、QMA5のキャラクターデータ（容姿と名前のみ）及び一部所持アイテム、特典アイテム、QMA5で間違えた問題を復習できる「復習問題」のダウンロードができる。QMA6以降には対応していない。2010年1月時点でこのサービスは終了。
  - これを利用してプレイヤーデータを作成した場合「賢者昇格前でも（QMA5で賢者以上の場合、アーケードで所持している）賢者服を着せることが可能」という現象が発生する。また、利用するにはQMA5のプレイデータが入ったe-AMUSEMENT PASSをKONAMI IDにひも付けしなければならない。なおWi-Fi通信による対戦等のプレイはe-AMUSEMENT SPOTでも利用可能である。
- DSタッチペンを利用した書き取りクイズが登場。
- アカデミー生徒となり階級を上げたり学校内の生徒と戦ったりしながらストーリーを進めてゆくアドベンチャーゲームの要素を持つ「アカデミーモード」と、クイズ部分のみを抜き出した「クイックマッチ」の2つのモードがあり、各モードで最大4つのプレイヤーデータを作成できる。
- 階級区分はQMA4よりも簡略化されている（魔術士に「初級」「上級」といった区別が存在せず、また最上位の階級は大賢者である）。
- キャラクターのグラフィック、ゲームシステムなどはQMA4ベース。BGMはQMA3・4、背景画像はQMA3・4・5のものも使われている。
- アーケード版と同様にプレイヤーの名前を自由に付けられる。文字数はひらがな、カタカナ、記号、アルファベットだけで6文字まで。漢字は使えない。また、同時に所属校名を自由につけることが可能。文字数は9文字まで（10文字目に「校」が自動的に追加。定型文などによっては表示されない）。基本的にひらがな、カタカナ、記号、アルファベットしか使えないが、「学園」などの定型文に限り漢字を使える。

##### トーナメント
- アーケードや携帯アプリとは異なり、トーナメントと予習はそれぞれ独立したメニューになっている。
- 予選は2回戦まで行う（携帯アプリ版と同様の仕様）。トーナメント開始時は8名で、各予選終了時に成績下位2名が脱落。
- 獲得魔法石の多少が階級ではなく、組や順位に影響される仕様になった。人間プレイヤーの場合、予選落ちした賢者よりも決勝に残った下位階級からの魔法石が多くなっている。
- 出題形式・組分け・昇降格の条件などはQMA4ベース。
- シングルプレイの場合はプレイヤー以外は全員COMとの対戦となる。Wi-fi対戦においてはQMA4にあった固定COM枠が無くなり、全ての組で全員人間での対戦があり得る。
- 上位の組では、COMがアーケード版よりかなり強い。その代わり、魔法石はアーケード版COMのように一律1個ではなく、最低2個で、人間プレイヤーはおおよそ2倍。

##### アカデミーモード
- 昇級試験・クエストといったQMA5の要素もみられる（ただしQMA5とは位置づけが異なる）。生徒クエストをクリアすると生徒のメダル（ブロンズ・シルバー・ゴールド・プラチナと色分けされている）がもらえる。
- 大魔導士以上になるとQMA4全国大会のホウキレースをCOMと対戦する形でプレイできる。
- クエスト（イベント）で同級生と対戦する場合、一部のイベント（ユリ達とホウキレースで対戦する「スピードキング」など）では同級生を操るCOMの強さは自分の属する組に準拠する。

戦闘イベント
- クイズによる戦闘イベントがある。ルールは6問1ターンで、得点（整数部分のみ有効。小数点以下は切り捨てされる）がそのまま敵へのダメージと自分のHPになる。敵の攻撃で受けたダメージが獲得した得点を上回れば脱落で、得点の次のターンへの持ち越しはできない。最大8人までパーティーに参加でき、敵のHPを0にすれば勝利。全員脱落するか、規定ターンを敵が守り切ると敗北（アカデミーモードのクエストでは、プレイヤーが脱落した時点で敗北）。ただし、再戦時には敵はHPを減らした状態から始まり、回復することはない。
- Wi-Fi接続では、この戦闘ルールを用いた討伐クエストがあり、モンスター討伐に参加できる。3ターン以内にモンスターのHPを0にできなかった場合は、自分のHPが残っていても討伐失敗となる。モンスターによって出題ジャンルが異なるほか、複数のパーティーが同時に参加できる。モンスターのHPは非常に高いため（最低でもおよそ30000）、規定ターンごとの入れ替えによる長期戦が前提になっている。この時、Wi-Fi用ロビーでは「まだまだ元気です」「虫の息です」といったモンスターのHPが文字によって表示される。また、モンスターは倒してもしばらくすると復活し、HPも増えている（攻撃力が上がっていることもある）。倒した時点でプレイヤーがパーティーに残っていれば、100マジカが報酬として貰え、ランダムで装飾品が手に入ることもある。

##### バグ・不具合
- 初期出荷版（型番が「NTR-YZKJ-JPN」のもの）には
  - アカデミーモードで予習の難易度を表す★が任意のジャンルで合計40個になる、または任意の形式の全ジャンルの★が5つになるとフリーズするバグ。
  - 「ランダム4」として選択されない限りランダム以外の形式で「ランダム4」に対応する問題が全く出題されないバグ。
  - 対人対戦中にルート選択した際他の対戦者が別のルートに進んでしまい、自分は四択を解いているのに相手は順番当てを解いている、というようにまったく違う形式の問題を解いている事があるなど、回線の不調などによる不具合。
  - アカデミーモードでWi-Fi討伐クエスト参加後、他のキャラクターに話し掛けると、討伐の成否がそのままそのキャラクターのクエスト（イベント）の成否に直結してしまう不具合。

などが確認されている。
- 上記のバグのため、発売直後に再出荷がストップした。2008年11月中旬頃からバグを修正した上で出荷（型番は「NTR-YZKJ-JPN-1」となっている）が再開された。公式にはアナウンスされていないが、カスタマーセンターに問い合わせた初期出荷版購入者には無償交換を行っている。
- ニンテンドーWi-Fiコネクション経由でコナミの専用サーバに接続しているため、セキュリティ設定の状態によっては正常に接続できなかったり、接続が不安定になることがある。対処法はこちらを参照のこと。

#### 二つの時空石
- ニンテンドーWi-Fiコネクション、DSワイヤレスプレイ、DSダウンロードプレイ、e-AMUSEMENT SPOT対応。
- 同日発売のグッズを集めたコナミスタイル販売のセットにはオリジナルデザインのe-AMUSEMENT PASS付属（描かれているキャラクターはアロエ。同日発売のトレーディングカード『クイズマジックアカデミー カードコレクション』のコナミスタイル購入特典にはマラリヤデザインのPASSが付属。コンプリートセットにはアロエ・マラリヤ両方が付属する）。またコナミスタイル販売分は先着限定でオリジナルクリアファイル付属（ソフト単品にも付属）。
- セーブ可能なデータ数はアカデミーモード、クイックマッチモード共通で3つ。
- 収録問題数は初期状態で80000問以上。オンラインによる追加配信あり。
- 前作に続き、アーケード版と連動できる。本作ではQMA7と連動。
- クイズジャンル、出題形式はQMA6準拠。実力テストモード（QMA6のレッスンモードの最終部分の抜粋）、検定試験モード（実力テストと同じ18問、初期状態で受験可能な検定は'80年代、'90年代、2000年代）も追加される。
  - 前作に引き続き書き取りクイズを搭載。また、前作にはなかったスロットクイズと画像タッチクイズが実装。
- DS2専用の全国大会（ホウキレース）などの期間限定イベントが開催される。全国大会について、第2回までは期間中、24時間いつでも参加できたが、第3回以降は期間中の朝10時から夜24時までの開催となっている。
- 討伐クエストに代わりダンジョン攻略モードが登場。ダンジョンを探索してモンスターを討伐する。

| 回 | 日程                             |
| -- | -------------------------------- |
| 1  | 2010年2月23日10:00-3月1日10:00   |
| 2  | 2010年4月28日10:00-5月7日10:00   |
| 3  | 2010年7月20日10:00-7月29日23:59  |
| 4  | 2010年11月5日10:00-11月14日23:59 |

- APリンク（アクセスポイントリンク）対応。これは屋内や屋外にある無線LANのアクセスポイントを検知することで特別なアイテムや仲間を手に入れることができる機能である。
- カスタマイズアイテムの大幅な追加。
- 前作に引き続きクロニカ・ライラに加え新キャラクターのケイオス・セラが登場[注 24]。
  - そのほか、リエルがプレイヤーキャラになる、サツキが先生として登場するなど、キャラクター設定もQMA6に準拠している。
- キャラクターのグラフィックは生徒・先生キャラはQMA4（ただし、マロンの杖のデザインやアメリアの眼鏡がQMA5以降のものに、初登場がQMA5のエリーザ・QMA6で立場が変わったサツキは新規に描き直されるなどの変化はある）、背景画、BGMなどはQMA6のものが使われている。
- 2011年4月27日16時にWi-Fiコネクション接続サービスを終了した[21]。

## 筐体

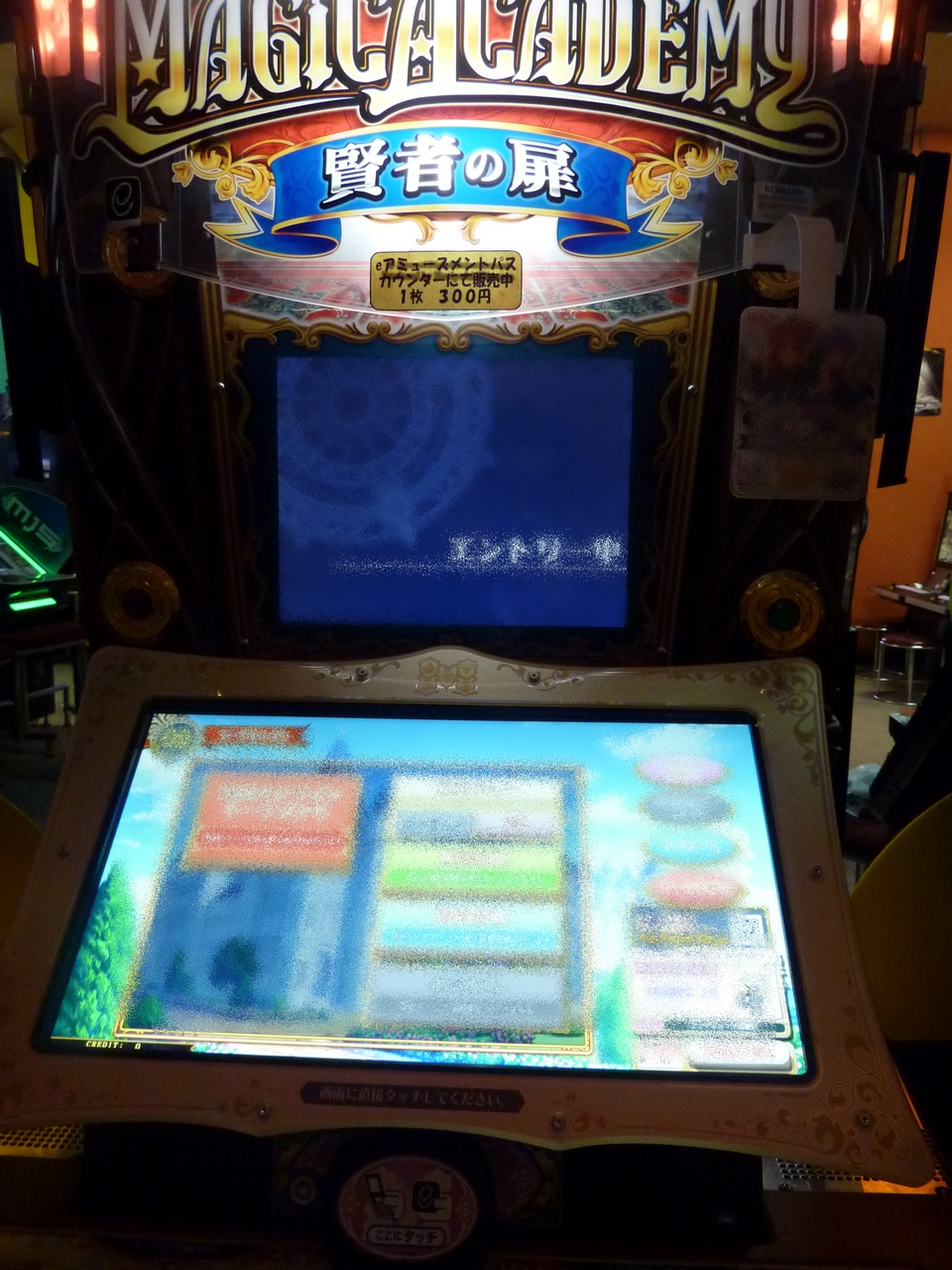
QMA賢者の扉のクライアント。モニターが変更されサブモニターが追加されている。

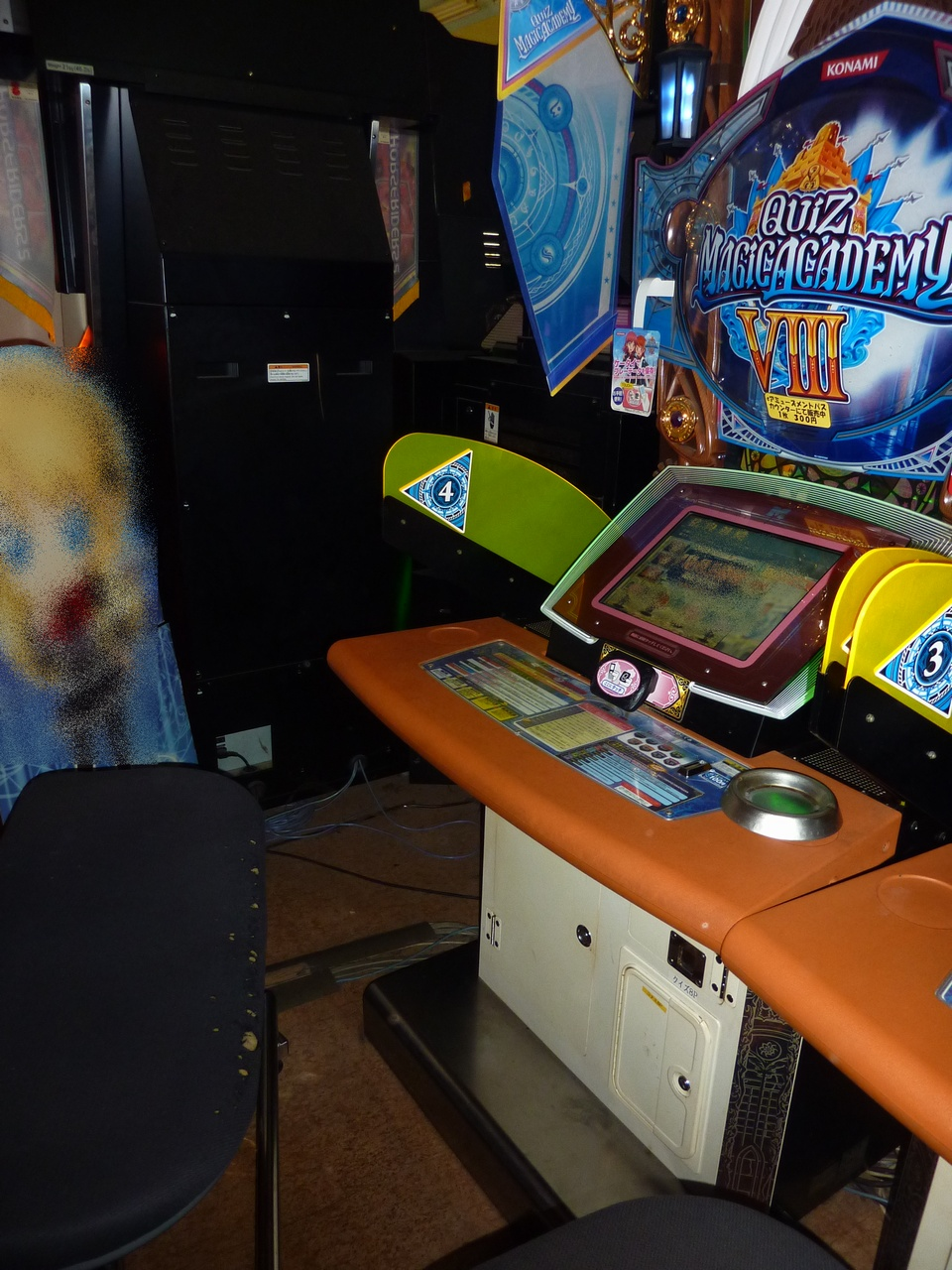
QMA8のクライアント。カードリーダーがタッチ式に変更されている。

筐体はローカルサーバとしての機能を持つセンターモニター（QMAXVまで）と、プレイに使うクライアント（センターモニター1台に対し最高16台。QMA2以前は8台）から構成される。

### センターモニター
センターモニターにはゲームの説明やプレイヤーの全国ランキング（QMA3以降は店内、ブロック内ランキングも閲覧可能）、各クライアントのプレイ状況（QMA1・4-）等が表示される。これらはセンターモニターのボタンで選択して見ることも可能。センターモニターの画面下には以下の機能がある。
- QMA1・2ではセンターモニターはエントリーカード（後述）の販売機も兼ねていた。
- QMA3ではエントリーカードがe-AMUSEMENT PASSに変更されたため、この部分がQMA2からのデータ引き継ぎ用の2種類のカードリーダー（QMA2用とロケテスト版QMA3用エントリーカード用リーダーと、e-AMUSEMENT PASS用リーダー）に置き換えられた。
- QMA4からQMAXVまではe-AMUSEMENT PASSのリーダーのみ存在し、センターモニターでプレイヤーデータの閲覧ができる（QMA4稼働後のアップデートで実装）。
- THE WORLD EVOLVEより、センターモニターに接続しなくともクライアント単体での営業可能となった。これ以降センターの機能は縮小されていき、2020年8月4日をもって通信サービスが終了し稼働終了となった。

### クライアント（初期型）
初期型のクライアントはタッチパネル式（レバー・ボタンなどは一切ない）で、画面に表示された文字や答えを選択して解答する。なおQMA2以降は画面奥の装飾が増え、クライアントを向かい合わせに配置している場合にも向かい側のプレイヤーの姿が見えなくなった。賢者の扉ではタッチパネルに使用されているモニターがワイドモニターに変更された（同時に超音波方式から静電容量方式に変更され、ゴム製のタッチペンが反応しなくなった）従来までの１５インチモニターはサブモニターとして移設され、プレイ状況やデモ画面でのクイズ説明などに使用されている。台湾向けに出荷された筐体にはサブモニターは存在しない。
クライアントやセンターモニター基板はQMA1より一般的なWindows PCベースであり、OSは、Windows XP Embedded SP2が採用されている。アーケードゲームの稼働向けにOSの構成がカスタマイズされており、起動時の画面上には"KONAMI Windows XP Embedded"と表示される。クライアントは「client.exe」、センターモニターは「center.exe」という実行ファイルによって動作している。
起動時にはWindowsのデスクトップ、およびスキャンディスクが行われているコマンドプロンプトが表示されるが、クライアントにおいては画面が上下に反転している。これは、画面を覗き込む角度が液晶モニタの設計上で想定されていないものであり（下から見上げているのと同じ状態）、液晶の視野角の問題で見えづらくなってしまうため、モニタそのものを上下逆に設置することで対処しているためである。
QMA3へのバージョンアップの際にシステム基板の変更が行われている。スペックアップに従い、画面の解像度が向上している。QMA7へのバージョンアップの際にもシステム基板の変更が行われた。大幅なスペックアップによって、入力レスポンス等パフォーマンスが全般的に向上している。

### ハイグレードモデル
2020年6月17日のQMA輝望の刻の先行稼働より使用開始。『麻雀格闘倶楽部』の同名筐体の流用であり、ヘッドホンジャック、充電用USBポート搭載。プレイ画面にはサブモニター壁紙表示スペース・サウンドセレクト（本シリーズ以外のBGMも用意されている）・HGプレミアムプレー用の正解表示スペースなどが追加されている。

### コナステ
2018年11月1日よりWindowsパソコンからアーケード版をプレイできるコナステでQMAXIVのサービスが開始された。開始当初の解答方式はマウスまたはタッチパネル対応モニタへのタッチによる解答のみだったが、アップデートによりキーボードが登場する場面でのハードウェアキーボードでの入力も可能になった。
QMAXVからはAndroid版、夢幻の鏡界からはiOS版の配信が開始された。Android版ではズーム機能がついており、解答入力部分を一時的に拡大することができる（ただし問題文が隠れる）。

## エントリーカード・ICカード

### カード概要
コナミアミューズメントのe-AMUSEMENT対応のカードを使用することができる他、QMA8からはおサイフケータイ対応の携帯電話と一部の交通系ICカードなど、MAXIVCORDでは、2018年10月25日 からAmusement IC対応のセガ・インタラクティブのAime・バンダイナムコアミューズメントのバナパスポート・タイトーのNESiCA（2019年2月14日発売） も使用できる。QMA1・2では磁気カード を使用していたが、QMA3からはe-AMUSEMENT対応ゲーム共通で使えるICカードであるe-AMUSEMENT PASSに変更された。QMA1・2の磁気カードはee'MALL 2nd avenueに対応しており成績閲覧（QMA1のみ）、ポイント獲得ができた。
2012年3月30日に有効期限が撤廃された。2012年3月29日以前は最後に使用した日から365日（QMA1稼働当初は60日、2004年3月ごろから2011年6月30日までは180日）の有効期限が付与され、有効期限を経過したデータは原則無効となり、e-AMUSEMENT PASSの場合は再使用時に新規データで上書きされることになる。磁気カードの再使用は不可能。
- KONAMI IDはサイト上からプレイヤー自身で登録する必要がある。QMA1・2で未登録のエントリーカードを使用した際にはゲーム終了時に仮登録の画面が表示される。
- QMA1・2では、エントリーカードのデータをKONAMI IDに登録しており、かつ携帯電話用サイト「コナミネット」の会員登録をしてあれば紛失・破損の際に有償で再発行をしてもらえた（ただし公式サイトから再発行できたのはQMA2[27] のみで、QMA1は直接カスタマーサポートに電話した会員にのみ再発行）。
- QMA3以降は、事故が発生したe-AMUSEMENT PASSのID（ユーザーコード）を使用して、eAMUSEMENTサイトで新しいe-AMUSEMENT PASSに他のe-AMUSEMENT対応ゲームのデータと一括してプレイヤー自身で移し替える方式となっている（e-AMUSEMENT PASSメンバーズサイト・コナミネット（2006年3月31日からはDX）のe-AMUSEMENTコーナーでも可能だったが、2012年3月にサービス終了）。この移し替えを利用すればQMAシリーズのオリジナルe-AMUSEMENT PASS利用特典を1つのデータに複数適用させることができる。

### 保存情報
ゲーム開始時にキャラクターを一人選択し、カードを使用した場合、サーバにキャラクターとプレイヤーネーム（QMA2までは最大5文字、QMA3-8は最大6文字、QMA賢者の扉以降は最大8文字）、現在の階級、各ジャンルの正解率、マジックエッグ（ペット）、優勝回数、獲得マジカ（QMA4以降）・Qメダル（QMAXIV以降）、担任の先生（QMA3以降は一定の条件を満たすと変更できるようになる。QMA1の進行役はアメリア固定、QMA2では初プレイ時にランダムで選ばれる寮の先生）などの情報が保存されており、エントリーカードに保存されているID（ユーザーコード）と照合することにより各クライアントにおいてデータを呼び出すことができるシステムになっている。そのため、オンライン接続されていない筐体ではカードを用いたプレイが出来ない。
QMA2およびQMA5以降では学籍番号が各データに付与される。QMA5以降の学籍番号はアルファベット1文字と7桁の数字で構成されており、アルファベットについては初めてプレイした作品がQMA1ならA、以下同様にQMA2ならB、とアルファベット順に続き、QMA輝望の刻で新規に始めたカードはQが割り当てられている（Oは飛ばされている。中国語版はZ）。数字はプレイを開始した順にそれぞれ1から付与される（QMA4以前のデータは「該当作品を始めた順」ではなく「QMA5への引き継ぎが早い順」で付与）。同じ組み合わせの学籍番号は複数存在しない（数字部分が同じデータは存在する）ため、同じキャラクターで同一ネームの場合でもゲーム上では区別できるようになっている。どのバージョンからプレイを開始したかはカスタマイズアイテム「QMAカード」でも確認できる。
QMA5まではプレイヤーネームも引き継がれていたが、5文字から6文字に拡張されたQMA6以降データ引継ぎ時にリネームが可能になったため、学籍番号I以降でなくても7文字以上のプレイヤーネームのデータが存在しうる。同様にQMA6までは前作からのデータ引き継ぎに際してキャラクターを変更することができなかったため、学籍番号のアルファベットに関して、QMA2で初登場したキャラクターならB以降、QMA3で初登場したキャラクターならC以降、といった法則が成立していたが、QMA7以降キャラクターの変更が可能となったため、この法則は崩れている（例：QMA7以降はQMA2新登場キャラのユリで学籍番号がAのデータが存在する）。

### PASELI
QMA7以降はアミューズメント施設で使える電子マネー「PASELI」（旧称・コナミコイン）に対応している。
利用できる主な機能
太字はクレジットプレイでも別個にPASELIを消費して購入できるサービス。斜字はQMAXIVでは利用できないサービス。
- eAMUSEMENTサイト（QMA5-7ではe-AMUSEMENT PASSメンバーズサイト）でのカスタマイズアイテム・お助けアイテム・BGMチケット購入
- アーケード筺体でのカスタマイズアイテム・お助けアイテム購入
- ゲーム開始（クレジットプレイと値段が異なる 料金設定も可能）。
  - 協力プレー（全国・サークル）
  - 協力プレー（店内）の3階以降の探索
  - トーナメントの復習
- 予習回数の追加（賢者の扉以降。筐体設定の回数の他に最大5回）
- 魔法石・マジカ増量（2014年3月19日より）
- 検定試験・サークル対戦のプレミアム復習（2014年3月19日より）

以下はHGモデルの「HGプレミアムプレー」を使用すると使える主な機能。
- 対戦中・検定クイズ中などを含めた全問題の正解表示
- エボルグリムの落とすカスタマイズアイテムの確率アップ
- 難易度開放条件となる予習合格数2倍（残り3回→残り1回、残り2回→解放。残り1回から合格しても上位難易度の合格数には充当されない）

### 続編へのデータの引き継ぎ
QMA1（およびQMA2のロケテスト）で使用していたカードをQMA2に引き継ぐ際には、他のe-AMUSEMENT対応ゲームと異なり最初に未使用のQMA2用エントリーカードを挿入し画面の指示に従ってQMA1用エントリーカードに差し替えた後パスワード（暗証番号）を入力し、再びQMA2用エントリーカードに差し替える必要があった（磁気カード方式であった過去の『beatmania IIDX』や『pop'n music』では、先に旧作のエントリーカードを挿入し、その後新作のカードに入れ替えていた）。
QMA2（およびQMA3のロケテスト）で使用していたカードを3に引き継ぐ場合は、センターモニターにエントリーカード販売機と置き換える形で設置された引き継ぎ用ユニットを使用した（この際、パスワード・暗証番号の入力にはセンターモニターの左右キーと決定ボタンを使用する）。
QMA3以降の旧作から新作への（およびロケテストから製品版への）引継ぎは、旧作のプレイデータのあるe-AMUSEMENT PASSで新作をプレイすることで、初回プレイ時に筐体で自動的に引継ぎされる。
引き継がれる内容は以下の通り。
- 学籍番号（ゲーム開始バージョン）の継承（QMA2-夢幻）
- プレイヤーネーム（QMA2-5。6以降は再度設定する必要がある）
- プレイヤーキャラクター（QMA2-6。7以降は再度設定する必要がある）
- マジカ（ロケテストと合算。上限あり[注 29]。QMA5-XIV。QMA4ではイベントメダルなどによるマジカ換算があった）
- 挨拶コメント（一部を除く、QMA5-夢幻）
- カスタマイズアイテム（一部を除く、QMA5-夢幻）
- BGMチケット（扉-夢幻）
- サブモニター用壁紙（天-夢幻）
- 通り名（暁-夢幻）
- チャットスタンプ（XIV-夢幻）
- リコード・デッキ・SPスキル・アリーナレート（XV-夢幻）
- 所属組[注 30]（QMA7-天、TG-XV）
- 予習、決勝で使用できる問題形式（QMA7-天、EVO-夢幻[注 31]）
- ガイド役の先生（QMA3-4、6-XV[注 32]）
- お助けアイテム（扉-EVO）
- イベントメダル（QMA3）
- 勲章（QMA2。階級には反映されず、成績閲覧画面で表示されるのみ）
- 全国大会「バルーンコンテスト」で使用するパーツ（天）[注 33]

※ナンバリングは引き継ぐ新作のみ記載（例：QMA1→2に引き継ぐ場合はQMA2）
階級・段位においては一貫して引き継ぎは行われていないため、毎回旧作から新作へ移行する度に最も下のランクである「修練生10級（暁の鐘以前）」「ひよっこ魔法使いQレベル1（TG以降）」からスタートする（QMA6-賢者の扉はロケテスト獲得分が大魔導士1級まで反映される）ことになる。そのためシリーズ途中からの参加でも比較的遊びやすくはなっている。
また、旧作から新作に引き継げるのは各1回のみである。旧作のデータはe-AMUSEMENT PASSおよび磁気カードに残り、旧作のプレイも可能であるが、1度引継ぎ後は旧作のプレイデータを新作に引き継ぐ方法は原則ない。新作に引き継ぎ後、旧作を再度プレイすれば、新作のデータが期限経過で無効となった後も旧作のデータを残すことは可能である。しかし、これを利用した再度の引き継ぎを行うことはできず、強制的に新規プレイの扱いになる。
引継ぎにおける例外措置
原則として新作に引継ぎできるデータは保存期間内の1作前のデータのみで1回のみだが、以下のような例外がある。
- QMA8では、例外的に2011年3月29日から5月31日までの期間限定でデータ保存期限が切れた6および7のデータの引き継ぎが可能[36]。QMA7で使用できなかったキャラクターを6以前に使用していたプレイヤーへの救済措置でもある（QMA6と7のデータが両方存在するカードについては7のデータが引き継ぎ対象）。
- QMA賢者の扉Season2および天の学舎ではQMA8および賢者の扉Season1から2作以上を跨いだデータの引き継ぎが可能だったが、QMA暁の鐘へ引き継ぎできるのはQMA天の学舎のデータのみである[33]。
- QMAXVからQMA輝望の刻への引継ぎ以降、次回作へのデータ引継ぎをハイグレードモデルで先行稼働期間内に行った場合、次回作引継ぎ後に旧作で獲得した一部カスタマイズアイテムなどをもう一度だけスタンダードモデル・コナステバージョンアップ後に引き継ぎできる[34]。

## 注意喚起画面
QMA4からは、e-AMUSEMENT PASS認証後プレー画面に移る前に、「プレーヤーの皆様へのお願い」という注意喚起の画面が現れる。内容は「故意に電源を切ったり、ネットワーク遮断などで結果のセーブを回避したり、他のプレーヤーに対する妨害行為、倫理観に欠ける不適切な文字、言葉のタイピング（不適切な表現であるカードネームも含む）は、プレーヤーの了解なくランキングの集計対象から除外したり、カードネームがキャラクターのデフォルトネームに変更されたり、悪質と判断されればプレーデータが削除される」という規約に同意するか否かを聞くもので、「はい」と回答することで規約に同意したとみなされゲームを開始出来る。「いいえ」と回答すると、改めて「はい」と回答しない限りゲームを開始出来ない。

## ゲームモード

### トーナメント
全国のプレイヤーとオンラインで対戦するモード。対戦相手としてQMA1・2では階級、QMA3以降は組分けによって全国から最大16人（暁の鐘では8人→QMATG以降は9人）のプレイヤーが集められ、人間が不足した場合はCOMが穴埋めとして入る（回線が切断された場合にも、名前はそのままでCOMが対戦を引き継ぐ）。
| バージョン           | 予選1回戦                             | 予選2回戦                             | 準決勝 （予選3回戦）                                       | 決勝                                                       |
| -------------------- | ------------------------------------- | ------------------------------------- | ---------------------------------------------------------- | ---------------------------------------------------------- |
| 1 - 5                | 100点満点 （16.66点×6問） 16→12       | 100点満点 （16.66点×6問） 12→8        | 100点満点 （16.66点×6問） 8→4                              | 100点満点 （8.33点×12問（3問×4形式）） 4→1                 |
| 6 - 賢者の扉         | 200点満点 （20点×5問×2セット） 16→10  | 200点満点 （20点×5問×2セット） 16→10  | 100点満点 （12.5点×4問×2形式） 10→4                        | 100点満点 （8.33点×12問（3問×4形式）） 4→1                 |
| 天の学舎             | 100点満点 （10点×5問×2形式） 16→8〜16 | 100点満点 （10点×5問×2形式） 16→8〜16 | 100点満点 （12.5点×4問×2形式） 8〜16→4                     | 100点満点 （8.33点×12問（3問×4形式）） 4→1                 |
| 暁の鐘               | 原則100点満点 （10点×5問×2形式） 8→4  | 原則100点満点 （10点×5問×2形式） 8→4  | 原則100点満点 （12.5点×4問×2形式） 4→2                     | HP制タイマンバトル（最大10問） 2→1                         |
| TG・XIV・XV-輝望の刻 | 100点満点 （12.5点×4問×2形式） 9→6    | 100点満点 （12.5点×4問×2形式） 9→6    | 100点満点 （12.5点×4問×2形式） 6→3                         | 100点満点 （8.33点×12問（3問×4形式）） 3→1                 |
| TG・XIV・XV-輝望の刻 | 100点満点 （12.5点×4問×2形式） 9→6    | 100点満点 （12.5点×4問×2形式） 9→6    | 順位決定戦 100点満点 （8.33点×12問（3問×4形式） 7～9位決定 | 順位決定戦 100点満点 （8.33点×12問（3問×4形式） 4～6位決定 |
| EVO                  | 100点満点 （12.5点×4問×2形式） 9→6    | 100点満点 （12.5点×4問×2形式） 9→6    | 100点満点 （12.5点×4問×2形式） 6→3                         | 100点満点 （8.33点×12問（4問×3形式）） 3→1                 |
| EVO                  | 100点満点 （12.5点×4問×2形式） 9→6    | 100点満点 （12.5点×4問×2形式） 9→6    | 順位決定戦 100点満点 （8.33点×12問（4問×3形式） 7～9位決定 | 順位決定戦 100点満点 （8.33点×12問（4問×3形式） 4～6位決定 |

#### 全国オンライントーナメント（1-天の学舎）
参加人数は16人。

##### QMA1-5
3回の予選と決勝戦で争われ、予選はジャンル（ノンセクション・ノンジャンル含む）と出題形式（QMA2までは階級・QMA3-5では組によって出題範囲には制限がある）がランダムで1戦につき6問出題され、各ラウンド下位4人が脱落する。決勝戦は4人がそれぞれ、ジャンルと予習で選択可能な出題形式の中から選択。1人につき3問、合計12問により優勝を争う。なお、出題形式はQMA4初期およびQMA4・5の下位組を除き予選で同じものが2回以上出ることはない。
QMA1・2
- QMA1・QMA2では同じ階級のプレイヤーがマッチングされていた。
- 予選では階級・ラウンドごとに出る形式が限られており、たとえばその階級で1回戦で出うる形式が予選2・3回戦で出ることはなかった。
- 1つのジャンルが複数回登場することもあり、予選1-3回戦すべて同じジャンルが選ばれることもあった。
- 舞台となるステージは予選は各ジャンルの予習と同じ場所、決勝はコロシアム。

QMA1
- 賢者以上については全階級混在のマッチングである（稼動初期は大魔導士、賢者、大賢者が同じグループだった）。
- 決勝戦の成績が1-3位の者に勲章が与えられた。
- 階級によっては予選の成績次第で勲章が没収され、降格する場合があった。
- QMA1のみ、同点の場合は同順位となるが、予選通過の当落線上に複数人いた場合でも規定の人数が敗退する。決勝はどちらにも順位通りの勲章が与えられる。

QMA2
- 賢者以上については稼動初期はQMA1同様全階級がマッチングされていたが、2005年4月 以降Aグループ（白銀賢者、黄金賢者、白金賢者、金剛賢者）とBグループ（賢者、大賢者、青銅賢者）に分けられるようになった。
- 賢者以上の予選の形式は全てランダムクイズで、3回戦はランダム5（該当ジャンル全ての問題が出題範囲）固定だった。
- QMA2以降、決勝戦の成績が1-3位の者に、順位に応じたメダルが与えられる。
  - 決勝に残ったキャラクター・所属寮・マジックペットの状態・全国大会の称号保持者の有無、決勝戦のクイズセレクトで選んだジャンル・形式により、特殊な決勝戦が発生することがあり、この場合は優勝者に与えられるメダルが通常のゴールドメダルではなく、発生した物に応じた物（イベントメダル）となった。

QMA3-5
- QMA3以降は組分けによってマッチングされる。また、予選で同じジャンルが重複して登場することはなくなり、出題形式はその組で選ばれる形式が1回戦から3回戦まで出るようになった。

QMA3
- QMA2のような特殊な決勝戦が発生した場合、3位までにイベントメダルが授与された。当初は全員に与えられていたが、2006年1月のアップデート時 に、4位にも与えられていたのはバグであったと公表され、以後4位は授与対象から外された。
- 舞台となるステージは予選は各ジャンルに対応する場所（予習と同じ場所ではない）、決勝はコロシアム。

QMA4
- QMA3までは予選1回戦開始前に3回戦までの出題ジャンル・形式が発表されていたが、各ラウンド開始直前まで分からないようになった。
- ユニコーン組（組の詳細は後述）以上は2・3回戦開始前、同ジャンルで出題形式が違うものが2・3種提示され、プレイヤーは希望の出題形式に投票し、多数決で決定されるようになった（組とルートによっては3回戦のみルート投票は行われない場合がある）。同票の場合には決まった時間が早い方から出題される。COMは投票権を持たない。
- 投票結果によって舞台となるステージも変化する。
- 2007年4月4日のアップデートにより、2回戦で選ばれなかった2形式が3回戦で提示されるように変更された。
- 決勝イベントは廃止され、一部メダルは予習の達成状況を示すものに変更された。

QMA5
- 再び予選1回戦開始前に3回戦までの形式が発表されるようになり、最大4種からプレイヤーの投票による多数決で選ぶようになった（フェアリー組除く）。ただし、ジャンル・形式が「???」で表示され、実際にそのステージまで進まないと内容が分からないものもある。同票の場合は先にその数の票になったルートが選出される。COMは投票権を持たない。発表はジャンル・形式だけで、提示された形式がどの回戦に振り分けられるかはコース決定後にわかる。
- 2008年4月23日のアップデート 以降、ジャンル部分は全て「???」で伏せられるようになり、ドラゴン組で各ジャンルの従来のランダム1-4（サブジャンル）で表示されていた形式もすべて「ランダム」表示となった。
- それぞれの内容は、「アカデミーコース」「フィールドコース」「ダンジョンコース」「キャッスルコース」と名付けられ、コースに見合った場所で予選を行う。
- 特定ステージで予選通過者の平均点が80点以上だった場合[39]、予選途中でルートが変更されることがある。クイズのジャンル・形式が変更されることはない。
  - 特定の条件を満たすと、決勝戦が「クイズ魔神」とのノンジャンルランダム12問対決になる場合がある。勝敗は4人の合計点で決まり、討伐に成功するとカスタマイズアイテムやボーナス魔法石などがもらえる。
- 参加者一覧で、検定試験でその参加者が取得したテーマとランク（金色はS、銀色はA、銅色はB、Cおよび未プレイは非表示）が表示されるようになった。また、昇格試験挑戦中のプレイヤーは、その旨の表示が出る。
- プラチナメダルが導入された。獲得条件は後述。

##### QMA6-賢者の扉
シリーズ6作目にして、初めて構成が大きく変更された（QMA6製品情報ページ）。
- 予選（前・後半）→準決勝→決勝戦で争われる。
  - 予選は前半と後半それぞれ5問出題される（各100点満点、合計200点満点）。前半戦終了時には上位3名の点数と16人の平均点が発表され、後半戦終了時に前後半の合計10問の獲得点数下位6人が脱落する。
  - 準決勝は8問出題され（100点満点）、下位6人が脱落する。
- 決勝戦の出題は従来と同様に4人がそれぞれ、ジャンル・形式（予習で選択可能なもの）を選択する（選択内容によっては難易度も）。1人につき3問、合計12問により優勝を争う。
- 決勝およびトーナメント参加者発表時のプレイヤー情報の量が増加し、切り替えボタンを押すことでレッスン・検定試験の評価、ジャンル正解率グラフ、挨拶コメントなどが切り替わって表示される。
- QMA4・5に存在したルート選択は廃止されたが、引き続きクイズジャンル・形式は直前までわからないようになっている。

QMA6
- 準決勝以降の舞台となるステージは複数存在し、通過したプレイヤーの成績に依存する。
- QMA6Exでは予選・準決勝のジャンル制限が解除され、8ジャンルの中から予選前半戦・後半戦・準決勝で異なる3ジャンル・3形式（フェアリー組ではセレクトクイズのみ、ユニコーン組ではセレクトクイズかパネルクイズのいずれかが2回）が選ばれる。
  - 2009年7月27日のアップデートでQMA6Exになるまでは、予選ではノンジャンルは出題されず、準決勝戦はノンジャンル固定だった。
- 決勝戦は4人がそれぞれ、予習で選択可能なジャンルと出題カテゴリの中から選択し、さらに難易度も決める。

QMA6のみプレイヤーの強さの新たな指標となる「魔力ポイント」が表示された。全国オンライントーナメント直近50戦で獲得した魔法石を数値化したもので、魔力ポイントランキングも存在する。多くの魔法石を獲得することによって魔力が上がるシステムであるため、魔力が下がることがある。なお全国オンライントーナメント以外のモードでは魔力は増減しない。
QMA7
基本的なシステムはQMA6を踏襲している。
- 舞台となるステージは、予選前半戦・後半戦・準決勝・決勝戦それぞれ存在し、予選は前後半それぞれのジャンルに、準決勝および決勝は準決勝の最初の4問のジャンルに依存する（予選前半戦は予習と同じ場所）。
- QMA6でのカテゴリ別の形式（総合形式）、QMA5までの個別形式およびランダムのサブジャンルとどちらからも出題されるようになった（フェアリー組では出題制限がある）。また、準決勝が前半4問と後半4問で出題ジャンル、形式が変わるようになった。
  - 予選ではランダムを含めた総合形式から2つ選ばれる。
  - 準決勝では個別形式、およびサブジャンル（ノンジャンルのみランダムが出題される可能性がある）から2つ選ばれる。
  - これらの4つの出題ジャンルは重複せず、必ず4つの異なるジャンルが選ばれる。
- 決勝戦は従来の各人が選択した形式が出題されるのは変わらないが、QMA6の総合形式、サブジャンル、ランダムに加え個別形式も選べるようになった。ただし、QMA6のように出題難易度が選べるのは総合形式及びランダムのみで、個別形式やサブジャンルはQMA5までと同じく予習で獲得した星の数に応じてランダムに出題される。
  - 特定の条件を満たすと、QMA5同様に決勝戦が「クイズ魔神・エニグマデウス」とのノンジャンルランダム12問対決になる場合がある。初勝利時には虹色のクマフィーがもらえ、エンディングとスタッフロールが流れる。

QMA8・賢者の扉
基本的なシステムはQMA7と同様。
- 総合形式が廃止され、予選の出題形式は各個別形式・各サブジャンル・ランダムおよび早い者勝ちクイズから2つ選ばれる。
- 準決勝では各個別形式・各サブジャンル・ランダムから2つ選ばれる。
- これらの4つの出題ジャンルおよび形式は重複せず、必ず4つの異なるジャンルと形式が選ばれる。
- 予選の総合成績、もしくは準決勝で1位を獲得した場合、所属組に応じたボーナス魔法石が授与される。
- 決勝戦は従来の各人が選択した形式が出題されるのは変わらないが、個別形式、サブジャンル、ランダムと新たに自由形式が選べるようになった。出題難易度が選べるのは自由形式のみで、難易度選択可能域は3形式の予習合格状況に依存する（EASY=必ず選べる、NORMAL=全ての形式が☆4以上で選べる、HARD=全ての形式が☆5で選べる）。また、2011年7月のアップデート以降、eAMUSEMENTサイトで購入できる「BGMチケット」を使用することで、決勝戦・店内対戦・サークル内対戦のBGMを過去の決勝戦などに変更することができるようになった。
- QMA賢者の扉Season2では、QMA2,3同様条件を満たすことで特殊な決勝戦イベントが発生する（メダルは通常の決勝戦と同様）。
  - キャラクターの誕生日前後で発生する誕生日記念では、3位以内（当初は優勝者のみ）になるとそのキャラの好物などにちなんだカスタマイズアイテムが入手できる。

QMA天の学舎
予選の内容が大きく変更された。
- 予選（前・後半の区別なし）→準決勝→決勝戦で争われる。
  - 予選は10問出題され（100点満点）、5問でジャンル・形式が変化する。
- メンバー発表前に合格点が発表され、その点数を上回ったプレイヤー全員が準決勝に進出する。合格点に到達した者が8人に満たない場合、8位までが準決勝進出となる。
- 準決勝は最大16人で対戦し、上位4名が決勝に進出する。
- 予選・準決勝においてリアルタイムに順位の変化が表示されるようになった（予選：2,4,6,8問目終了時、準決勝：2,4問目終了時）。
- その他はQMA賢者の扉Season2と同様。

#### トーナメント☆マジバトル（暁の鐘）
参加人数は8人。
- 予選（前・後半の区別なし）→準決勝→決勝戦で争われる。
  - 予選は10問出題され（100点満点）、5問でジャンル・形式が変化する。上位4名が準決勝進出。
  - 準決勝は8問出題され（100点満点）、4問でジャンル・形式が変化する。上位2名が決勝進出。
  - 決勝戦は2人がそれぞれジャンル、形式（自由形式は廃止）、難易度（NORMAL以上は予習で開放する必要あり）を選び、1対1の対決を行う（選んだクイズは準決勝1位のプレイヤーを先攻として交互に出題される）。先に相手のHPを0にした方の勝利（10問で決着がつかない場合は残りHPの高い方が勝利）。双方が同じ問題で0になった場合は相手に与えた合計ダメージ数の多いほうが勝利（2015年4月のアップデート以降）。
- 各ラウンドごとにステージは1種類のみ。
- 各ラウンドごとに点数（決勝ではダメージ）増加・ヒント・他人の解答を見るなどの効果があるお助け魔法を使うことができる（使える魔法・回数は階級が上がるにつれ増える）。予選・準決勝で点数増加系の魔法を使用した場合は100点を超える点数を取ることも可能。
- 予選で出た形式が準決勝で再度登場することがある。ジャンルが重複することはない。

#### トーナメント・NEO（TG-XIV）
参加人数は9人。
- 予選（前・後半の区別なし）→準決勝→決勝戦で争われる。敗退しても最低2ラウンドは保障される。
  - 予選は8問出題され（100点満点）、4問でジャンル・形式が変化する。上位6名が準決勝進出。7位以下は7位決定戦へ。
  - 準決勝は8問出題され（100点満点）、4問でジャンル・形式が変化する。上位3名が決勝進出。4位以下は4位決定戦へ。
- ステージ（3作共通）は各ラウンド固定（順位決定戦は決勝・4位・7位でそれぞれ異なる）。いずれも東京都内がモチーフ。
- 決勝戦および4・7位決定戦で選択可能な難易度は予習合格状況に依存する（EASY=必ず選べる、NORMAL=☆3以上で選べる、HARD=☆5で選べる）。
- トーナメント☆マジバトル同様予選で出た形式が準決勝で再度登場することがある。ジャンルが重複することはない。
- 下位のリーグではヒントが使用できる（フェアリー組：各ラウンド2回、ペガサス組：各ラウンド1回）。

QMATG・XIV
- 決勝戦および4・7位決定戦は3人が選択した形式と、ランダムに選ばれた1形式の合計4形式×3問で争う（100点満点）。

QMAEVO
- 決勝戦および4・7位決定戦はランダム選択がなくなり、3人が選択した形式合計3形式×4問で争う（100点満点）。

#### トーナメント（XV-）
- 対戦ルールはXIVと同様。
- 予選・準決勝で一方通行クイズが単独形式として出題されることがある。
- ステージは複数パターンあり、ジャンル発表前にステージ名（QMA3-天の学舎まで）と過去作のどのBGM（QMA1-賢者の扉Season2まで）が流れるのか表示される。

#### 予習
トーナメントや一部オンラインモード開始前にプレイヤーのマッチングが行われている間、練習として予習が行われる。練習なので階級や正解率には影響しないが、QMA3以前のシリーズではマジックエッグの孵化・マジックペットの姿などの各種パラメータに影響する事もあった。表示されている中から好きなジャンル・出題形式を選択できるので、得意分野を強化するのも、苦手分野を克服するのもプレイヤーの自由である。
最初に選択可能な出題形式はQMA1-5までは○×と四択。QMA6ではセレクト・パネル・タイピング・マルチセレクト。QMA7-天の学舎とQMATG以降は○×・四択・連想。QMA暁の鐘では引き継ぎ状態に関わらず最初から全形式選択可能。画像タッチ・早い者勝ち・自由形式・一方通行は選択できない（画像タッチはランダム・サブジャンル・ビジュアルクイズ・セレクトカテゴリで、一方通行はランダム・サブジャンルで出題される可能性あり）。
QMA1-3では上位の形式（一番上に表示されているもの）で特定合格回数（QMA1は点数）をもらうことで、予習や決勝戦で選択できる出題形式が増えていたが、階級ごとに解禁できる上限が存在する。また、QMA1ではノンセクションは他の5つのジャンルで同じ出題形式が揃うと選択できるようになっていたが、QMA2・3のノンジャンルは他ジャンル同様、合格することで出題形式が増える。QMA4以降は暁の鐘を除き階級によって出題形式が増える様変更された。
プレイヤーごとにそれぞれのジャンル・出題形式に出題難易度が定められており、初めはすべて★1（QMA2・3では登場した時点で★2）で、★5まで（QMA1では★3まで）存在する。最終的に合格点以上であれば合格となる。不合格になると先生にお仕置きされるが、これは演出上であり、プレイヤーとしてのペナルティはない。同じジャンル・出題形式の組み合わせで何回か合格すると、その組み合わせの難易度が上昇、決勝戦でそのジャンル・出題形式の問題を出す際も、より難易度が高い問題を出せるようになる（QMA暁の鐘ではEASY、NORMAL、HARDの3段階、QMATG以降は5段階で、難易度の高い形式を出した後も難易度の低い予習を選択できる）。よってプレイヤー自身が得意とする形式の問題を予習で鍛え、決勝戦の際にプレイヤー自身は得意だがライバルは苦手とする（であろう）問題を出すことで、より有利に決勝戦を戦うことができる。
合格を認定してもらうための最低ライン（100点満点中）は以下の通り。
QMA1
一律60点
QMA2
- 修練生と初級魔術士は40点
- 中級魔術士と上級魔術士は50点
- 大魔導士は60点
- 賢者以上は70点

QMA3
- 修練生は30点
- 初級魔術士と中級魔術士は40点
- 上級魔術士と大魔導士は50点
- 賢者は60点

QMA4
階級ではなく難易度により合格点が変わり、★1が30点、★2が40点、★3が50点、★4と★5が60点。
QMA5以降
一律50点
予習時間中は、予習を受ける他にも個人情報の確認・トーナメント時の挨拶の変更（QMA2-6）や、購買部でゲーム内の仮想通貨「マジカ」を用いて買い物ができる（QMA4-6）。QMA7以降はゲームモード選択時に購買部・マイルームが1度だけ使用できるようになったため、どのモードを遊ぶ場合でもカスタマイズが可能になった。
予習の途中でトーナメントが開始される旨の表示が出ると、予習は終了となる。問題を解いている最中に予習が終了すると、その予習は無効。ただしQMA4およびQMA6Ex以降は予習終了までに獲得した点数が合格ラインを超えていれば合格となる。表示が出るまでは、複数回予習を行うことができる（保障されている回数や1回あたりの問題数は店舗側で設定変更可能。通常設定は1回×6問）。
QMA2からQMA6まで「個人情報閲覧」や「購買部」（QMA4で追加）を選択すると予習保証回数を1回消化してしまう（QMA5・6（レッスンモード除く）においてすぐに予習画面に戻した場合はその限りではない）。QMA賢者の扉以降は予習を飛ばしてすぐにマッチング開始（対戦メンバーが揃うまでの予習はできる）することや予習回数の追加が可能（1回ごとにPASELIが必要）。予習を追加した場合でもマッチング開始はできるがPASELIの返金はされない。
QMA3では、予習において入学試験を受けた新規プレイヤーは一定の階級まで不正解時に正解が表示されるサービスがあった。2014年3月19日のバージョンより、PASELIでゲームを開始した場合「教えてポイント」（1プレイにつき5ポイント。○×クイズ以外で不正解すると減少する）の範囲内で予習・復習の正解が表示されるようになった。QMA暁の鐘以降はPASELIの使用有無・チュートリアルを受けたか否かにかかわらず予習・復習中に不正解した全問題で正解が表示される。

#### 復習
QMA1では修練生で1回戦敗退の場合、補習として同じ問題を再度プレイすることができた（QMA7以降のように追加料金は発生しない）。
QMA7以降のトーナメントおよびQMA8の魔神討伐・QMA賢者の扉の魔龍討伐をプレイした場合は、トーナメント終了後に追加Pを支払って間違えた問題の一部をもう一度受けることができる「復習モード」が選択できる（誤答状況によっては正解した問題も出題される）。
2014年3月19日のバージョンより、上記のモードに加えて検定試験及びサークル対戦モードなどでもプレミアム復習として登場した。

##### 入学試験・学校案内・チュートリアル（3-）
QMA3にて新規でプレーを開始した場合、全国トーナメントの初回挑戦時に入学試験（チュートリアル）を任意で選択することができた（有料設定の場合のみ。無料設定の場合は強制的に入学試験を選択することになる）。各ジャンルの○×クイズ2問に答えた後、模擬トーナメント（相手は全てCOM）に挑戦する。前述の通り、このモードをプレイした場合、予習の正解が表示される仕様であった（中級魔術士まで）。
QMA4-6は新規プレイの場合「学校案内」として複数の出題形式の説明が行われる同様のチュートリアルを強制的にプレイすることになる。ただし、模擬トーナメントでは2回戦・3回戦が省略され、また1回戦で落ちても、体験ということで決勝戦に進む。このプレイにおいても魔法石を獲得できる。なお、新規プレイのチュートリアルは無料でプレイできる店舗もある（店舗側の設定による。QMA賢者の扉以降、新規プレイ以外にもカムバックキャンペーンとして30日以上未プレイのデータなら無料でプレイできる場合もある）。
QMA7以降は再びチュートリアルを受けるかどうか選択できるようになり、QMA暁の鐘以降はトーナメント選択画面でいつでもチュートリアルを受けることができる。

##### 予習限定（夢幻の鏡界）
2022年5月23日にコナステ限定モードとして実装。 10問の予習のみを行うモード。通常の予習と異なりプレー終了後に魔法石がもらえる。

### 4人対戦（多人数対戦）
QMA賢者の扉Season2で従来の店内対戦とサークル内対戦が統合され「四人対戦」（「ワールドホウキレース」が実装されていた期間中は「多人数対戦」）モードとなった。
店内対戦・サークル対戦共通
階級に関係なく1-4名まで対戦可能（店内対戦の場合店舗内に対戦人数と同数のクライアントが必要）。トーナメントの決勝戦同様、各プレイヤーが選択したジャンルと出題形式（選択可能な場合難易度も）の中から出題される。ただし決勝戦とは違い、1人ずつ選んだジャンル・出題形式6問×4人＝24問で争う。得点は各人の選択した6問に対して100点満点で集計される。最高点は400点。QMA暁の鐘までは魔法石などの変動は発生しなかったが、QMATG以降は魔法石を獲得するようになった。個人情報の正解率は変化しない。
人数が足りない場合はCOMが入る。QMA1では1回だけ対戦途中の乱入も可能だったが、QMA2以降廃止された。QMA6までの店内対戦においては、規定の時間が経過するか、4人のプレイヤーが参加するまでは対戦を開始できなかったが、QMA7以降は「この人数で開始」のボタンが設置され、時間経過や人数によらずすぐにCOMが補充され対戦開始できるようになった。

#### 店内対戦
マッチングは同一店舗内。店舗主催で行う大会はこのモードを使用する場合が多い（店側の協力が得られれば煩雑さを避けるため、店員権限のキーでフリープレイモードにすることが多い）。
店内イベントモード（5-）
このモードを店舗側でONにすると「プレーヤーの皆様へのお願い」の表示で「はい」を押したあとすぐに店内対戦モードの待ち受け状態になる。また、バトル開始の前に店舗が設定した大会名が表示されるようになる（未設定のままプレイすると大会名が「未設定」となる）。ほかにもプレイ開始前の対戦者待ち受け時間の延長、結果発表画面の保持など、大会運営において便利な仕様となる。
QMA JAPAN TOUR （年度）（TG-XIV）
2016年より開催。事前にコナミに申請し、公認を得ることで発行されるコードを設定するとこのモードになる。大会結果を店舗側が報告し承認を受けることで優勝者や決勝進出者などに称号（EVOまで）やカスタマイズアイテムが授与される。また、大会の成績がツアースコアとしてポイント化される（大会順位点と大会参加点。大会順位点は上位4大会分のみ集計）、参加・入賞記録などが表示されるなどゲーム上でも実績が反映される。2017年度（EVO）は速報として対戦結果が公式サイトに掲載されるようになり（XIV以降学籍番号も掲載）、2018年度（XIV）は従来のツアースコアが獲得できる大会のほかにツアースコアは獲得できないものの、通年開催が可能な通常大会の申請もできるようになった（開催不可能な日が設定されている場合もある。また、申請可能期間は随時延長される）。
- QMA JAPAN TOUR 2016 店舗大会開催期間：2016年6月4日-2017年1月15日[注 35]
- QMA JAPAN TOUR 2017 店舗大会開催期間：2017年5月20日-2018年1月8日
- QMA JAPAN TOUR 2018 スコア大会開催期間：2018年5月23日-2019年1月上旬

全国魔法学校賢技選手権（年度）（XV）
2019年より、QMA JAPAN TOURに代わり開催。夏季・秋季・冬季と3シーズンに分けてスコアを競う（大会順位点は夏季・秋季・冬季それぞれの上位4大会分集計）。これとは別に通期でもスコアを集計（夏季・秋季・冬季の合計ではなく、大会順位点通期の上位4大会+通期の大会参加点で集計）し、それぞれの上位が決勝大会に出場する。引き続き通常大会は通年申請可能。
- 全国魔法学校賢技選手権2019 スコア大会開催期間（以下2019年）：夏季：5月31日-8月31日・秋季：9月1日-10月31日・冬季：11月1日-12月31日

#### サークル内対戦（8-）
ルールは店内対戦と同じ。対戦開始時と最終結果発表時にはサークル名が表示される。

#### ワールドホウキレース（賢者の扉Season2-天の学舎）
全国大会のホウキレースを常設化したモード。このモードのみ日本国内と日本国外のバージョンでのマッチングがある。
- 大会ポイントの算出などはなく、獲得魔法石の算定基準も全国大会とは異なる。

### 協力プレー（7-）
複数人のプレイヤーでパーティ・チームを組み、ダンジョン探索・ボス討伐・チームバトルなどをするモード。QMAXIVでは稼働開始当初は選択できなかったが、後に期間限定イベントとして復活。QMAXV以降は常設モードで、プレイ日によって内容が入れ替わるようになった。
- 大きく分けて「コマンド型」「クイズバトル型」「探索型」「チームバトル型」4つのパターンがある。
  - 全国大会およびXIVのチームバトルは該当項目参照。
- XVでは正解率により「協力Qレート」が決まり、協力Qレートが低いとVERY HARDが選べなくなる。
- 出題されるクイズは原則形式指定なし（実質ノンジャンル・ランダムだが、クイズごとにジャンル・形式が表示される）。

#### お助けアイテム（8-）
- QMA8でお助けアイテムが追加された。ゲーム上の購買部（PASELIでお買い物）で購入できたが、2018年4月2日10:00で販売を終了。販売終了以降は各プレイごとに無償アイテムとして配布されるようになった。

| 名称           | 効果 |
| -------------- | --- |
| 叡智の書       | 問題のヒントが貰える。詳細はクイズマジックアカデミーのクイズ概要#ヒントを参照。 |
| 解析の天秤     | 解答前に問題の全国正解率が表示される（正解率集計前の場合は「-％」と表示され、アイテムは消費されない）。 |
| 刻戻しの砂時計 | 制限時間を5秒延長出来る。自分の解答後も使用可能。1つの問題に対して複数個使用可能。 |
| 絆のルーペ     | 他のプレイヤーの解答を見る事が出来る。 |
| 想伝のメガホン | 他のプレイヤーに自分の解答を見せる事が出来る。自分の解答前、解答後どちらでも使用可能。COMやエボルグリムの解答後に使うと、不正解の解答を正解の解答に変換させる事が出来るが、自身の解答が正解の場合だけで、不正解では変わらない。また、他のプレイヤーの解答後に使っても解答を変更させる事は出来ない。 |

#### 協力イベント（XIV）・協力クイズバトル（XV-）
- 1-4人のプレイヤーでパーティを組み、モンスターを討伐するモード。QMA7-天の学舎の協力プレーモードのボスモンスターのエリアを抜粋したものに近い。
- 問題数は20問。現金でのプレイも可能で、お助けアイテムは各種類1個ずつ（PASELIプレミアムプレーの場合はXIVで2個ずつ、XVで3個ずつ）配布される。
- 全問終了時に討伐に成功したかどうかが発表される。XVの個人スコアはランキング集計対象。

#### 協力プレー（コマンド型）
4人で協力して対戦相手を倒すコマンド形式のモード。QMA天の学舎の期間限定イベント「邪神封印戦」についても本節で解説する。
- マッチング人数が3人以下の場合はCOMが補充される。
- クイズの結果によってチームや敵のAP（アクションポイント）が増加し、ゲージがMAXになると行動できる（同じ問題でMAXになった場合はAPゲージのたまり具合が多かった方から行動）。
- 規定問題数までに相手のHPを0にできれば勝利。規定問題数終了時点で相手のHPを0にできないかチームのHPが0になった場合は敗北。
- 戦闘終了後に魔法石を獲得（4人とも同数。QMATG以降はクイズ成績による魔法石が追加される）。
  - 成功時にはランダムでジョブレベルアップに必要なアイテムやカスタマイズアイテムも入手（QMA暁の鐘-EVO）。
  - 失敗時も戦況によって「惜敗」や「完全敗北」など結果が複数段階あり、魔法石などの獲得数が変化する。
- 選択可能な行動のうち、「こうげき」は共通。残りはジョブ（スタイル）によって変化する。
  - 4人のうち1人でもPASELIでプレミアムプレーをしていた場合、パラメータにボーナスが加わる（EVOまで。2人以上によるボーナスの上乗せはない）。
- QMA暁の鐘の途中から「ボコスカード」が実装。戦績に応じて「パワー」がたまり、一定のパワーになるとベル・マジカ・カスタマイズアイテム・通り名を入手できる。
  - ボコスカードは検定試験モードや全国大会モードなどでも実装されており、QMA賢者の扉・天の学舎の全国大会のマイレージに近いシステムになっている。

##### マジック☆コロシアム（XV-）
- 難易度（NORMAL・HARD・VERY HARD）を選ぶ（上位の難易度は下位のクリアと協力Qレートの条件あり）。
- マッチング成立後、ジョブを選ぶ。ジョブレベルはない。
  - 選択可能な行動は4つ。
- 規定問題数は16問。
- いずれか1人でも正解している状態を5問継続するとFEVERモード（キャラクターの下の円で表示）となり、クリティカル率が上がる（いずれか1人でも正解している限り継続し、全員不正解で解除される）。FEVERモード中は3問ごとに協力クイズが出題される。COMは協力クイズに参加しない。

| 名称           | 使用条件                             | 実装時期   | 実装時の対戦相手                   | 特徴                                                  |
| -------------- | ------------------------------------ | ---------- | ---------------------------------- | ----------------------------------------------------- |
| ファイター     | なし                                 | 2019年5月  | アルティメット・マロン             | 攻撃力が高い。 ため攻撃や個人の攻撃力アップができる。 |
| プリースト     | なし                                 | 2019年5月  | アルティメット・マロン             | 回復や状態異常の解除ができる。                        |
| ソーサラー     | なし                                 | 2019年5月  | アルティメット・マロン             | AP吸収やパーティ全体の攻撃力・防御力の上昇ができる。  |
| シャーマン     | 実装後にマジック☆コロシアムを3プレイ | 2019年5月  | マスター・ガルーダ                 | AP吸収やパーティ全体の攻撃力・防御力の上昇ができる。  |
| パラディン     | 実装後にマジック☆コロシアムを3プレイ | 2019年7月  | フランシス・ザ・コンダクター       |                                                       |
| マジックナイト | 実装後にマジック☆コロシアムを3プレイ | 2019年9月  | 黒の双星ライラ＆クロニカ           |                                                       |
| メサイア       | 実装後にマジック☆コロシアムを3プレイ | 2019年11月 | 代打！アメリア                     |                                                       |
| ベルセルク     | 実装後にマジック☆コロシアムを3プレイ | 2020年1月  | 黒の双星ライラ＆クロニカ （2回目） |                                                       |
| クロノマンサー | 実装後にマジック☆コロシアムを3プレイ | 2020年3月  | ヴァル・ヴァ・ヴァルアドス         |                                                       |

##### グリムバスターズ・EVO（EVO）
- 巨大な動物などの姿に変身した「エボルグリム」（生徒キャラにそっくりな敵キャラ）とゼンコク各地（トーキョー含む）で戦う。
- 難易度はマッチング成立後に発表（EASY・NORMAL・HARD・VERY HARD・ULTRA・GOD）。チュートリアルも選択可能。
  - 初回選択時やエボルグリム入れ替わり後初プレイ時などにストーリーが展開する。
- マッチング・難易度発表後、ジョブを選ぶ。使用できるコマンドはジョブに依存する。TGまでとは違い、他人のジョブ選択状況を見ながら選択できる。
  - 選択可能な行動は4つ。
  - ジョブのレベルアップは経験値制で、対戦後に経験値を上げるジョブを選択する（その回に使用したジョブは経験値獲得量が2倍になる）。

| 名称           | 使用条件                          | 実装時期   | 特徴 |
| -------------- | --------------------------------- | ---------- | --- |
| ファイター     | なし                              | 2017年3月  | ため攻撃・カウンター攻撃・相手APの減少ができる。 |
| ヒーラー       | なし                              | 2017年3月  | TGの「メディック」とほぼ同じ。 |
| サポーター     | なし                              | 2017年3月  | 相手APの減少・攻撃しつつAPを下げる（APが下がらないこともある）「スマッシュ」・パーティ全体の攻撃力の上昇ができる。                                                           |
| ホーリーナイト | ホーリーナイトメモリーを5個集める | 2017年6月  | 相手からのダメージを軽減する「ホーリーウォール」・ホーリーウォールがある状態で使用すると大ダメージを与える「セイントクロス」・ターンごとにHPを回復する「リジェネ」ができる。 |
| サムライ       | サムライメモリーを5個集める       | 2017年8月  | TGの「グラップラー」と同じ。 |
| パイロマンサー | パイロマンサーメモリーを5個集める | 2017年11月 | あいてをやけど状態にする「フレイムミスト」・APバキューム・ステータスリセットが使える。相手がやけど状態だとこうげきの威力が上がる。                                           |

- 表示されるパラメータはHP・防御力・回復力・攻撃力と運。
  - プレミアムプレーボーナスはHPのみ。
- 勝利時の評価が「完全勝利」・「大勝利」・「勝利」に細分化され、敗北時の評価と合わせて全7段階になった。
- ボコスカードは対戦相手ごとにパワーがたまる。また、勝敗評価以外にも加算される要素がある。
  - 報酬にはチャットスタンプが追加された。
- お助けアイテムはすべて1回のプレーで各2個ずつ使用可能。
- QMAEVOのエンディングは最後に登場するエボルグリムの親方であるアヴェノセイメイから特定のアイテムを5個（種類分けはされていない）入手することで発生する。

討滅戦
ルールは従来のモードと同様。
- 規定問題数は基本18問。
- FEVERモードの仕様が変更され、時間経過でFEVERゲージが減少し、ゲージが0になると通常モードに戻るようになった（全員不正解で即解除、全員正解で最大値まで回復）。
- 活躍スコアが追加され、クイズの正解以外にも行動によってたまるスコアを競うランキングが追加された。

防衛戦
- 規定問題数は27～28問。
- 対戦中に「エボルブタイム」が用意されている。エボルブタイムの回数や問題数のパターンはエネミーによって異なる。
  - エボルブタイムでは、解答時間が7秒に短縮され、問題のスクロールなども高速になる。お助けアイテムの使用も可能。
  - 4人全員の正解数が規定以上なら相手に大ダメージ。規定未満の場合はプレイヤー側に大ダメージ。
  - エボルブタイム中はAPの変化はなく、直前の問題で行動可能になった場合はエボルブタイム後に行動する。

##### グリムバスターズ（TG）
- イナリやムジナが召喚するグリム（対戦相手となるモンスター）とトーキョー各地で戦う。
- 最初に難易度（NORMAL・HARD・VERY HARD）を選ぶ。チュートリアルも選択可能。
  - 最初はNORMALしか選択できず、Qレベル（階級）を上げることでHARD・VERY HARDを選択できるようになる。ジョブレベルは影響しない。
  - 初回選択時やグリム入れ替わり後初プレイ時などにストーリーが展開する。
- メインとサブの2つのジョブを選ぶ。使用できるコマンドはメインジョブに依存し、サブジョブはステータスの補正とジョブスキルにのみ影響する。
  - 選択可能な行動は4つ。
  - ジョブレベルのアップもこの時に行う。レベルアップするには魔道書が必要で、上位の魔道書ほど必要数が少ない。
  - 難易度によってはQレベル上限が設定されており、上限以上の場合は上限レベルに下方修正される。

| 名称             | 使用条件                            | 実装時期   | 特徴                                                                             |
| ---------------- | ----------------------------------- | ---------- | -------------------------------------------------------------------------------- |
| ファイター       | なし                                | 2016年4月  | 暁の鐘の「ファイター」と同じ。                                                   |
| メディック       | なし                                | 2016年4月  | 暁の鐘の「プリースト」と同じ。                                                   |
| マジシャン       | なし                                | 2016年4月  | HP吸収・相手のAPの削減・パーティ全体の攻撃力の上昇ができる。                     |
| ジャマー         | アップデートファイルを すべて集める | 2016年7月  | HPを吸収・APを吸収・相手を毒状態にできる。毒状態の相手に攻撃すると威力が上がる。 |
| グラップラー     | アップデートファイルを すべて集める | 2016年9月  | 暁の鐘の「ベルセルク」と同じ。                                                   |
| アクセラレーター | アップデートファイルを すべて集める | 2016年12月 | 攻撃力が非常に低い。AP上昇率を上げる「クロノアクセル」を使用できる。             |

- 表示されるパラメータはHP・防御力・回復力・素早さ（全員の合計値）攻撃力と運（4人それぞれの値）。
  - プレミアムプレーボーナスはHPのみ。
- 規定問題数は基本18問。
- お助けアイテムはすべて1回のプレーで各2個ずつ使用可能。
- FEVERモードがゲージ表示に変更された。
- ボコスカードは対戦相手にかかわらず月ごとに更新されるようになった。
  - 報酬にはその月に誕生日がある生徒のQMA暁の鐘のイラスト壁紙が追加された。
- イベント扱いはされていないが、QMATGのエンディングはQMA暁の鐘におけるヴァルアドス校長戦同様に、最後に登場するグリムから5つのアイテムを入手することで発生する。

グリモワールアップグレードミッション
マジック☆コロシアムの冥界禁術解放戦同様、アップグレードファイル（アーティファクトに相当）を5つ集めると新しいジョブが解禁される。グリムの選択はできない。

##### マジック☆コロシアム（暁の鐘）
2015年6月のアップデートにより実装。XVとの相違点のみ記述する。
- 難易度（EASY・NORMAL・HARD）と同時にジョブを選ぶ。
  - ジョブレベルのアップもこの時に行う。レベルアップするにはベルが必要で、上位のベルほど必要数が少ない。
  - 難易度によってはジョブレベルに制限がかかる（下限以下の場合そのモードに参加できず、上限以上の場合は上限レベルに下方修正される）。

| 名称           | 使用条件                       | 実装時期   | 特徴 |
| -------------- | ------------------------------ | ---------- | --- |
| ファイター     | なし                           | 2015年6月  | 攻撃力が高い。 ため攻撃や個人の攻撃力アップができる。                                                    |
| プリースト     | なし                           | 2015年6月  | 回復や状態異常の解除ができる。                                                                           |
| ソーサラー     | なし                           | 2015年6月  | AP吸収やパーティ全体の攻撃力・防御力の上昇ができる。                                                     |
| パラディン     | ファイターLV.6＆プリーストLV.6 | 2015年7月  | 攻撃役と回復役を兼ね備える。                                                                             |
| マジックナイト | ファイターLV.6＆ソーサラーLV.6 | 2015年7月  | 攻撃力が非常に高い。 全体攻撃力UPとチームのHPを消費する「捨て身こうげき」ができる。                      |
| シャーマン     | プリーストLV.6＆ソーサラーLV.6 | 2015年7月  | HP回復の他、相手を毒状態にできる。毒状態の相手に攻撃すると威力が上がる。                                 |
| クロノマンサー | アーティファクト完成           | 2015年8月  | 防御力が高い。 AP獲得量増加させる「クロノアクセル」やステータスリセットができる。                        |
| メサイア       | アーティファクト完成           | 2015年10月 | HP回復の他、HPバキュームやダメージを軽減する「ホーリーウォール」ができる。                               |
| ベルセルク     | アーティファクト完成           | 2015年11月 | 攻撃力が非常に高い。クリティカル率を上げることができる。チームのHPを消費する「捨て身こうげき」ができる。 |

- マッチング終了後、4人のジョブとパラメータ（HP・攻撃力・防御力・回復力）が表示される。
  - プレミアムプレーボーナスはHPのみ。
- 規定問題数は16問。協力クイズは出題されない。
- お助けアイテムの基本使用回数は絆のルーペ・想伝のメガホンが各1回、その他は各2回。

##### 期間限定イベント（マジック☆コロシアム）
冥界禁術解放戦
新たなジョブを獲得するためのイベント（期間中も通常の相手と対戦可能）。通常のマジック☆コロシアムとの相違点は以下の通り。
- 難易度が「凶」「大凶」「極凶」の3つとなり、「凶」はレベル5から参加可能で、「極凶」はレベル上限が事実上存在しない。クイズの難易度も「EASYよりむずかしめ」「NORMALよりむずかしめ」「激ヤバ」と通常よりも難易度が高い。
- 規定問題数は20問。
- 絆のルーペ、想伝のメガホンの基本使用回数が2回。
- 勝利報酬・魔法石が増量されているほか、アーティファクトが追加。5種類集めると新ジョブが使用可能になる。

ジャンル別!短期集中凶化合宿!!
基本システムは冥界禁術解放戦と同様（アーティファクトはなし）で出題ジャンルが対戦相手の先生の担当ジャンルに限定されている。サツキの登場及びノンジャンルの出題はない。
鳴らせ、暁の鐘！最終試練ヴァヴァヴァーン！！！
基本システムは冥界禁術解放戦と同様で対戦相手がヴァルアドス校長となっている。鐘を5種類集めるとエンディングとスタッフロールが見られる。

##### 邪神封印戦（天の学舎）
4人で協力して邪神を封印するコマンド形式のモード。
- 難易度（NORMAL・HARD。HARDを選ぶにはNORMALを成功する必要がある）とパワー（攻撃型）・キュア（回復型）・アシスト（サポート型）の3種類のマジックスタイルから1つを選ぶ。
  - 各モードの初回プレイ時にはストーリーが流れる（階級を上げることによって展開するストーリーの続きであるが、本モードに階級制限はない）。
- マッチング終了後、4人のスタイルとパラメータ（HP・攻撃力・防御力・回復力）が表示される。
  - プレミアムプレーボーナスはHPと攻撃力。
- 規定問題数は24問。
  - 通常の勝敗条件以外にも邪神の攻撃回数が10回になった場合は失敗（同時に行動した場合はチームのターン終了時までに邪神のHPが0になれば成功）。
  - プラチナメダル獲得条件は「HARDで16問以内に封印に成功する」。
- 2014年11月から出題ジャンルが限定された邪神が登場。2015年3月にはノンジャンルの邪神として金剛邪神（第3次までの邪神とはデザインが異なる）が登場した。
- クイズの結果以外にも最後のプレイヤーが解答するまでの時間経過によって邪神のAPが大きく増加する。
- 選択可能な行動は6つ。
- 邪神は必ず2回行動するが、直接ダメージを与える行動を連続でとることはない。
- お助けアイテムは使用不可。

#### 協力プレー（7-天の学舎）
1-4人のプレイヤーでパーティを組み、ダンジョン（QMA7は洞窟、QMA8は塔、QMA賢者の扉以降はフィールド）を探索するモード。メンバーはオンライン（要PASELI）・店内・サークル（QMA8以降・要PASELI）で参加者を募る（オンラインでメンバーを募っている間は予習ができ、店内・サークルでは時間を待たずに出発できる）。2人以上でプレイしている場合は協力クイズが出題されることもある。
- クレジットでゲームを開始した場合は第2エリア（エリア表記はQMA7では地下○階、QMA8では○階。以下同様）まで探索できる。第3エリア以降をプレイする場合はPASELIでゲームを開始する必要がある。また、第3エリアから1つ進むごとにPASELIを消費する。プレー開始から累計20問正解すると、次のエリアへのコンティニュー料金が値引きされる。
- ダンジョンは各エリアで最大12問出題され、目標点数を取ればクリアとなる（クリアした時点で問題は打ち切り）。得点は検定試験・実力テスト同様、形式や難易度によって獲得点数が変わる。目標点数はエリアを重ねるにつれて高くなり、さらに難易度が高い問題が出題されやすくなる。
- 各エリアをクリアするとモンスターが現れ、協力クイズ（2人以上の場合。1人の場合は通常形式3問）を3問出題される。規定数正解するとモンスターを討伐したことになる。討伐に成功した場合は魔法石が多くもらえるが、討伐に失敗した場合でも次のエリアに進める。
- 特定エリア（QMA7では5階ごと、QMA8以降は不定）ではボスモンスターが現れ、協力クイズ（2人以上参加している場合の4問目・8問目・12問目に出題）を含めた12問を解く。この対決では得点が表示されず、12問終了時に討伐に成功したかどうかが発表される。
- 各エリアの目標点数を達成できない、ボスモンスターの討伐に失敗する、ラスボスモンスターを討伐し踏破成功する、各エリアクリア後に次のエリアの探索を拒否する（第1エリアクリアでの拒否は不可能）と探索終了になる。
  - 各エリア終了ごとに魔法石（点数による貢献度によって獲得数が変化する）、マジカが支給され、昇級・昇格も行われる。オンラインの場合はボーナス魔法石がもらえる場合もある。
  - QMA8では各階のリザルト画面にシンボルチャット機能が追加。任意で「ごめんなさい」「残念」「お疲れ様」「ありがとう」「やったー!!」のいずれかをタッチすることで同席プレーヤーにある程度の意思が伝えられるようになった。QMA賢者の扉では「残念」が「ドンマイ」に変更された。
- 月ごとにランキングの集計が行われる。
  - ランキング集計はQMA賢者の扉では期間中のプレイヤーごとの踏破成功回数、QMA7・8では到達階数（QMA7では最下層で討伐失敗した場合と踏破成功の区別がつかなかったが、QMA8以降は区別されている）→合計ポイントの順で探索グループごとに順位付けされる。
  - QMA7・8では集計期間（基本的に月ごとの集計）が終了したダンジョンの探索はできない。ただし登場したモンスターが以降のダンジョンに登場することはある。
  - QMA賢者の扉・天の学舎では2012年5月からEasyとNormalの2つの難易度から選択できるようになった。ランキング集計はNormalが対象となる。Easyは前の月のNormalのフィールドを探索する（実質的に探索可能期間が2カ月に延長されたことになる）。
- 2010年6月のアップデートより、オンライン・サークルモードで最深階のボスの討伐に成功すれば、プラチナメダルを1枚獲得する（QMA8まではオンラインで最深階に到達した時点でプラチナメダル1枚獲得でき、ボスを討伐すれば2枚獲得）。また、最終エリアのボスモンスター（最終ボスとして登場したあとのダンジョンで中ボスとして登場する場合もある）を倒すとカスタマイズアイテムがもらえる。賢者の扉では最終エリアに到達すれば「お守り」（効力に関しては後述）がもらえることがある。
- QMA天の学舎ではアシストポイントが登場。プレイ内容に応じてポイントが与えられ、一定を超えるとアシストレベルが上がり、魔法石などが獲得できる。
  - アシストポイントは問題に正解したり、お助けアイテムを使用することで獲得できる。
  - 協力問題で不正解だった場合でも、自分が解答した部分が正解であればポイントを獲得できるため、自分の解答の正誤判定が出来るようになった。
- お助けアイテム使用回数は各種3回ずつで、ストックがあった場合ボスモンスター討伐後に補充される。

お守り（賢者の扉-天の学舎）
- QMA賢者の扉では「お守り」が追加された。装備することで特定のジャンル・形式での正解時の得点を増加/減少させる（最大2ジャンル・形式に-3から+10までの補正がかかる）。効力は協力プレーのみ。Easyモードではお守りの効果が3倍になる（マイナスは除く）。
  - 協力プレーでは形式に補正がかかるお守りが入手できる。
  - 全国大会ではジャンルに補正がかかるお守りが入手できる。

#### トリニティクロス（輝望の刻-）
全国大会のチームバトルの変形バージョン。
- まず6問のチーム分けテストを行い、マッチングされたプレイヤーの成績を基に『レッドローズ（1位・4位・5位）』と『ブルーアイリス（2位・3位・6位）』に分かれる（マッチングされた人数が5人以下の場合はCOMやエボルグリムが補充され、下位のプレイヤーとして扱われる）。4種類のクイズから3つのクイズが選ばれ、対戦する。各バトルごとに勝敗を競い、3セットの勝敗で最終的な勝敗が決まる。
- 各バトルは連続で行われ、3セット終了後に成績発表となる。
- チーム分けテストの1位と2位が各チームのエースとなり（1位はレッドローズ、2位はブルーアイリスのエース）、Qメダル1枚獲得（COMやエボルグリムが1人でもいる場合は無し）。各バトルで個人1位のプレイヤーはMVPとなり、Qメダル1枚獲得（自分以外のプレイヤーが全員COMやエボルグリムの場合は無し。1位が2人以上の場合、全員がMVPとなる）。
- 輝望の刻では、協力プレーとして選択でき、協力クイズバトルと交互に出される（その間、マジックコロシアムは開催されなかった）。夢幻の鏡界では、イベントとして画面左の「トリニティクロス開催中」から選択する。また、開催期間も「輝望の刻」では2週間、「夢幻の鏡界」では5日間で月2回の開催となっている。

早押し限定3バトル
シリーズ初の早押しクイズ。キーボードの上の早押しボタンをタッチして解答権を得た後、キーボードを使って解答する。順番は、ボタンをタッチした時の制限時間の残り秒数で決定。解答できるのは早押し3着までで、それ以降は解答権がない。解答はタイピングクイズで固定。問題数は6問。正解すると早押しボタンを早くタッチした順に1着が100点、2着が85点、3着が75点獲得となり、未解答（ボタンをタッチしていない状態）で30点、不正解で0点。
- 解答権を得たプレイヤーの名前が、画面左上に1着から順番に表示される。正解で赤い「〇」、不正解で青い「×」が名前の上に出される。自身が解答前の場合、他のプレイヤーの正誤判定は〇×表示のみだが、自身が解答後の場合、他のプレイヤーの正誤判定は〇×表示の他に解答も表示される。
- 問題文の表示が通常より遅いので焦ってしまう上、自身が解答権を得ると問題文と残りタイムが止まってしまう。その為、解答する部分が指定されている問題の場合、指定された部分以外を答えると不正解となるので、指定が出る前に解答権を得ると、どの部分を解答するか推理しなければならない。また、自身以外の解答者が解答権を得た場合、2人以下なら問題文と残りタイムは止まらないが、3人以上で問題文と残りタイムが止まってしまう。
- 早押しのタイミングによっては、早押し4着以降もクイズに解答できる場合があるが、前の3人が全員正解の場合、正解しても未解答の30点となり、緑の「△」と「惜しい!」表示が出される。また、早押しの秒数が同じ場合、正解で順位に応じたポイントが複数のプレイヤーに入り（例：早押し1着が2人で両者正解の場合、それぞれに1着のポイントが入り、次の正解者は3着のポイントが入る）、4人以上の正解でも正解のポイントが入る（例：早押し3着が2人で両者正解の場合、それぞれに3着のポイントが入る）。他のプレイヤーが不正解で正解3着以内に入れる可能性が出た場合、再度早押しボタンを押せるようになる。
- 残り時間が5秒になると、ヒントとして答えの最初の1～2文字が自動的に表示される（答えが1文字の場合は無し）。

虫食いQバトル
問題文が3～4行で表示され、問題文の文字が時間経過と共に数文字、かつランダムに表示される。問題数は6問、制限時間は30秒。形式は四択・文字パネル・スロット・タイピングのいずれか。味方チームが1人解答すると1行目の問題文が全部出され、もう1人解答すると2行目の問題文が全部出される。解答すると、早く解答した順に名前が画面左上に出される。自身が解答前の場合は名前のみ出されるが、自身が解答後の場合は名前と解答が出される。全員が解答するか時間切れ後に正誤判定される。
超速○×バトル
通常の○×、もしくは2択クイズ。問題数は12問、制限時間は3秒。そのため、通常の○×クイズでは問題の分岐があると問題文が一時停止して続きが出されるが、このバトルでは発生しない。チームの正解数の合計で競う。
お助け魔法バトル
問題数は6問。すべての問題形式から出題。問題出題から解答中に「叡智の魔法（問題のヒントが表示される）」、「千里眼の魔法（味方チームの2人のプレイヤーの解答が見られる）」、「相伝の魔法（味方チームの2人のプレイヤーに自分の解答を表示する。解答後も選択可能。その際、相手チームが相伝の魔法を使うと、使ったプレイヤーの頭上に相伝の魔法のマークが出される）」の3種類の「お助け魔法」を各2回まで使える。

### 検定試験（5・6Ex-暁の鐘）→検定クイズ（TG-）
1人プレイ専用モード。特定のテーマに沿って規定の問題数（25問）を解答する。25問の点数を競うという内容はイベント（QMA1）と同一だが、過去の1人用モードであるイベントや個人授業（QMA3）との違いは、通常のジャンル分けではなく、特別なテーマごとに問題が用意され、検定を受ける形になっていることである。その特別なテーマは、1つのサブジャンルの中からさらに限定している場合もあれば、複数のジャンルにまたがっている場合もある。
点数の計算方法は従来の「100点を問題数で割った点数を最高点とする方式」と異なる「難易度・形式により最高点が変動する方式」が初めて採用されている。最初の合格点は800点で、クリアできればその時点で次のランクの合格点（1500点。以降はバージョンによって異なる）が表示される。最高ランク（QMA8まではSランク、QMA賢者の扉はSSランク、賢者の扉以降はSSSランク）をクリアした時点で、全国1位の得点が表示され、さらにプレイヤーが全国1位になった場合は、記録更新中と表示される。799点以下の場合は最低ランクで、おしおきを受けてしまう（TG以降はCランク以下で不正解のアクション）。ランキング集計期間内にSSランク（QMA8まではSランク）を獲得した場合、公式サイトのランキングに掲載される。
| 点数          | QMA5-8 | QMA賢者の扉 | QMA天の学舎 ・暁の鐘 | QMATG- |
| ------------- | ------ | ----------- | -------------------- | ------ |
| 3500点以上    | S      | SS          | SSS                  | SSS    |
| 3000点-3499点 | S      | SS          | SS                   | SS     |
| 2500点-2999点 | S      | S           | S                    | S      |
| 2000点-2499点 | A      | A           | A                    | A      |
| 1500点-1999点 | A      | A           | A                    | B      |
| 800点-1499点  | B      | B           | B                    | C      |
| 0点-799点     | C      | C           | C                    | D      |

それまでの最高ランクによって問題形式・難易度が変化し、難しい問題・形式が登場する。これらの問題は得点が高いため、高得点を狙うためにはあらかじめランクを上げる必要がある。また、さらに上位を狙うためには正解数のほか、いかに難問・難形式を引き当て、早く正解するかという運・技術の要素も重要になる。
進行役はQMA5・6Exはプレイヤーが選択している担任にかかわらず、エリーザで固定（QMA7以降はプレイヤーが設定している担任）。QMA5では3つのテーマでSランクを獲得すると、エリーザを担任に選択できるようになる。
ゲーム終了時には魔法石・マジカの支給もされる。終了時のランクによってもらえる魔法石の個数は変化する。成績によっては通り名（天の学舎以降）・ベル(暁の鐘）・魔導書（TG）・壁紙（暁の鐘-EVO）・チャットスタンプ（EVO以降）も獲得する。ランキング集計終了後の検定は魔法石の数・ベル・魔導書のランクが下がる。支給されるマジカは結果やテーマによらず一定（25、TG以降は35）。
ランキング集計期間を過ぎた検定の扱いは以下の通り。
- QMA8まで・QMATG-輝望の刻：次回作までプレイ可能。
- QMA賢者の扉・天の学舎：公開期間終了までプレイ可能。
- QMA暁の鐘：コラボ検定・ジャンルスター大感謝祭を除き次回作までプレイ可能。コラボ検定・ジャンルスター大感謝祭はランキング集計と同時に公開終了。
- QMA夢幻の鏡界：HG限定アーカイブ検定とグルメコラボ検定は公開期間終了までプレイ可能。それ以外は次回作までプレイ可能。

アーカイブ検定
ランキング集計期間が終了した検定およびランキングを発表しない検定のこと（リザルト画面で順位の表示は行われる）。QMA賢者の扉・天の学舎・EVO以降では初めからランキング発表のない検定（過去に集計が行われた検定がほとんど）が登場している。EVO以降はスコアによって貯まるアーカイブポイントによって解禁する必要がある。QMA夢幻の鏡界では通常のアーカイブ検定のほかにHGモデル限定のアーカイブ検定があり、アーカイブポイントは必要ないが公開期間が設定されている。
マニアック検定（TG）
通常のテーマよりマニアックなテーマとして出題されるカテゴリ。通常の検定よりランキング集計期間が短く、支給されるボーナス魔法石も少なめに設定されている。
KAC優勝特典
第5回以降のKACの優勝者への副賞として、次回作の検定テーマを1つ作る権利が与えられる。
- The 5th KAC優勝者の発案テーマ：クイズ
- The 6th KAC優勝者の発案テーマ：深夜アニメ
- The 7th KAC優勝者（2連覇）の発案テーマ：グルメ漫画
- The 8th KAC優勝者（3連覇）の発案テーマ：異世界

検定ウォーズ（輝望の刻-）
検定クイズのランキング集計終了から、次の検定テーマ開始までの間の期間限定で行われる4人対戦モード。問題は通常の難易度の「NORMAL」、高い難易度の「VERY HARD」、更に高い難易度の「ULTRA」の3ピリオド×6問の計18問で得点を競う。1位でQメダル1枚獲得（自分以外のプレイヤーがCOMやエボルグリムの場合は無し）。順位発表後、自分より下の順位の解答者がいる場合、打倒ポイントとしてプレイヤーなら250ポイント、COMやエボルグリムなら100ポイントが積み立てられ、ポイントの合計の総合打倒ポイントを競う。終了後、総合打倒ポイント1位のプレイヤーには、その検定テーマの「検帝」の称号が贈られる。

#### 検定試験テーマ
EVO以降のアーカイブ検定は省略。
| ランキング集計期間             | 検定ウォーズ開催期間      | テーマ                 |
| ------------------------------ | ------------------------- | ---------------------- |
| 2021年4月26日 - 5月14日        | 2021年5月14日 - 5月17日   | アニメ映画             |
| 2021年4月26日 - 5月14日        | 2021年5月17日 - 5月20日   | 海外旅行               |
| 2021年5月5日 - 5月28日         | 2021年5月28日 - 6月2日    | ミリタリー             |
| 2021年5月19日 - 6月11日        | 2021年6月11日 - 6月16日   | 昭和歌謡               |
| 2021年6月2日 - 6月25日         | 2021年6月25日 - 6月30日   | 自動車                 |
| 2021年6月16日 - 7月9日         | 2021年7月9日 - 7月14日    | 美術・絵画             |
| 2021年6月30日 - 7月23日        | 2021年7月23日 - 7月28日   | ロールプレイングゲーム |
| 2021年7月14日 - 8月6日         | 2021年8月6日 - 8月11日    | 水生生物               |
| 2021年7月28日 - 8月20日        | 2021年8月20日 - 8月25日   | プロ野球               |
| 2021年8月2日 - 8月13日         | 2021年8月13日 - 8月18日   | ドムドムハンバーガー   |
| 2021年8月11日 - 9月3日         | 2021年9月3日 - 9月8日     | 明治・大正             |
| 2021年8月18日 - 9月10日        | 2021年9月10日 - 9月15日   | はなまるうどん         |
| 2021年8月25日 - 9月17日        | 2021年9月17日 - 9月22日   | 日本映画               |
| 2021年9月8日 - 10月1日         | 2021年10月1日 - 10月6日   | ドリンク               |
| 2021年9月15日 - 10月8日        | 2021年10月8日 - 10月13日  | コメダ珈琲店           |
| 2021年9月22日 - 10月15日       | 2021年10月15日 - 10月20日 | 少年漫画               |
| 2021年10月6日 - 10月29日       | 2021年10月29日 - 11月3日  | オカルト               |
| 2021年10月13日 - 11月5日       | 2021年11月5日 - 11月10日  | CoCo壱番屋             |
| 2021年10月20日 - 11月12日      | 2021年11月12日 - 11月17日 | モータースポーツ       |
| 2021年11月3日 - 11月26日       | 2021年11月26日 - 12月1日  | パソコン・モバイル     |
| 2021年11月17 - 12月10日        | 2021年12月10日 - 12月15日 | 世界遺産               |
| 2021年12月1日 - 12月24日       | 2021年12月24日 - 12月29日 | SF                     |
| 2021年12月15日 - 2022年1月7日  | 2022年1月7日 - 1月12日    | アドベンチャーゲーム   |
| 2021年12月29日 - 2022年1月21日 | 2022年1月21日 - 1月26日   | 科学史                 |
| 2022年1月12日 - 2月4日         | 2022年2月4日 - 2月9日     | 日本の古代・中世史     |
| 2022年1月26日 - 2月18日        | 2022年2月18日 - 2月23日   | 格闘技                 |
| 2022年2月9日 - 3月4日          | 2022年3月4日 - 3月9日     | バラエティ番組         |
| 2022年2月23日 - 3月18日        | 2022年3月18日 - 3月23日   | 建物                   |
| 2022年3月3日 - 3月25日         | 2022年3月25日 - 3月30日   | PIZZA-LA               |
| 2022年3月9日 - 4月1日          | 2022年4月1日 - 4月6日     | アイドル               |
| 2022年3月23日 - 4月15日        | 2022年4月15日 - 4月20日   | 海外野球               |
| 2022年4月6日 - 4月29日         | 2022年4月29日 - 5月4日    | 九州・沖縄             |
| 2022年4月20日 - 5月13日        | 2022年5月13日 - 5月18日   | ロボット&メカ          |
| 2022年5月4日 - 5月27日         | 2022年5月27日 - 6月1日    | お菓子                 |
| 2022年5月18日 - 6月10日        | 2022年6月10日 - 6月15日   | TVドラマ               |
| 2022年6月1日 - 6月24日         | 2022年6月24日 - 6月29日   | トレイン               |
| 2022年6月15日 - 7月8日         | 2022年7月8日 - 7月13日    | 日本文学               |
| 2022年6月29日 - 7月22日        | 2022年7月22日 - 7月27日   | バトル漫画             |
| 2022年7月13日 - 8月5日         | 2022年8月5日 - 8月10日    | 恐竜・古代生物         |
| 2022年7月27日 - 8月19日        | 2022年8月19日 - 8月24日   | 中部・北陸             |
| 2022年8月10日 - 9月2日         | 2022年9月2日 - 9月7日     | 肉料理                 |
| 2022年8月24日 - 9月16日        | 2022年9月16日 - 9月21日   | 陸上競技               |
| 2022年9月7日 - 9月30日         | 2022年9月30日 - 10月5日   | アーケードゲーム       |
| 2022年9月16日 - 10月16日       | (開催なし)                | このすば               |
| 2022年9月21日 - 10月14日       | 2022年10月14日 - 10月19日 | 洋楽                   |
| 2022年10月5日 - 10月28日       | 2022年10月28日 - 11月2日  | 日本の政治             |
| 2022年10月19日 - 11月11日      | 2022年11月11日 - 11月16日 | 童謡・児童文学         |
| 2022年11月1日 - 2023年1月11日  | (開催なし)                | BEMANI                 |
| 2022年11月2日 - 11月25日       | 2022年11月25日 - 11月30日 | 宇宙・天文             |
| 2022年11月16日 - 12月9日       | 2022年12月9日 - 12月14日  | 昭和アニメ             |
| 2022年11月30日 - 12月23日      | 2022年12月23日 - 12月28日 | 北海道・東北           |
| 2022年12月14日 - 2023年1月6日  | 2023年1月6日 ‐ 1月11日    | ワールドサッカー       |
| 2022年12月28日 - 2023年1月20日 | 2023年1月20日 - 1月25日   | 江戸時代               |
| 2023年1月11日 - 2月3日         | 2023年2月3日 - 2月8日     | ファッション           |
| 2023年1月25日 - 2月17日        | 2023年2月17日 - 2月22日   | シューティングゲーム   |
| 2023年2月8日 - 3月3日          | 2023年3月3日 - 3月8日     | 近畿                   |
| 2023年2月22日 - 3月17日        | 2023年3月17日 - 3月22日   | お笑い                 |
| 2023年3月8日 - 3月31日         | 2023年3月31日 - 4月5日    | 世界文学               |
| 2023年3月22日 - 4月14日        | 2023年4月14日 - 4月19日   | 麻雀                   |
| 2023年4月5日 - 4月28日         | 2023年4月28日 - 5月3日    | 令和アニメ             |
| 2023年4月19日 - 5月12日        | 2023年5月12日 - 5月17日   | 中国・四国             |
| 2023年5月3日 - 5月26日         | 2023年5月26日 - 5月31日   | ラジオ                 |
| 2023年5月17日 - 6月9日         | 2023年6月9日- 6月14日     | 世界地理               |
| 2023年5月31日 - 6月23日        | 2023年6月23日 - 6月28日   | バスケットボール       |
| 2023年6月14日 - 7月7日         | 2022年7月7日 - 7月12日    | 東京・関東             |
| 2023年6月28日 - 7月24日        | 2023年7月21日 - 7月24日   | 海外ドラマ             |

夢幻の鏡界での検定ランキング集計と検定ウォーズの開始期間は、それぞれ初日の10時から最終日の9時59分までとなる（海外ドラマの検定ランキング集計と検定ウォーズの最終日は23時59分まで）。

#### キャンペーン検定
検定試験の中にはコラボレーションやキャンペーンでプレゼントが当たるテーマもある。
QMA5
- 「メタルギア検定」は、2008年6月12日発売の『メタルギアソリッド4』の宣伝も兼ねており、メタルギア検定のランキング集計期間中、デモ画面中に同作のプロモーションムービーが流されていた。
- 理科学検定、漢字検定、国語力検定、世界遺産検定は検定実施団体の監修[44] となっており、検定試験開始時にそれぞれのロゴマークが現れる。

QMA7
- 「ぐるなびフード検定」は、同社との「よしもとお笑い検定」はヨシモト∞ホール及びbaseよしもととの、「JRA競馬検定」は同法人とのそれぞれコラボレーション検定。集計期間内のプレイ後にカスタマイズアイテムが配られるものもあった。

QMA賢者の扉
- 「BEMANI検定」は、同シリーズのイベント「私立BEMANI学園」とのコラボレーション検定。
- 「国内サッカー検定」は、プレイ回数に応じてキリンチャレンジカップ（2013年8月14日、日本対ウルグアイ戦、宮城スタジアム）観戦チケットプレゼントの応募資格が与えられる（『ウイイレAC2012』との合同イベント）。
- 「宇宙・天文検定」では、JAXAの提供画像を使用した問題が出題される。また、イプシロンロケットの打ち上げに関する告知動画がデモ画面で流された。
- 2013年9月の「プロ野球検定」はプレイ回数に応じてコナミ日本シリーズ2013観戦チケットプレゼントの応募資格が与えられる（『BBH2013』ほかコナミ野球ゲームとの合同イベント）。

QMA暁の鐘
- 「BEMANI検定」は、同シリーズのイベント「BEMANI SUMMER DIARY 2015」、「麻雀検定」は『麻雀格闘倶楽部』のコラボレーション検定。
- 「わくわくチャレンジ検定」は、「ゲーム実況もっと！わくわく荘」 のコラボレーション企画で、「ゲーム実況もっと！わくわく荘」の出演者が問題を制作している。

QMATG
- 「ひなビタ♪検定」は、同企画とのコラボレーション検定で、上位ランクを初めて獲得すると日向美ビタースイーツ♪メンバーによるショートストーリーが流れる。

QMAXIV
- 「BEMANI検定」は、同シリーズのイベント「鍵龍討滅戦」とのコラボレーション検定。
- 「国内旅行検定」は、駅探とのコラボレーション検定で、開催期間中のプレーでアイテムがもらえる。

夢幻の鏡界
- 「グルメコラボ検定」は、身近な「食」をテーマに、様々なジャンルの飲食店からクイズを出題する検定。第1弾は「ドムドムハンバーガー検定」、第2弾は「はなまるうどん検定」、第3弾は「コメダ珈琲店検定」、第4弾は「CoCo壱番屋検定」、第5弾は「PIZZA-LA検定」。
- 「このすば検定」は『この素晴らしい世界に祝福を!』とのコラボ検定[45] で、グッズプレゼントやカスタマイズアイテム配布キャンペーンと並行して行われる。

#### ジャンルスター大感謝祭（暁の鐘）
The 5th KONAMI Arcade Championship予選ラウンドの対象検定。出題範囲はジャンル全体（各ジャンルのランダムが25問出題）。約1週間ごとに2ジャンルずつ入れ替わりで実施される。ボコスカードも実装されている。

#### BEMANI MusiQ （輝望の刻-）
モードセレクト画面では検定クイズとは別のアイコンとして表示される。BEMANIシリーズ各作品の楽曲を使ったイントロクイズ（曲名やアーティスト名を答える四択クイズ）が18問出題され、成績に応じてHGモデル用の楽曲と通り名「○○（タイトル）皆伝」を入手できる（最高ランクもSSSの代わりに「皆伝」となる）。

##### ジャンル×形式 登龍門 （夢幻の鏡界-）
2022年6月28日にコナステ限定モードとして実装。 予習で選べるジャンル・形式を1つ選び25問の点数を検定形式で競う。SSS獲得数はプレーヤー情報として公開される。

### リコードアリーナ（XIV-）
クイズとデジタルカードバトルを融合させた 2人対戦モード。オンライン対戦のランクマッチ・COMキャラクターと戦うキャラクターバトル・店内対戦モードがある。
- プレイヤーは事前にリコード30枚でデッキを作成する（1種類につき最大3枚までセット可能）。ゲーム内以外にもeAMUSEMENTサイトでも編集可能。
  - スターターデッキは初回プレイ時に配布される。
  - リコードはリコードアリーナモードのプレイ終了後に1枚入手（XIVではアップデートにより4人対戦モードを除き入手可能だった時期があった）するほか、PASELI・CPでも購入できる。4枚以上所持しているリコードは余剰分をリコードピースに変換し、リコードピースを消費して任意（PR除く）のリコードを入手できる（レアリティが高いほど消費リコードピースが多い）。
- リコードはキャラリコードとマジックリコードの2つに分類される。発動条件が設定されているものもあり、正解数や点数が少ないと特殊効果が発動しなかったり効果が弱くなるものもある。
  - レアリティはブロンズ・シルバー・ゴールド・プラチナ・PR（キャンペーンなどで入手）がある。PRには他作品のキャラクターが収録される場合もある。
  - キャラリコードにはAP（アタックポイント=攻撃力）、セットレベル、HP（ヒットポイント）が記載されているほか、特殊効果を持つものもある。
  - マジックリコードにはセットレベルのみが書かれており、消費型（1回のみ発動）と設置型（条件を満たす度に発動）の2種類に分かれる。

ゲームの流れ
- 対戦相手発表後、1st Periodの先制権がランダムで選ばれる。
- 対戦開始のカットインの後にバトル開始となる。台詞が変化する対戦相手の組み合わせもある。
- 初期の手札4枚が引かれる。この4枚は必要なものを残して1度だけ引き直しができる。
- 以下、スタンバイ→セット→クイズ→オープン→バトルの各フェイズを最大4回行う。
  - スタンバイフェイズではリコードを1枚（1st Periodで先制権を持っていない場合のみ2枚）ドローする。
  - セットフェイズではセットレベル（初期状態では1。Periodが進むたびに+1）以下のリコードを各ゾーンにセットする。キャラリコードは最大4枚、マジックリコードは最大3枚セットできる。
  - クイズフェイズでは先制権を持つプレイヤーが表示される自分と相手のリコードアリーナモードの正解率を参考にジャンルを選択する（形式は原則「一部形式が出題されないランダム」だが、リコードの効果によっては形式が固定されることがある）。相手が選んだジャンルを含め、一度選ばれたジャンルは原則選択できない。クイズの正解数に応じて、バトルフェイズでアクティブになるキャラゾーンの数が決まる。問題数は2問→3問→3問→4問
  - オープンフェイズでは新しく設置されたリコードがオープン（相手のセットしたリコードが判明）され、リコードによっては特殊効果が発動する（マジック→キャラのゾーンの数字が小さい順）。
  - バトルフェイズでは各キャラリコードにアタック権が1回与えられ、アクティブゾーンにあるキャラリコードを選んでアタックする（アタックしないを選ぶとそのリコードのみアタック権を放棄する）。
    - アタックされた場合、キャラでブロックするか、ブロックせずにプレイヤーがダメージを受けるか選択する。
      - ブロックした場合、攻撃側のAP分だけブロックしたキャラのHPが減少。0以下になった場合はブレイクとなり、ゾーンから取り除かれブレイクゾーンに置かれるとともに、プレイヤーのライフが-1（特殊効果によるブレイクの場合、「ブレイクゾーンに置く」と書かれている場合はライフダメージを受けない）。
      - 直接受けた場合、プレイヤーのライフが-2。

    - ダメージを受けた場合、ダメージドローとしてリコードを1枚引く。残りリコードが0枚の状態でドローが発動した場合はその時点で負け。
- 先に相手のライフ（原則初期状態で10）を0にすればKO勝ち。Final Periodで決着がつかなかった場合は残りライフが多い方→デッキの残り枚数が多い方→クイズの合計点が高い方→Final Periodの先制権を持っている（1st Periodで先制権を持っていない）方の判定勝ち。

### イベント
期間限定で選べるモード。邪神封印戦については該当項目参照。

#### 全国大会（2-天の学舎、TG-）
イベント（QMA1）同様、特定の期間中にのみ選択できる対戦モード。通常の全国オンライントーナメントとは違うルールで全国のプレイヤーと対戦する。参加賞として参加者全員（QMA2の第1回大会のみ上位入賞者）に「全国大会記念メダル」が授与される。
このモードはQMA3以降、全国オンライントーナメントにおける組分けが反映されない無差別級マッチングとなるため、難易度が高い。その見返りに獲得できるポイント・魔法石やマジカ（天の学舎まで25マジカ=ドラゴン組での1プレイ時支給額。TG以降は全モード共通で35マジカのため、この意味で全国大会のメリットはない）にボーナスが与えられるため、ランキング上昇・マジカ稼ぎのチャンスでもある。プレイヤーの正解率が変動しない作品もある。
QMA2からQMA8までの各シリーズ最終の大会は「学期末試験」と銘打たれ、この大会で上位入賞するとAOUアミューズメント・エキスポで行われる特別大会（後述）の参加資格が与えられた（QMA4からQMA7まで）。
また、QMA8以降（天の学舎を除く）はAOU特別杯に代わりKONAMI Arcade Championshipが行われており、指定の全国大会の上位者に決勝ラウンドの出場権が与えられている（要エントリー）。
QMA2の第2回全国大会以降、上位入賞者（QMA2の第2回からQMA7までは21位以内、QMA8以降は50位以内、QMATGでは100位以内）には以下の称号が次回大会終了（もしくは次回作に引き継ぎ）まで付与される。これらの称号はQMA1では勲章所持数上位者に付与されていた（21位まで）。QMA4以降は特別なカスタマイズアイテムも与えられるが、一部のアイテムは次回作に引き継ぐことができない。
| 全国大会順位 | QMA2-QMA7 | QMA8-天の学舎 | 暁の鐘   | TG-XV    | 輝望の刻      | 夢幻の鏡界    | 夢幻の鏡界 |
| 全国大会順位 | QMA2-QMA7 | QMA8-天の学舎 | 暁の鐘   | TG-XV    | 輝望の刻      | 第3回まで     | 第4回以降  |
| ------------ | --------- | ------------- | -------- | -------- | ------------- | ------------- | ---------- |
| 1位          | 賢神      | 賢神          | 開催なし | 下表参照 | Ace・オブ・○○ | ○光の極超巨星 | ○○・空神   |
| 2-5位        | 賢帝      | 賢帝          | 開催なし | 賢帝     | K・オブ・○○   | ○光の超巨星   | ○○・風帝   |
| 6-21位       | 賢王      | 賢王          | 開催なし | 賢王     | Q・オブ・○○   | ○光の輝巨星   | ○○・火王   |
| 22-50位      | 称号なし  | 賢将          | 開催なし | 賢将     | J・オブ・○○   | ○光の巨星     | ○○・水将   |
| 51-100位     | 称号なし  | 称号なし      | 開催なし | 賢豪     | 10・オブ・○○  | ○光の準巨星   | ○○・地豪   |

| バージョン | 第1回               | 第2回             | 第3回             | 第4回             | 第5回      | 備考                            |
| ---------- | ------------------- | ----------------- | ----------------- | ----------------- | ---------- | ------------------------------- |
| TG         | 青龍                | 朱雀              | 白虎              | 玄武              | -          |                                 |
| EVO        | 賢陸聖              | 賢海聖            | 賢空聖            | -                 | -          |                                 |
| XIV        | 龍皇                | 虎皇              | -                 | -                 | -          |                                 |
| XV         | 華賢聖              | 月賢聖            | 雪賢聖            | -                 | -          |                                 |
| 輝望の刻   | Ace・オブ・スペード | Ace・オブ・ハート | Ace・オブ・クラブ | Ace・オブ・ダイヤ | -          | 「オブ・」の後は100位まで共通   |
| 夢幻の鏡界 | 蒼光の極超巨星      | 白光の極超巨星    | 赤光の極超巨星    | 椿・空神          | 皐月・空神 | 色または花の名前は100位まで共通 |

QMA2から8までは1つのバージョンの全国大会で固定されていたが、QMA賢者の扉では複数バージョンの全国大会が開催される。また、シリーズ内で通算して計算されるマイレージを導入（天の学舎まで）。1プレイごとに成績に応じたマイルを獲得し、規定マイルに到達するとマジカ（500マイル毎）・魔法石（1000マイル毎）・お守り（1500マイル毎）・カスタマイズアイテム（Season2以降）がもらえる。
タイアップ大会
大会にはスポンサーとして団体がつくこともあり、その際には大会期間中はスポンサーに関連した問題が出題や、筐体からCM放送が行われる。コナミネットDX会員向けの携帯電話待ち受け画像やプレゼントがある大会もあり、大会参加が応募条件になっている場合もある（風営法等の法令の関係で、大会結果とプレゼントの当否は無関係である）。
以下はタイアップ大会だった回（頭の数字はシリーズと大会の回数を表している。例として2-3ならばQMA2第3回大会となる）。
- 2-3 カロリーメイト杯
- 2-6 PIZZA-LA杯
- 2-7 au杯
- 3-2 トム・ヤム・クン!（タイ映画）杯
- 4-1 アミノサプリ杯（スポンサーはキリンビバレッジ）[注 38][注 39]
- 4-2 コナミネットDX杯[注 39]
- 6-1 高校生クイズ杯 春の陣
- 6-3 高校生クイズ杯 夏の陣

##### 8問勝負バージョン
QMA2・3でそれぞれ8回開催。
共通ルール
- - 大会期間中に初めて全国大会モードを選んだ時点での階級を基準として複数のリーグに振り分けられ、そのリーグ所属の参加者4名が対戦する（大会期間中にリーグの移動はない）。シリーズの歴代全国大会のうち、階級によるリーグ分けがあったのはこのバージョンのみである。
  - 問題数は8問。順位は点数（100点満点）によって決定される。
  - 期間中の最高勝ち抜き人数を競う。各試合の参加者が4人に満たない場合はCOMで補充されるが、基本的に勝ち抜き人数には加わらない。
  - 全国オンライントーナメントの決勝戦に称号保持者が進出すると、決勝戦イベントが発生する。
  - EXポイントの変動はない。
  - 1プレイにつき最大3セットまで行われる。

QMA2のルール
- - 賢者以上のAリーグと大魔導士以下のBリーグに分けられる。なお、初回挑戦時には新規参加者同士でマッチングされる。
  - マッチング中は個人成績閲覧モードとなる。
  - 第2回大会までのBリーグはゴールドメダル3枚以上が参加条件だった。第3回以降この制限は廃止された。
  - 問題のジャンルと出題形式はランダムに指定される（Aリーグでは全ての形式、Bリーグではランダム1-5を除いた形式から選ばれる）。
  - 継続プレイの条件は成績で上位に入ること（第1回大会は上位2名、第2回以降は4位を除く3名が勝ち抜け）。勝ち抜けたプレイヤーには自分より下位のプレイヤー人数と同じだけのポイントが加算される。
  - 連続で勝ち抜き続けても3試合終了で1プレイ終了となる（勝ち抜き続けている場合、次のプレイでその人数を引き継いで行う）。
  - 敗退した場合プレイは終了。勝ち抜き人数が0にリセットされて再スタートとなる。
  - 第1回大会では順位、第2回以降は最高勝ち抜き人数（上位入賞者にはボーナスポイント加算）に応じた貢献ポイントを進呈。

QMA3でのルール
- - ポーン・ナイト・キング（チェスの駒に由来）の3つのリーグに分けられる。
  - 問題のジャンルはマッチング前に参加者4人ごとにそれぞれ選択。出題形式は「ランダム5」（形式およびサブジャンル限定無し）。1戦に付き各プレイヤーごとの選択ジャンル2問ずつの計8問。難易度はリーグにより異なる。
  - 1プレイにつき選んだジャンルの自習1回（このモードに限り自習を飛ばさずに個人成績を閲覧することも可能）の後本戦2戦で固定（QMA2と異なり、1戦目で最下位になっても2戦目に移行する）。自習の点数は大会本戦に反映されない。1プレイが終了するまで選択ジャンルの変更はできない。
    - 第3回大会以降は、2戦での勝ち抜き人数の合計が4人以上だった場合ボーナスとして3戦目に移行する（3戦目も最下位になった場合のペナルティはある）。
    - タイアップ大会の「トム・ヤム・クン!杯」では自習がノンジャンル限定となり、タイ王国関連の問題のみ出題された。第5回全国大会「クイズ夏祭りスペシャル」でも夏に関する問題が予習で出題された。

  - 3位までは自分より下位のプレイヤーの人数が勝ち抜き人数に加算（ポーンリーグのみCOMの人数も加算）。4位はリーグに応じた比率で勝ち抜き人数が減少（小数点以下切り上げ）。

| リーグ | 階級                | ペナルティ    |
| ------ | ------------------- | ------------- |
| キング | 賢者・大賢者        | ×1/3（2/3減） |
| ナイト | 中級魔術士-大魔導士 | ×1/2（1/2減） |
| ポーン | 修練生・初級魔術士  | ×1/2（1/2減） |

- - 大会中の成績に応じてスクールポイントが加算される（各リーグでもらえるポイントは異なる）。また、大会終了後にもリーグに応じたスクールポイントがもらえた（最後にプレイした店がどこであっても所属校ポイントにも加算）。EXポイントは加算されない。

##### ホウキレース
ホウキレースで争う（QMA3では演出だが、このホウキレースでは本当にレースを行っている）。QMA4で6回、QMA5で7回開催。QMA賢者の扉では第1回から第6回まで6回開催。
基本ルール
- - 1プレイにつき前後半の2回、各2分間の合計飛距離で順位が決まる。
  - 各試合は6人で戦い、マッチング後に参加者が各自選んだジャンルの問題（QMADS2のみカテゴリ・難易度も選択可能）が順番に出題される。
  - 画面左には自分から見た他の参加者の相対的な位置、正誤判定が表示され（QMA賢者の扉では現在の問題数および選択ジャンルも表示される）、残り時間が少なくなる（QMA4・5では20秒、QMA賢者の扉では10秒）と表示されなくなる。
  - 正解で加速、不正解で減速し、連続正解で加速量がアップする。また一定時間以上の長考を行った場合も減速となり、長考の上で誤答した場合は二重に減速ペナルティが課せられる。
    - 飛行距離（単位はm）の下に速度メーターが表示され、現在の速度が判る。メーターは出題中も徐々にゲージの中央（100 km/h）に近づいていく（連続正解でスピードが出ているときは徐々に減速し、誤答の連続でスピードが落ちているときは徐々に加速する。そのため、いくら誤答してもスピードが0km/h以下になることはない）。
      - QMADS2のみ基準速度が100km/hに設定されておらず、解答しなかったり不正解を繰り返すと約10km/h付近まで減速する。

QMA4・5での共通ルール
- - マッチングは複数段階に分けられている（明示はされない）。ある程度勝ち残ると上級に移り、負けると下級に移る。
  - 5位・6位は敗退し、その時の勝ち抜き人数にペナルティが科せられる。
    - プレイヤーの正解率が集計される。出題形式はQMA4では「ランダム5」、QMA5では「ランダム」扱いだが、正解率は形式ごとで集計される。また、「ノンジャンル」を選んだプレイヤーの問題でも実際に出題されたジャンルとして正解率集計を行う）。

  - 勝ち抜き数・勲章数以外にも最高速度ランキングも集計された。

QMA4でのルール
- - 魔法石の獲得個数は全国オンライントーナメントと同数。
  - 期間中の最高勝ち抜き人数を競う。
  - マッチングは3段階。
  - 敗退ペナルティは勝ち抜き人数を1/3（2/3減）にされる（小数点以下は切り上げ）。
6位がCOMでない場合の5位のプレイヤーに対する勝ち抜き人数の計算は、ペナルティにより1/3になった後で、今回の勝ち抜き人数として+1される。

QMA5のルール
- - マッチングは2段階。下級で5回勝ち残ると上級に移り、上級で負けると下級に移る。
  - 魔法石の獲得個数はドラゴン組以外で勝ったプレイヤーの階級に応じた個数の3倍。
  - 今までの「勝ち抜き人数」制が「勲章」制に変更された（勲章の獲得方法は従来と同様）。
  - 今作のペナルティは6位が勲章数1/2（半減）、5位が勲章数2/3（1/3減）とやや甘くなった。ただし、5位のプレイヤーに6位に対する勝ち抜きの勲章は与えられない。
  - 「自己記録更新」や「前半戦全問正解」等が記録されると、「勲章ボーナス」が発生する。なお、5・6位となったプレイヤーの勲章ボーナスは、ペナルティ後に加算される。
  - 連続正解するとベルやツインビーなどが飛んでくる演出が発生する（連続正解は前半と後半で引き継いでいる）。連続30問正解すると『クォース』の機体と「GREAT」の文字が登場し次の問題が一部隠れてしまう。

QMA賢者の扉でのルール
- - マッチングした人間との間で飛行距離を競うのはQMA4・5と同様だが、単純な順位による勲章の獲得・没収でなく、QMA8のチームバトル同様、成績の良い上位10戦分の「大会ポイント」の合計で競う形式である。
  - 「大会ポイント」は「飛行距離」と、上位（3位以内）に入ったり全問正解したりするなどレース展開に応じた「大会ボーナスポイント」（パーセンテージで倍率が加算）から算出される。
  - 下位3名は敗北的な演出となるが、距離からポイントが減算されるようなペナルティはない。
  - ジャンル選択（ノンジャンルは選択不可）後にバランス型・アタック型（正解時の加速および不正解時の減速が大きい）・ディフェンス型（正解時の加速および不正解時の減速が小さい）ホウキ3種類から1つ選ぶ。各ホウキともプレイすることでレベル4まで引き上げることができる。レベル2以上のホウキでプレイした場合は無条件で大会ボーナスポイントがもらえる。
  - 前・後半各1回ずつ「魔法開放」機能を使用することができる。使用した状態で解答するとホウキの特徴が一時的に伸びる。連続正解数を伸ばすことによって、効果は持続できるが、誤答すると効果が無効になる。
  - プラチナメダル獲得条件は「COM無しで前・後半戦で1位を獲得し、飛行距離が10000m以上」であること。
  - 魔法石の獲得数は通常の4.5倍。第1回では最下位になった場合のみ魔法石の獲得はなかったが、第2回以降は無条件で参加賞として魔法石10個獲得できるようになった。
  - マイレージはボーナスを加算する前の飛行距離/100マイルが加算される。

##### トーナメントバージョン
QMA6で8回開催（公式サイト内ルール説明）。
- - 対戦方式はQMA6の全国オンライントーナメントと同様のルールで行う。購買部・マイルームも利用可能。
  - マッチングは全国大会専用の「キマイラ組」を使用し、全国オンライントーナメントの所属組に関係なく対戦メンバーが組まれる。
    - 正解時の獲得点数はドラゴン組に準ずる。

  - 予選全体・準決勝の1位、得点、魔法石獲得数、プレイ回数などで算出されるポイントの連続5プレイの合計点の最高値を競う。
  - 魔力ポイント・組の変動は無い。プラチナ・ゴールド・シルバー・ブロンズメダルのいずれも授与されず、優勝回数などにも反映されない。
  - 魔法石の獲得個数はドラゴン組以外で勝ったプレイヤーの階級に応じた個数の2倍。

##### チームバトル
QMA7で8回、QMA8で8回開催。QMA賢者の扉では第7回から第13回までの7回開催。QMA天の学舎では10回開催。QMAXIVでは全国大会とは別に期間限定イベントとして開催される。
共通ルール
- - 6人のプレイヤーを3対3に分け、チーム対抗戦を行う。チーム分けテストとチーム対抗戦の2つのパートがある。
  - マッチング完了後、チーム分けテスト（6問・100点満点）を個別で行い、その成績によってチーム分けを決める。
    - テストの結果、1位、4位、5位はゴールドスターチーム、2位、3位、6位はシルバームーンチームに分けられる。1位と2位にはチーム対抗戦で「Ace」マークがつく。

  - チーム対抗戦では、プレイヤーが各自1つずつ出題ジャンルをノンジャンル以外から選び、それぞれ3問×6人の計18問が出題される。3問ごとの最高点獲得者には区間賞が与えられる（COM出題分除く。解答状況によっては区間賞なしや複数人が獲得する場合もある）。
    - 正解時に個人に対して加点（点数は難易度により変動）し、同じチームの全員が不正解の場合のみ難易度に応じて減点される（得点とは逆に、易しい問題ほど減点幅が大きくなる）。減点されても0点未満にはならない。
    - 18問終了した時点で、各チームのチーム対抗戦の得点の低い順から「先鋒」（各チーム内3位）・「中堅」（同2位）・「大将」（同1位）同士で勝敗を競う。

  - 最後に点数の総合順位が出され、チーム対抗戦の総合順位と勝敗結果に応じて魔法石・マジカが手に入る。
  - Ace・区間賞3回以上・チーム対抗戦1位で、かつCOMが1人もいないときには、プラチナメダルを獲得できる。

QMA7でのルール
- - 獲得した勲章の合計数でランキングを争う。
  - 先鋒戦・中堅戦は勝利したチームに1ポイント入るが、大将戦のみ2ポイント入る（同点の場合は両チームに1ポイントずつ入る）。より獲得ポイントが多いチームが勝利となる（同ポイントの場合は引き分け。最終順位は所持魔法石の低い方が上位）。
  - 魔法石の獲得個数はドラゴン組以外で勝ったプレイヤーの階級に応じた個数の3倍（勝利した場合は4倍）。
  - 以下の4つの賞があり、それぞれ対応した勲章数を獲得する（いずれの賞もCOMがいると獲得勲章数が減らされる）。ペナルティはない。
    - Ace賞 - チーム分けテストで2位以内になると獲得。
    - 順位賞 - チーム対抗戦での個人順位に応じて獲得。
    - 区間賞
    - 勝利賞 - 勝利したチームが獲得。引き分けの場合は勝利した場合の半分の勲章を両チームが獲得。

QMA8以降のルール
XIVでも全国大会としては開催されていないが、期間限定イベントとして開催された。
- - 大将戦の勝利ポイントも1ポイントになり、同点が発生した場合を除き引き分けはなくなった。
  - 総合順位による魔法石はチームの勝敗に関係なくドラゴン組以外で勝ったプレイヤーの階級に応じた個数に一定の倍率がかかる（QMA8：3倍、賢者の扉・天の学舎：4.5倍）。さらにチームの勝敗・区間賞によるボーナスが加算される。
    - チームの勝敗は良い方から順に完全勝利（3人とも勝ち）・勝利・引き分け・敗北・完全敗北（3人とも負け）があり、成績がよいほど魔法石の獲得数も多い（完全敗北では0個）。
    - 区間賞によるボーナスは自分以外のチームメンバーが獲得した区間賞の分も獲得する。

  - 成績の良い上位10戦での大会ポイントの合計点を争う（連続でなくてもよい）。
    - 大会ポイントは、以下の7つの項目に分けて計算される。

    1. チーム分けテストスコアポイント - チーム分けテストの点数×3（端数切捨て）が点数となる。
    2. チーム対抗戦スコアポイント - チーム対抗戦のスコアがそのまま点数となる。
    3. Aceポイント - QMA7のAce賞と同じ。
    4. チーム対抗戦1位ポイント - チーム対抗戦で1位になると獲得。
    5. 区間賞獲得ポイント - QMA7の区間賞と同じ。
    6. プラチナ獲得ポイント（XIVではMVP獲得ポイント） - プラチナメダル獲得条件を達成すると獲得。
    7. チーム対抗戦全問正解ポイント - チーム対抗戦の18問を全て正解すると獲得。

  - 叡智の魔法（協力プレー同様のヒントが与えられる）・増数の魔法（正解時の自分の獲得点数が2倍）・守護の魔法（全員不正解時の減点ペナルティ回避）の3種類の「お助け魔法」を使うことができる。1問につき1つ、解答前のみ魔法を選べる（1プレイで各魔法2回まで）。PASELIなどの追加料金は発生しない。
増数の魔法を使用したプレイヤーは解答後の魔法エネルギーの色が変わり、守護の魔法発動時には敵味方を問わずエフェクトと使用者が表示される。
  - マイレージは各種大会ポイントの合計値/100マイルが加算される。

##### バルーンコンテスト
QMA賢者の扉で初登場。第14回から第18回までこの形式で開催。バルーン（気球）での高度を競う形式。
- - マッチング開始前に、気球パーツを組み合わせることでバルーンのカスタマイズを行う。正解時の上昇力や魔力に影響を及ぼすカスタマイズアイテムもある。
  - チームバトル同様、プレイヤーが各自1つずつ出題ジャンルをノンジャンル以外から選び、それぞれ3問×6人の計18問が出題される。
    - 正解すると高度が上昇するが、不正解でも下降することはない。
    - 3問ごとを1ピリオドとし、2ピリオドごとにチェックポイントがある。

  - ホウキレース同様、「大会ポイント」は「高度」と「大会ボーナスポイント」（パーセンテージで倍率が加算）などから算出される。
  - アイテム風船が登場することがあり、表示されている高度まで上昇すれば獲得できる。
    - アイテム風船の中身はマジカ・魔法石・気球パーツ・プラチナメダルなどがある。気球パーツのデザインが重複した場合は魔法石に変換（新たに獲得したパーツの方がの性能が高い場合は上書き）。気球パーツは次回大会以降にも持ち越される。

  - プラチナメダル獲得条件は「COM無しの試合でチェックポイントで1位を2回以上獲得し、総合順位で1位」になること（第5・第6ピリオドにもチェックポイントがあるため、3回中2回以上の獲得が必要）。
  - マイレージはボーナスを加算する前の高度/100マイルが加算される。
  - 上昇気流（自分の正解時の上昇率増加）・下降気流（全員の正解時の上昇率減少。上昇気流と同時発生時は上昇気流のみ反映）・乱気流（全員に上昇気流・全員に下降気流・何もなし・アイテム風船登場などがランダムで発動）の3種類の「お天気魔法」を解答前のみ使うことができる（1問で複数の魔法が使える。上昇気流・下降気流は1プレイで各魔法1回、乱気流は乱気流ゲージがたまれば複数回使用可能）。

##### 区間賞バトル
QMATG以降で実施された形式。4人が3問×8ピリオドのクイズで対戦する。
共通ルール
- マッチング完了後、問題のジャンルを選択する（出題形式はランダムで、前半戦のジャンルと後半戦のジャンルを選択。1人で同じジャンルの選択は不可）。
  - マッチングクラスは2段階または3段階で、過去3プレイ以内の履歴によって変動する。
- 試合は前半戦12問→中間発表→後半戦12問→結果発表という流れで行われる。同じ難易度・形式の問題でも後半戦のほうが正解時の獲得点数が多い。
- 1ピリオド終了ごとに順位が発表され、1位のプレイヤーは区間賞を獲得。2位もボーナススコアを獲得。
- 1ゲームにつき3回まで「ヒント（押すと、それぞれの問題形式でのヒントが出される）」と「得点ブースト（解答の決定前に押して正解すると、獲得点数が増える）」が使用可能（解答後の使用は不可）。複数選択も可。他のプレイヤーがヒントや得点ブーストを使うと、プレーヤーの名前の向かって左にヒントや得点ブーストのマークが出される。
- 順位と成績に応じて全国大会ボコスカードのボコスパワーが貯まる。
  - 1プレイのスコアは以下の項目に分けて計算され、最大上位10試合のスコア合計が大会スコアとなる。

  1. クイズ得点
  2. 最終順位
  3. 前半順位：第4ピリオドまでの合計点数1位と2位にボーナス。
  4. 区間賞回数：区間1位と2位を取った回数（COM出題分はスコア集計の対象外だが、区間賞獲得の演出は行われる）。
  5. 1ゲーム全問正解（前半戦と後半戦の全24問を正解する事）
  6. 区間全問正解
  7. 自ターン1位（自身が選んだジャンルのターンで1位を取る事）
  8. 強敵勝（QMATGのみ）
- 優勝者にはそれぞれの大会にちなむ称号を、上位には開催中のQMA JAPAN TOURまたは全国魔法学校賢技選手権の大会入賞スコア（QMATGのみ4位以内、QMAEVO-XVまでは100位以内）、チャットスタンプ（QMAEVO以降）、BGM（輝望の刻以降）を獲得できる。
- 参加賞としてQMA JAPAN TOURボコスパワー（QMAEVO以前）、Qメダル（QMAXIV・XVは5枚、輝望の刻は3枚）、大会参加スコア（QMAXVまで）、サブモニター壁紙がもらえる。

QMATGのルール
- 各ジャンルのサブジャンルおよびノンジャンルを含めたランダムの29形式から前半戦・後半戦に出題する形式を2つ選ぶ。
- ボコスカードの特典としてひなビタ♪コラボで使用していた女子生徒の水着画像やTGの全国大会ポスターに使われたキャラクターのサブモニター壁紙が獲得できる。

QMAEVOのルール
- 第1回（賢陸戦）、第2回（賢海戦）の前半戦は4人が選択した8ジャンル（ノンジャンル含む）のランダム（サブジャンル選択不可）、後半戦は新規問題のみ（ジャンルとしてはノンジャンル扱い）が3問×4セットずつ出題される。
- 第3回（賢空戦）では新規問題がジャンルとして独立。ノンジャンルを含めた9ジャンルの中から前・後半異なる2ジャンルを選ぶ方式に変更された。

QMAXIV以降のルール
- ノンジャンルを含めた8ジャンルの中から前・後半異なる2ジャンルを選ぶ方式に変更された（EVO第3回から新規問題が削除）。
- XIVの第2回全国大会（虎皇戦）の後半戦のBGMは8th KACの共通課題曲（テーマソング）『Catch Our Fire!』のインストルメンタル。また、8th KAC終了までデモ画面のBGMも同曲のボーカルに変更された。
- XV以降の対戦BGMはQMA3・4・5・賢者の扉のホウキレース・新曲からランダムで選ばれる。

##### 特別大会
アーケード版・DS版のオフラインイベントとして公式大会が行われたことがある。括弧内は大会に使用したバージョン。会場は特記なき場合幕張メッセ。
アーケード版
特定の全国大会の上位者などを集めてAOUアミューズメント・エキスポ特別杯（2007年から2011年まで）とKONAMI Arcade Championship（2011年以降）が開催されている。大会は店内対戦モード・ショップイベントモードなどを使用したトーナメント形式にて行われる。
- AOUアミューズメント・エキスポ特別杯
2008年以降のAOU杯は正式稼働前の作品を使用しており、優勝者には特別なカスタマイズアイテムの王冠がプレゼントされる場合がある。
AOU2007アミューズメント・エキスポ特別杯（4）
2007年2月17日（土）に開催。このイベントでは、問題監修を担当している大門弘樹（セブンデイズウォー）が司会を務め、クイズ王の石野まゆみ、永田喜彰が特別ゲストとして登場した。参加者は事前に公式サイトで応募したプレイヤーが集められた。
AOU2008アミューズメント・エキスポ特別杯（5）
2008年2月16日（土）に開催。前年同様、大門弘樹が司会を務め、深澤岳大が敗者復活戦の特別ゲストとして登場した。QMA4の第6回全国大会参加者24名が選抜された[56]。
AOU2009アミューズメント・エキスポ特別杯（6）
2009年2月21日（土）に開催。特別ゲストは声優の檜山修之（レオン役）、たかはし智秋（アメリア役）、クイズ王の能勢一幸、永田喜彰、石野まゆみ。能勢と永田はAOU特別杯の敗者復活戦に参加。QMA5の第7回全国大会参加者23名の他に携帯電話版QMA mobile3からも1名選抜された。また、当日会場において女性限定大会としてクイーンズ杯の募集も行われ、クイズ王の石野と声優のたかはしが参加し、石野が優勝した。
AOU2010アミューズメント・エキスポ特別杯（7）
2010年2月20日（土）に開催。ゲストはお笑いコンビの田畑藤本、クイズ王の永田喜彰ら。また協力プレーのデモンストレーションも行われ、声優の喜多村英梨（メディア役）と竹達彩奈（ミュー役）がゲスト参加し、田畑藤本やクイズ王の永田と協力プレーを行った。QMA6の第8回全国大会参加者24名が選抜された。この年は敗者復活戦ではなく予選の特別枠として特別ゲストが参加した。
AOU2011アミューズメント・エキスポ特別杯（8）
2011年2月19日（土）に開催。QMA7の第8回全国大会参加者と全国オンライントーナメントの全国月間優勝回数ランキング（2011年1月）から各12名が選抜された。
- KONAMI Arcade Championship
BEMANIシリーズなどと合同で行われる大会。第8回時点でBEMANIシリーズ以外では麻雀格闘倶楽部の次に開催回数が多い。
KONAMI Arcade Championship 2011（8）
2011年12月3日（土）にウェアハウス川崎店で決勝ラウンド開催。QMA8の第1回-第5回全国大会の参加者から16名を選抜して行われた。ゲストとして決勝ラウンド当日は大門弘樹・永田喜彰、12月4日（日）のグランドフィナーレ（表彰式）では檜山修之・浅野真澄（シャロン役）・佐藤利奈（ユウ・サツキ役）がプレゼンターとして登場した。
KONAMI Arcade Championship 2012（賢者の扉）
2012年11月18日（日）に東日本（シルクハット川崎ダイス店）・西日本（ラウンドワン千日前店）で決勝ラウンド開催。QMA賢者の扉の第1回-第5回全国大会（ホウキレース）の参加者および2012年8月-11月に行われた各ジャンルの魔龍討伐および魔龍討伐Week参加者から東西各16名を選抜。勝ちぬいた東西各2名でサークル対戦モードを用いた決勝戦を行う。
KONAMI Arcade Championship 2013（賢者の扉Season2・中国語版）
本作のみ日本とアジアで別個の大会として行われる。
  - 日本版
2013年12月21日（土）に東京ミッドタウン（ミッドタウンホール）で決勝ラウンド開催。QMA賢者の扉Season2の第15回-第17回全国大会（バルーンコンテスト）の参加者および2013年9月以降の各ジャンルの魔龍討伐参加者から代表者を選抜。
  - 中国語版
2013年12月7日（土）に台湾で決勝ラウンド開催。期間内の中国語版（台湾・香港）のプレイによる魔法石獲得数上位者から代表者を選抜する。優勝者には日本版の決勝ラウンド観覧に招待される。

The 5th KONAMI Arcade Championship （暁の鐘）
4th KACでは対象作品から外れたため2大会ぶりの開催。2015年12月10日-2016年1月8日までに開催される検定試験「ジャンルスター大感謝祭」と過去のKAC出場者から8名を選抜。決勝ラウンドは2016年1月30日の闘会議GP[57] で開催される。
The 6th KONAMI Arcade Championship（TG）
2017年2月11日にジャパンアミューズメントエキスポ（JAEPO）2017でQMA JAPAN TOUR 2016のグランドスラム大会として開催。5th KAC上位2名と各全国大会で1位となり「四神」の称号を獲得した4名、2016年6月以降に開催される各地のユーザー主催店舗大会のうち「広域大会」に指定されたSG大会の上位者計7名、それ以外も含めたコナミからの認定を得た店舗大会および全国大会の成績に応じて獲得するツアースコア上位者3名（重複・辞退の場合はツアースコア枠などに振り替え）の合計16名で争われるトーナメント。優勝者は「賢神」の称号が与えられる。ゲストはたかはし智秋と永田喜彰。
The 7th KONAMI Arcade Championship（EVO）
2018年2月11日にジャパンアミューズメントエキスポ（JAEPO）2018でQMA JAPAN TOUR 2017のグランドスラム大会として開催。参加者枠は6th KAC上位2名、SG大会枠計8名、ヤングウィザーズカップ優勝チーム代表者枠1名、全国大会枠3名、ツアースコア枠2名。重複・辞退の場合はツアースコア枠に振り替え。
The 8th KONAMI Arcade Championship（XIV）
2019年1月26日にジャパンアミューズメントエキスポ（JAEPO）2019でQMA JAPAN TOUR 2018のグランドスラム大会として開催。参加者枠は7th KAC優勝者（賢神）1名、SG大会枠5名、ヤングウィザーズカップ優勝チーム代表者枠1名、全国大会枠2名、ツアースコア枠7名。重複・辞退の場合はツアースコア枠に振り替え。
The 9th KONAMI Arcade Championship（XV→輝望の刻）
2020年2月24日に全国魔法学校賢技選手権2019の決勝大会としてesports 銀座 studioで開催予定だったが、新型コロナウイルス感染症の影響により2021年3月14日に開催延期後、2021年1月に発令された緊急事態宣言が2021年3月7日まで延長されたことを受け中止となった[58]。参加者枠は8th KAC優勝者（賢神）1名、夏季・秋季・冬季の賢技スコア上位4名、通期の賢技スコア上位3名。重複・辞退の場合は通期スコアの枠に振り替え。
The 10th KONAMI Arcade Championship（輝望の刻→夢幻の鏡界）
2021年3月14日に延期していたesports 銀座 studioにて9th KACと同日開催予定だったが、10thについても一度2021年7月22日に延期され、その後再度2022年2月13日に延期となった。参加者枠はQMA輝望の刻の第3回・第4回全国大会の参加者から4名を選抜（2名欠席し、リザーバーはないため実際の参加者は2名）。延期中にバージョンが夢幻の鏡界になったため、同バージョンで決勝ラウンドを行った。ゲストは永田喜彰と山上大喜。
- ヤングウィザーズカップ
12歳から24歳の学生を対象にした大会。
  - 第1回ヤングウィザーズカップ（EVO）
    - 参加資格は2017年5月1日時点で日本の中学校・高等学校・高等専門学校・大学（放送大学含む。大学院は除く）・短期大学・専門学校・予備校などの教育機関に在籍する、2017年4月1日時点で12歳（生年月日が2005年4月1日以前）-24歳（同1993年4月2日以降）の学生。
    - 予選はトーナメント・Neo Limitedを使用する（参加者でなくてもLimitedモードはプレイ可能）。決勝は2017年10月1日に東京ミッドタウン（コナミカードゲームステーション）で行われる。ゲストは長谷優里奈（アロエ役）・永田喜彰・廣海渉（頭脳王準優勝など）。

  - 第2回ヤングウィザーズカップ（XIV）
    - 参加資格は2018年7月1日時点で日本の中学校、高等学校、高等専門学校、大学、大学院、短期大学、専門学校、通信教育、放送大学、予備校に在籍する、2018年4月1日時点で12歳（生年月日が2006年4月1日以前）-24歳（同1994年4月2日以降）の学生。
    - 2人1組で参加する。事前エントリー制だが事前の予選はなく、2018年8月24日にKONAMI内イベントスペースで全試合行われる。
    - ゲストとして水上颯、鶴崎修功（当時東京大学所属）が参加する。

DS版
特別課外授業 クイズマジックアカデミーDS TGS杯（QMADS）
2008年10月12日（日）に東京ゲームショウ2008のイベントとして開催された。この大会は1-3人のチーム戦で行われ、クイズ王の永田喜彰、桑島法子（ルキア役）・広橋涼（ユリ役）チーム、ゲーム雑誌編集部チームなども参戦した。また、QMA7でメディア役となる喜多村英梨が「電撃DS&Wii編集部チーム」として参加していた。

#### ジャンル別!クイズ力測定バトル（天の学舎）
ジャンル別で4人対戦を行うモード。
- 「Q力」の近い相手とマッチングされ、試合の結果によってQ力が増減する。
  - Q力の初期値は所属組によって決定する（最大5000）。CPUのQ力は1000で固定。
- 5形式×5問＝25問が出題される（各形式の満点は100点）。サブジャンルは出題されない。
- 1問ごとに「Excellent」「Great」「Good」（正解した場合の解答速度で判定）「Bad」（不正解）の4つの判定が行われる。
- プラチナメダル獲得条件は「全25問をGreat判定以上で正解する」。

#### 限定トーナメント
期間限定で選択可能なモード。トーナメントと同じ要領で選抜し、決勝戦で形式選択なしの12問の対決を行うモード。モード限定のランキングがある。QMA8・賢者の扉では決勝戦として4人の合計得点でジャンル別のボスキャラクターの討伐を目指すという内容だったが、QMATG以降は参加者3人の合計得点で報酬がもらえる仕組みになっている。
このモードでは予選から決勝までの対決まで特定のジャンルまたは形式のみが出題される。全国大会同様組別によるマッチングがないために問題の難易度が非常に高い。モード選択と同時にマッチングが開始され、予習回数の保証はない。PASELI使用時の復習は可能。
魔神討伐（8）
準決勝までの進行は全国オンライントーナメントと同じで予選前半戦5問→予選後半戦5問→準決勝8問→魔神戦12問。魔法石はドラゴン組準拠で、魔神戦で1位になってもプラチナメダルはもらえず、ゴールドメダルの獲得となる。進行役は各宝石の色と同じジャンルの先生。討伐回数によるランキングがある。
| 討伐魔神 | ジャンル       | 開催期間          | 開催期間                |
| 討伐魔神 | ジャンル       | 1回目（2011年）   | 2回目                   |
| -------- | -------------- | ----------------- | ----------------------- |
| 天青魔神 | アニメ&ゲーム  | 7月15日-7月17日   | 2011年11月11日-11月13日 |
| 紅玉魔神 | スポーツ       | 8月5日-8月7日     | 2011年12月2日-12月4日   |
| 翡翠魔神 | 芸能           | 8月12日-8月14日   | 2011年12月9日-12月11日  |
| 黄玉魔神 | ライフスタイル | 9月9日-9月11日    | 2012年1月6日-1月8日     |
| 琥珀魔神 | 社会           | 10月7日-10月9日   | 2012年1月13日-1月15日   |
| 瑠璃魔神 | 文系学問       | 10月14日-10月16日 | 2012年2月3日-2月5日     |
| 紫宝魔神 | 理系学問       | 11月4日-11月6日   | 2012年2月10日-2月12日   |

魔龍討伐（賢者の扉）
ROUND1（4問×2形式、100点満点）→ROUND2（4問×2形式、100点満点）→ファイナルラウンド（12問）の形式となり、全体で出題数が2問減少した。ROUND1、ROUND2では中間発表が行われない（全国オンライントーナメントの準決勝と同じ形式）。ランダムのうちサブジャンルは出題されず、ROUND1では早い者勝ちクイズが出題される場合もある。メダルはもらえず、QMA8では反映されていた正解数・連続正解数なども反映されない。進行役は魔龍のしもべであるクイス。魔神討伐同様、討伐回数によるランキングがある。
従来の金曜日から日曜日までの3日間の開催以外にも「魔龍討伐WEEK」として、1週間日替わりで異なるジャンルの魔龍討伐を行う企画も開催されている。
|      | 討伐魔龍       | 天青魔龍          | 紅玉魔龍         | 翡翠魔龍        | 黄玉魔龍          | 琥珀魔龍        | 瑠璃魔龍          | 紫宝魔龍          |
|      | ジャンル       | アニメ＆ゲーム    | スポーツ         | 芸能            | ライフスタイル    | 社会            | 文系学問          | 理系学問          |
| 日程 |                | 2012年            | 2012年           | 2012年          | 2012年            | 2012年          | 2012年            | 2012年            |
| ---- | -------------- | ----------------- | ---------------- | --------------- | ----------------- | --------------- | ----------------- | ----------------- |
| 日程 | 1回目          | 8月3日-8月5日     | 8月24日-8月26日  | 8月31日-9月2日  | 9月7日-9月9日     | 9月28日-9月30日 | 10月5日-10月7日   | 10月26日-10月28日 |
| 日程 | 討伐WEEK 1回目 | 10月29日（月）    | 10月30日（火）   | 10月31日（水）  | 11月1日（木）     | 11月2日（金）   | 11月3日（土・祝） | 11月4日（日）     |
| 日程 |                | 2012年            | 2012年           | 2012年          | 2012年            | 2013年          | 2013年            | 2013年            |
| 日程 | 2回目          | 11月23日-11月25日 | 11月30日-12月2日 | 12月7日-12月9日 | 12月28日-12月30日 | 1月4日-1月6日   | 1月11日-1月13日   | 2月1日-2月3日     |
| 日程 | 2013年         |                   |                  |                 |                   |                 |                   |                   |
| 日程 | 討伐WEEK 2回目 | 2月8日（金）      | 2月9日（土）     | 2月10日（日）   | 2月11日（月・祝） | 2月12日（火）   | 2月13日（水）     | 2月14日（木）     |
| 日程 | 3回目          | 4月19日-4月21日   | 5月10日-5月12日  | 6月7日-6月9日   | 6月28日-6月30日   | 7月5日-7月7日   | 7月26日-7月28日   | 8月2日-8月4日     |
| 日程 | 討伐WEEK 3回目 | 8月19日（月）     | 8月20日（火）    | 8月21日（水）   | 8月22日（木）     | 8月23日（金）   | 8月24日（土）     | 8月25日（日）     |
| 日程 | 4回目          | 9月6日-8日        | 9月27日-9月29日  | 10月4日-10月6日 | 10月25日-10月27日 | 11月1日-11月3日 | 11月8日-11月10日  | 11月29日-12月1日  |
| 日程 | 討伐WEEK 4回目 | 12月23日（月）    | 12月24日（火）   | 12月25日（水）  | 12月26日（木）    | 12月27日（金）  | 12月28日（土）    | 12月29日（日）    |

トーナメント・NEO Limited（TG-）
決勝まで進行は通常のトーナメント・NEOと同様で、決勝戦・順位決定戦のステージも変更されていない。正解率は反映されないが連続正解数は反映される。ジャンル限定のほかに、出題形式も限定されたトーナメント（「ノンジャンル・エフェクト」限定や「芸能/TV・映画」限定など）も開催されている。
TGでは優勝回数ランキング（決勝戦でCOMがいた分は除外）が通常とは別に集計されており、EVO以降は1プレイでの予選から決勝戦・順位決定戦の合計点（最大300点）の最高点数でランキング集計が行われている。
決勝戦および順位決定戦では画面に合計得点を示すグラフが表示され、目標点数を達成するごとに魔法石などを追加で獲得する。

#### イベント（1）
固定されたジャンルの問題（25問・100点満点）に答える。1枚のカードで最大3回まで参加可能で、その3回までの内の最高得点で争われた。優勝者には王冠が次回大会まで付与された。当初は勲章獲得は上位のみであったが、後に参加者全員に最低1個が与えられるようになった。
QMA1の大会スケジュールは以下の通り（いずれも時刻は初日の12：00から最終日の23：59）。括弧内は出題形式。
| 開催日                  | 大会名                          | 出題形式                  |
| ----------------------- | ------------------------------- | ------------------------- |
| 2003年9月15日-9月21日   | 第1回アニメ&ゲームクイズ大会    | アニメ&ゲーム・◯✕         |
| 2003年10月25日-10月31日 | 第1回スポーツクイズ大会         | スポーツ・ランダム1       |
| 2003年11月22日-11月28日 | 第1回一般知識クイズ大会         | 一般知識・ランダム2       |
| 2003年12月20日-12月24日 | 第1回アカデミーセンター試験大会 | ノンセクション・ランダム1 |
| 2004年1月24日-1月28日   | 第1回学問クイズ大会             | 学問・ランダム2           |
| 2004年3月12日-3月18日   | 第2回アニメ&ゲームクイズ大会    | アニメ&ゲーム・ランダム1  |
| 2004年3月26日-4月3日    | 第2回スポーツクイズ大会         | スポーツ・ランダム2       |
| 2004年4月29日-5月5日    | 第1回芸能クイズ大会             | 芸能・ランダム1           |
| 2004年5月21日-5月27日   | 第2回一般知識クイズ大会         | 一般知識・ランダム1       |
| 2004年6月25日-7月1日    | 第2回アカデミーセンター試験大会 | ノンセクション・ランダム1 |

### サークル活動（8-）
マッチング対象がeAMUSEMENTサイトで設定したアクティブサークルが同じメンバーに限定されるオンラインモード。QMA賢者の扉Season2以降は先にモード（協力プレー・4人（多人数）対戦）を選んでからサークルモードを選ぶ形式になった。

### サブモード

#### 購買部（4-）
「購買部」という単語はQMA1から公式サイトのページとして登場し、コナミスタイルへのリンクやQMAグッズの商品情報を掲載していた が、QMA4からはゲーム内に実装された。QMA4・5では全国オンライントーナメントモードの予習画面から選択して入店する。QMA6では全国大会・レッスンモードでも選択可能。予習を規定回数消化した後には入店できない。QMA7以降はゲームモード選択時に入店可能。シリーズ通して購買部の店員はリエルが担当している。
学内の通貨「マジカ」（1プレイごとにゲーム終了時支給される。支給額は組分けなどを参照）で買い物をし、ちびキャラクターの服装をカスタマイズできる。クイズそのものへの利点はない。後に携帯電話サイトにも同様の機能が用意された（QMA4のみ）。また挨拶コメントの変更やキャラクターの着替えも、購買部に設けられた更衣室（QMA5以降はマイルーム）で行う。
アイテムは服装、頭部アクセサリー、アクセサリーI（手に持つ）、アクセサリーII（顔につける等）、挨拶コメント、マジックエッグ、ペット用品（孵化させるためのマナ、孵化後の餌、アクセサリーなど）などがある。QMA7以降、頭部が頭、目、耳、顔全体など、手用アクセサリーが右手、左手などに細分化された。また非売品アイテムがあり、限定e-AMUSEMENT PASSを使用してプレーすると入手できるもの、全国大会で成績優秀者に授与されるもの、特定のゲームセンター系列店舗でプレーすると入手できるものなどがある。挨拶コメントは定型文・単語を購入し、それを12文字（QMA8までは10文字）以内で組み合わせることが出来る。
eAMUSEMENTサイト（QMA5-7はe-AMUSEMENT PASSメンバーズサイト）では限定商品を含む一部アイテムを有料で購入するサービスがあり、このサービスを利用するためにはPASELIのチャージが必要である。QMA7稼働中の2010年4月26日からPASELIで販売されているアイテムをゲーム機で購入できるようになった。

##### クエスト（5・6）
QMA5・6ではクエストが導入された（前述の昇級試験とは別物）。
- QMA5のクエストは自分で購入した条件（例：予選3回戦までの合計点が200点以上、連続正解15問以上）をクリアするとアイテムやマジカが獲得できる。なお、クエストによっては続き物になっているクエストがあり、最初のものをクリアすると次の段階のものを購入することが可能になる。
- QMA6では生徒クエスト（依頼されたキャラを15プレイ以内に最低3人負かす（COMを除く））と先生クエスト（担当科目の実力テストでSランクを1回達成。ミランダのみ科目問わず実力テストでAランク以上を3回達成）のシステムになった。クエストをクリアすると1枚絵とそれに関連するストーリーが見られる。

QMADSシリーズのアカデミーモードでもクエストが存在するが、このクエストはクイズに挑戦しないでイベントを見るだけでクリアできるものもある。

#### 個人情報閲覧（2-4）・マイルーム（5-）
QMA2-4では全国オンライントーナメントの予習時に個人情報閲覧を選んで予習回数を消費することで各ジャンル・各形式の正解率の閲覧、挨拶コメントの編集、QMA3以降の進行役の先生の切り替えなどができた。
QMA5からは購買部との切り替えが可能になり、アイテムの着替えなどもマイルームで行うようになった。QMA7以降は購買部同様ゲームモード選択時に選択可能。

##### クマフィー（7-天の学舎）
QMA7以降は、前述のクエストの代わりにある条件（階級・組・キャラ・決勝進出など）をクリアすると「クマフィー」（熊の形をしたトロフィー・“ク”イズ“マ”ジックアカデミーに因んで命名）が自動的に付与される制度（金・銀・銅・虹の4種類あり、付与される色は難易度によって異なる）が導入された。マイルームで獲得条件とともに閲覧できる。
QMA7では虹色のクマフィーを獲得すると階級・魔法石とは別にストーリーが進むようになっており、QMA2・3を除きゲームの節目となっていた賢者昇格時のストーリーイベントはなくなった（QMA8以降復活）。クマフィーはQMA8以降も導入されているが、QMA7と比べると数は大幅に減少し、特に金・虹のクマフィーを獲得する難易度が高くなっている。

##### 通り名（天の学舎-）
クマフィー同様、特定の条件を満たすと、通り名が与えられ、その中から1つを選んでキャラクター情報として表示させられる。通り名の種類はクマフィーよりも多く、クマフィーと獲得条件が同等のものもある。

#### Qメダル交換所（XIV-）
XIVで追加されたマジカとは別に貯まる通貨「Qメダル」をアイテムと交換できる。交換できるものにはカスタマイズアイテム・サブモニター壁紙・チャットスタンプ・リコード・専用通り名などがある。XIVではモードセレクト画面から直接交換していたが、XVでは購買部とは別のカテゴリとして利用可能。
条件によって交換出来るアイテムのQメダルの枚数が変化する場合があり、開催中の検定クイズのチャットスタンプやサブモニター壁紙は、通常はそれぞれ8枚で交換出来るが、チャットスタンプはSランク、壁紙はSSランクに到達すると、それぞれ1枚で交換する事が出来る。

### 過去に存在したゲームモード

#### 放課後ガチバトル（1）
2004年2月のバージョン更新で追加された、全国のプレイヤーとオンラインで対戦するモード。マジックエッグ（後述）を既に孵化させているプレイヤーが参加でき、階級に関係なく4人のプレイヤーが集められ、足りない場合はCOMが入る。
1-3回戦まであり、トーナメントの出題ジャンル・形式（出題される形式の組み合わせはホストプレイヤーの階級に依存）とメンバー発表後にオッズが表示され、プレイヤーは自分の持っている勲章から任意の数（1-5個）を賭ける。1戦につき8問出題され、毎回最下位となったプレイヤー1人が脱落する（指導室に呼ばれる演出）。3回戦の優勝者だけがベット数×（オッズ-1）個（端数切捨て）の勲章を獲得し、脱落したプレイヤーはベットした数だけ勲章を没収される。なおバトル開始前に自習を行う（システムは予習と同じ）。このモードでの優勝も優勝回数にカウントされた。モード進行および自習担当はミランダ。

#### 個人授業（3）
1人プレイ専用モード。規定の問題数（6問×最大5セット）をプレイする。規定の点数をクリアできれば継続プレイが可能（最高プレイ回数は階級に従い増える）。プレイ終了後に解答までにかかった時間が表示される。5セットをクリアするまでのタイムを競うタイムアタックランキングがあり、上位者のタイムがセンターモニターで発表される（不正解の問題は20秒扱い）。
このモードで一定の条件を満たす（メーターを満杯にする）と、該当ジャンルの教員を進行役に選択できる。ノンジャンル問題の場合、ミランダが進行役として選べる。
QMA4以降はこのモードがなくなり、1科目において予習の出題ジャンル（ジャンルの数は不問）の難易度を示す★の合計が特定個数に達した時に、該当科目の教員を選択可能になる。ミランダは全ジャンルで★の合計が特定個数になると選べる。

#### レッスン（6）
1人用モード。予習や購買部モードなどを利用した後、実力テストとしてランダムクイズに挑戦する。実力テストは18問。選べるテーマは賢者に昇格した場合に決勝で選べるサブジャンル（ジャンルごとにさらに分類されたジャンル）と実力テスト専用のテーマで、ジャンル全般が出題範囲となるランダムクイズは選べない。
検定試験モードと同様結果に応じてランク（Bランク：573点、Aランク：1000点、Sランク：1800点）と魔法石と25マジカが付与される。各テーマの上位100名がセンターモニターおよびe-AMUSEMENT PASSメンバーズサイトで公開されていた（集計期間に区切りはなく、オンラインサービス終了日まで集計された）。
|                | 配信日                 | 配信日         | 配信日       |
| ジャンル       | 2009年3月11日          | 2009年6月1日   | 2009年8月3日 |
| -------------- | ---------------------- | -------------- | ------------ |
| ノンジャンル   | 2000年代 90年代 80年代 | 昭和           | 江戸時代     |
| アニメ&ゲーム  |                        | ロボットアニメ | 少年漫画     |
| スポーツ       |                        | 競馬           | 五輪         |
| 芸能           |                        | お笑い         | ロック       |
| ライフスタイル |                        | ファッション   | パソコン     |
| 社会           |                        | トレイン       | 世界遺産     |
| 文系学問       |                        | 戦国時代       | 漢字         |
| 理系学問       |                        | アニマル       | 宇宙・天文   |

#### アカデミーアドベンチャー（賢者の扉）
2012年10月9日のアップデートで追加された1人用モード。4枚のカードを使って双六状のフィールドを進み、ゴールを目指す。カードを使いきった場合はクレジットを消費することで4枚カードを補充できる。
移動するためにはクイズ（基本的に最大6問）に答えてモンスターを倒す（目標点を超える）必要がある。マス目によって出題されるジャンルは決まっているが、教師が描かれているカードを使うと、教師の担当ジャンルが優先される。キャラクターのフキダシがついているマスに止まると、そのキャラクターによるイベントが発生する。
ゴールした場合、道中の行動によってGood・Normal・Badとエンディングの評価が分かれる。この評価とクイズの成績に応じて、魔法石・マジカを獲得する。途中で終了した場合でも、クイズの成績に応じた分の魔法石・マジカは獲得できる。

## 階級
シリーズを通して階級制度（段級位制）が採用されている。階級は修練生、魔術士、魔導士を経て賢者となり、プレイヤーはこの賢者になることを目的としてゲームをプレイする。階級の昇格・昇級は、全国オンライントーナメントモードをはじめとする各種モードのプレイ結果に応じて獲得する勲章（QMA1）、EXポイント（QMA2-3）、魔法石（QMA4-）によって行われる（実質的には全シリーズで経験値制といえる）。また、所属組などによる昇格・昇級への制限が加わることもある。
魔法石（4-）
現行で採用されている階級システム。
プレイ終了時の成績に応じて魔法石を獲得し、この獲得総数によって階級が上昇する。
順位は最終成績で決定されるため、前のラウンドまでで好成績を取っていたとしても負けたときの順位が低順位だった場合は、獲得できる魔法石の数も少なくなる（QMA8以降は予選・準決勝の1位にボーナス魔法石が配布される）。
昇格に必要な魔法石の数はQMA4からQMA6にかけて段階的に増やされた。QMA5からQMA6では昇格試験の廃止を考慮してか、さらに一回あたりに獲得できる魔法石の数が減らされ、相対的に昇格に必要なプレイ数が増加したが、QMA7では昇格に必要な魔法石が減らされた。
QMA8以降はボーナス制度が導入され、予選、準決勝1位通過の場合は魔法石のボーナス（個数は組によって異なる）が支給された。QMA賢者の扉では「ミノタウロス杯ハイクラス」以上のトーナメントで一定の割合の魔法石ボーナスが、全国大会でもプレイ結果によってボーナスが支給される。
全国大会・検定試験・レッスン・協力プレー等店内対戦以外のモードでも獲得できる。
獲得した魔法石が減らされることは無いため、単純にプレイ回数を重ねるほど上位階級へ進級できるようになっている（ただしQMA3と同様、同順位で並ぶなどした場合の判断材料とされる）。また、QMA4以降は階級によって出題される問題の変化やマッチングへの影響もなくなった（所属クラス・参加リーグで決定される）ため、階級は獲得した魔法石数で決定されるレベルという意味合いに近くなっている。
QMA4-天の学舎のトーナメント・全国大会での魔法石
自分より順位が下になった参加者の階級に応じて（COMプレイヤーは階級に関わらず魔法石1個）予選敗退したり最下位（16位）になっても魔法石の没収はない。
途中で回線が切断された場合、名前はそのままで最後までCOMが対戦を引き継ぐ（他の参加者からは切断された参加者が、切断された側からは残りの全員がCOMとなる）。この場合、前のラウンドまでで予選落ちなどで勝利が確定した相手がいれば通常の魔法石支給となるが、COM化されたラウンド以降に破った相手は全てCOM扱いとなり魔法石は1人1個しか手に入らない（例えば、自分がQMA5以前の予選2回戦途中で切断された場合、予選2回戦以降で勝利した相手はCOM扱い）。
QMA5以降の全国大会では補正がかかり、全国オンライントーナメントで同じ階級のプレイヤーを負かした時より獲得できる魔法石の数より多い。
全国大会の称号（賢神・賢帝・賢王・（QMA8より）賢将）は、QMA4では魔法石支給は本来の階級として扱われた。しかし、QMA5以降では称号を名乗っている間は、たとえ本来の階級が修練生であっても称号としての支給数が設定されるようになり、名実共に宝石（または宝石天・宝石大天）賢者より格上として扱われるようになった。
QMA暁の鐘のトーナメントでの魔法石
自分より下位になったプレーヤーの階級およびCOMプレイヤーか否かに関係なく、順位とリーグによって獲得魔法石数が固定されている。予選最下位（8位）で敗退した場合でも魔法石を獲得できる。
予選・準決勝1位ボーナスのほか、決勝で与えたダメージ数や相手のHPを0にして勝ったかどうかでボーナスを獲得する。
QMATG以降の魔法石
トーナメントの基本魔法石獲得数はQMA暁の鐘同様、順位とリーグに依存する。予選・準決勝1位ボーナスもあり。
全モード共通で正解した問題の難易度によるボーナスと満点正解ボーナス（各形式ごとに定められた減点ボーダーまでに正解）・3問連続正解ボーナス（6問連続以降も3問連続ごとに獲得）が加算される。
QMAリウムでは課金アイテムとして登場しており、生徒のレベルは経験値によってアップするため関係がない。
ベル（暁の鐘）
ある階級から次の階級に昇格するための魔法石を溜め、次の階級に昇格する際に必要となるアイテムで、ベルを消費することで次の階級に昇格する。昇格できなくても魔法石は増えてゆく。プラチナ・ゴールド・シルバー・ブロンズと各ジャンルに対応した宝石ベルがあり、トーナメントで優勝・上位入賞する、検定試験で高得点を獲得するなどして獲得できる。
昇格に必要なベルは階級ごとに異なる。また、ゴールドベルなら○個、シルバーベルなら○○個といったように複数の昇格パターンが用意されている階級もあり、どれか1つを選べば昇格できる（全パターンのベルを揃える必要はない）。
ベルはマジック☆コロシアムのジョブレベルアップにも使用される。QMATGでは魔導書となり、ジョブレベルアップに用途が限定された。
プラチナメダル（7-天の学舎）
QMA5以降はドラゴン組の優勝者にのみ通常のゴールドメダルでなく「プラチナメダル」が支給され、優勝回数のランキングもドラゴン組の優勝のみが集計対象となった。QMA5,6では階級に影響のあるものではなかったが、QMA7以降に登場した宝石天賢者は、宝石賢者の条件を満たした上で、プラチナメダルを規定数（QMA7：500→QMA8：300→QMA賢者の扉以降：400）集める必要がある。従って、魔法石を集めるだけでは宝石天賢者にはなれない。逆に、宝石賢者になる時点で既にプラチナメダルの条件を満たしていると、即座に宝石天賢者となる。QMA賢者の扉Season2では宝石大天賢者が追加された。必要プラチナメダルは500枚。
QMA5・6ではドラゴン組の優勝回数とプラチナメダルの枚数は必ず同じだったが、QMA7以降は、プラチナメダル獲得条件および優勝回数ランキングの集計対象にさらに「決勝に残った4人がCOMでない（QMA5の黄金・白金賢者昇格試験の課題と同じ条件）」ことが加わった。また、協力プレー、全国大会などのイベントでもプラチナメダルが獲得できるようになった（2010年6月のアップデート以降）ため、ランキングの対象となる優勝回数とプラチナメダルの枚数は必ずしも一致しない。QMA賢者の扉Season1では、優勝回数ランキングの集計対象が「ドラゴン杯ハイクラス」のみに限定され、さらに条件が厳しくなった（#組分け参照）。Season2以降は竜王記念の発生の有無は問われない。
QMA暁の鐘ではメダル制度は廃止され、ベル制度に移行した。優勝回数ランキングはドラゴンリーグの対人戦（決勝）優勝回数となっている。
勲章（1）
QMA1にのみ採用。トーナメントに上位入賞した際に授与され、所持数によって階級が決定する。全国オンライントーナメント優勝で3個、2位は2個、3位は1個授与される。イベントの参加賞や上位入賞の特典・放課後ガチバトルの配当としても獲得できる。
没収も存在し、中級魔術士になると1回戦敗退は1個、上級魔術士は2回戦までの敗退で1個、大魔導士以上は1回戦敗退で2個、2回戦敗退で1個没収される。従って降級・降格もある。また放課後ガチバトルで脱落した場合、階級にかかわらず最大5個没収される。そのため修練生まで降格する場合もある。
QMA1で獲得した勲章数はQMA2でも閲覧できた。
QMA5・7では全国大会のスコアとして勲章が与えられるが、階級の指標となるわけではない。
EXポイント（2-3）
ゲーム中では経験値とも呼ばれている。QMA2・QMA3で採用。1プレイごとに獲得した得点や対戦人数により割り出されたEXポイントによって昇級が行われる。全国オンライントーナメント以外のモードでは変動しない。魔法石や勲章と違い数字として明示されるものではない。
全国オンライントーナメントでの対戦者の人数・相手の階級によって獲得値が変わり、人数が多いトーナメントで自分より階級が高い相手に勝つと多く貰える。
QMA2では2005年4月13日のアップデート以降、大賢者以上では0点をとった場合以外でも1・2回戦落ちでEXポイントが減少することもあった（QMA3ではEXポイントの減少はない）。

### 階級詳細

#### QMA1-暁の鐘の階級
各階級は10段階に区分されており、大魔導士までは10級-1級、賢者以降は初段-十段（QMA3以降。作品によっては拾段などと大字で表記）で区分される(段級位制)。階級は各シリーズによって追加・変更がされているが、名称はシリーズで一貫している。
|               | QMA1初期   | QMA1アップデート - QMA2 | QMA3       | QMA4 - 6   | QMA7 - 賢者の扉 Season1 | 賢者の扉 Season2- 天の学舎 | 暁の鐘     |
| ------------- | ---------- | ----------------------- | ---------- | ---------- | ----------------------- | -------------------------- | ---------- |
| 宝石賢者      | 大賢者     | 金剛賢者                | 大賢者     | 宝石賢者   | 宝石天賢者              | 宝石大天賢者               | 宝石賢者   |
| 宝石賢者      | 大賢者     | 金剛賢者                | 大賢者     | 宝石賢者   | 宝石天賢者              | 宝石天賢者                 | 宝石賢者   |
| 宝石賢者      | 大賢者     | 金剛賢者                | 大賢者     | 宝石賢者   | 宝石賢者                |                            | 宝石賢者   |
| 金属賢者      | 大賢者     | 白金賢者                | 大賢者     | 白金賢者   | 白金賢者                | 白金賢者                   | 白金賢者   |
| 金属賢者      | 大賢者     | 黄金賢者                | 大賢者     | 黄金賢者   | 黄金賢者                | 黄金賢者                   | 黄金賢者   |
| 金属賢者      | 大賢者     | 白銀賢者                | 大賢者     | 白銀賢者   | 白銀賢者                | 白銀賢者                   | 白銀賢者   |
| 金属賢者      | 大賢者     | 青銅賢者                | 大賢者     | 青銅賢者   | 青銅賢者                | 青銅賢者                   | 青銅賢者   |
| 大賢者        | 大賢者     | 大賢者                  | 大賢者     | 大賢者     | 大賢者                  | 大賢者                     | 大賢者     |
| 賢者          | 賢者       | 賢者                    | 賢者       | 賢者       | 賢者                    | 賢者                       | 賢者       |
| 魔導士        | 大魔導士   | 大魔導士                | 大魔導士   | 大魔導士   | 大魔導士                | 大魔導士                   | 大魔導士   |
| 魔導士        | 大魔導士   | 大魔導士                | 大魔導士   | 魔導士     |                         |                            |            |
| 魔術士 修練生 | 上級魔術士 | 上級魔術士              | 上級魔術士 | 上級魔術士 | 上級魔術士              | 上級魔術士                 | 上級魔術士 |
| 魔術士 修練生 | 中級魔術士 | 中級魔術士              | 中級魔術士 | 中級魔術士 | 中級魔術士              | 中級魔術士                 | 中級魔術士 |
| 魔術士 修練生 | 初級魔術士 | 初級魔術士              | 初級魔術士 | 初級魔術士 | 初級魔術士              | 初級魔術士                 | 初級魔術士 |
| 魔術士 修練生 | 修練生     | 修練生                  | 修練生     | 見習魔術士 | 見習魔術士              | 見習魔術士                 | 見習魔術士 |
| 魔術士 修練生 | 修練生     | 修練生                  | 修練生     | 修練生     |                         |                            |            |
| 体験 入学     | 修練生     | 修練生                  | 修練生     | 体験入学生 | 体験入学生              | 体験入学生                 | 体験入学生 |

QMA2以前の最高階級は金剛賢者で固定されていたが、QMA4以降は白金賢者から昇格する際、各プレイヤーのプレイ状況（決勝戦時などのクイズジャンル選択）に応じて金剛賢者・天青賢者・紅玉賢者・翡翠賢者・黄玉賢者・琥珀賢者・瑠璃賢者・紫宝賢者となる。QMA7では2010年6月のアップデートで宝石賢者にも段位が追加され、プラチナメダルを規程枚数獲得すると昇段する。一定数集めると上位階級の宝石天賢者・宝石大天賢者（QMA賢者の扉Season2で追加）になる。宝石賢者・宝石天賢者・宝石大天賢者は8種類の賢者の総称である。
転生
QMA賢者の扉Season2及び天の学舎では、宝石賢者に到達したプレイヤーは転生を行うことができる。転生を行わずにプレイを継続することも可能。転生すると以下のような効果がある。
- 転生章（転生回数によってデザインが変化）が授与され、階級とともに表示される。また、立ち絵・ちびキャラ両方にオーラがつく。
- 転生ごとに1回だけキャラクターおよび名前を変更できる。
- 階級・プラチナメダル数がリセットされる。転生後の初期魔法石数はプラチナメダルの所持数に応じて決定される。
  - 通算獲得魔法石数、ゴールド・シルバー・ブロンズメダルはリセットされない。
- 魔法石、プラチナメダルが多く獲得できる。

#### 昇格試験（5）
QMA5のみ導入された階級昇格に関する制限。その階級の最高位で魔法石が埋まった状態になると、従来のシリーズでは自動的に次の階級へ昇格できた（QMA3では、途中の階級から一定以上の組にいる必要があった）が、QMA5では「全国オンライントーナメントで優勝する」などの階級ごとに設定された一定の課題をクリアしなければ昇格することができない。課題は階級が高くなるほどにクリアが難しくなり、大賢者昇格への試験以降は最上級のドラゴン組で条件を達成しなければクリアとならない。試験が課されている間は、課題をクリアできるまで検定試験・全国大会のプレイでも魔法石が一切支給されなかった。
なお、QMA暁の鐘では昇格できない場合でも魔法石自体はストックされるので、昇格した時点で溜まっていた魔法石に応じて階級が上がる。

### QMATG以降の階級
従来の段・級位制に代わり、「Qレベル」が導入された。獲得魔法石の個数によってレベルが上昇し、そのレベルに応じた階級名となる。
|            | Qレベル      | QMA TG           | QMA EVO以降      |
| ---------- | ------------ | ---------------- | ---------------- |
| 宝石天賢者 | Lv145～      | 宝石賢者・天     | 宝石天賢者・熊   |
| 宝石天賢者 | Lv140～144   | 宝石賢者・天     | 宝石天賢者・神   |
| 宝石天賢者 | Lv135～139   | 宝石賢者・天     | 宝石天賢者・龍   |
| 宝石天賢者 | Lv130～134   | 宝石賢者・天     | 宝石天賢者・帝   |
| 宝石天賢者 | Lv125～135   | 宝石賢者・天     | 宝石天賢者・王   |
| 宝石賢者   | Lv120～124   | 宝石賢者・天     | 宝石賢者・天     |
| 宝石賢者   | Lv115～119   | 宝石賢者・極     | 宝石賢者・極     |
| 宝石賢者   | Lv110～114   | 宝石賢者・真     | 宝石賢者・真     |
| 宝石賢者   | Lv105～109   | 宝石賢者・煌     | 宝石賢者・煌     |
| 宝石賢者   | Lv100～104   | 宝石賢者         | 宝石賢者         |
| 金属賢者   | Lv95～99     | 白金大賢者       | 白金大賢者       |
| 金属賢者   | Lv90～94     | 白金賢者         | 白金賢者         |
| 金属賢者   | Lv85～89     | 黄金大賢者       | 黄金大賢者       |
| 金属賢者   | Lv80～84     | 黄金賢者         | 黄金賢者         |
| 金属賢者   | Lv75～79     | 白銀大賢者       | 白銀大賢者       |
| 金属賢者   | Lv70～74     | 白銀賢者         | 白銀賢者         |
| 金属賢者   | Lv65～69     | 青銅大賢者       | 青銅大賢者       |
| 金属賢者   | Lv60～64     | 青銅賢者         | 青銅賢者         |
| 大賢者     | Lv55～59     | 大賢者           | 大賢者           |
| 賢者       | Lv50～54     | 賢者             | 賢者             |
| 魔導士     | Lv45～49     | 上級魔導士       | 上級魔導士       |
| 魔導士     | Lv40~44      | 中級魔導士       | 中級魔導士       |
| 魔導士     | Lv35~39      | 初級魔導士       | 初級魔導士       |
| 魔術士     | Lv30～34     | 上級魔術士       | 上級魔術士       |
| 魔術士     | Lv25～29     | 中級魔術士       | 中級魔術士       |
| 魔術士     | Lv20～24     | 初級魔術士       | 初級魔術士       |
| 魔法使い   | Lv15～19     | 上級魔法使い     | 上級魔法使い     |
| 魔法使い   | Lv10～14     | 中級魔法使い     | 中級魔法使い     |
| 魔法使い   | Lv7～9       | 初級魔法使い     | 初級魔法使い     |
| 魔法使い   | Lv4～6       | 新人魔法使い     | 新人魔法使い     |
| 魔法使い   | Lv1～3       | ひよっこ魔法使い | ひよっこ魔法使い |
| 体験 入学  | 一日魔法使い | 一日魔法使い     | 一日魔法使い     |

## 組分け
QMA3以降（暁の鐘を除く）は全国オンライントーナメントの対戦相手のマッチングは同じ組に所属するプレイヤーの中から選ばれる。最近の対戦経歴を基準に組分けするため、QMA2以前にはなかった違う階級同士の対戦が行われる。また、e-AMUSEMENT PASSありのプレイヤーと無しのプレイヤー（QMA3までは修練生扱い。QMA4以降は「体験入学生」として階級上も分離）は、QMA天の学舎までは組の名前が同じでも互いに対戦することはなかった。しかし、QMA暁の鐘では体験入学生と通常の生徒が対戦する可能性がある。
組の名前にはフェアリー、ユニコーン、ガーゴイル、ミノタウロス、フェニックス、ドラゴンなどのファンタジーに登場する想像上の生物からつけられており、作品ごとに組の数や名前は変化している。組の変化は過去数戦のトーナメントの成績の平均値によって行われ、昇格基準以上ならば1段階上のクラス、逆に降格基準以下ならば1段階下のクラスに変更される（QMA8まで）。
下位の組では、COM（コンピュータが操作するキャラクター）の固定枠を設けており、設定された人数のCOMが必ず入る。COMは、作品・組により差はあるがかなり弱いため、難易度調整の役目も果たしている。人間が不足した場合にもCOMが穴埋めとして入るため、時間帯によっては上位の組でもCOMが多く入ることもある。また、回線が切断された場合も、名前はそのままでCOMが対戦を引き継ぐ。上位の組になるほど、COMの固定枠が少なくなり（QMA3ではケルベロス組、QMA4ではグリフォン組、QMA5以降はミノタウロス組以上だと無くなる。QMA6では稼働初期のみ全ての組でCOM枠が無くなった）、成績を保つのが難しくなるが、その分魔法石は多く獲得できる。また、難問が出やすくなり、複雑な出題形式が増える。全ての出題形式が揃うのは、QMA3ではペガサス組以上、QMA4・QMA6ではフェニックス組以上、QMA5ではドラゴン組のみ、QMA7ではユニコーン組以上、QMA8ではガーゴイル組以上になる。
QMA4以降のトーナメント終了時に支給される購買部専用の通貨「マジカ」の額はトーナメント開始前の所属組によって決定され、上位の組にいるほど獲得額が多くなる（イベントやPASELIでプレミアムプレー時には増量される）。
新作に移行した場合、組はリセットされるが、前作から継続プレイするプレイヤーには、基本的に最初から新規プレイヤーよりも上のクラスに所属できる措置がとられる。

### QMA3の組分け
最近5戦の獲得点（予選1回戦から決勝までの合計点。途中で敗退した場合は以降の点数は0点として扱う）の平均による得点ランク（S/A/B/C）によって変動する。下位の組ではCOMが多いが、上位の組になるに従いCOMの数は減少する。稼働した最上組のケルベロス組では、完全に対人のみになることもあった。ただし、ケルベロス組の昇格条件はかなり厳しく、ふるいに掛けられた強豪が集結した反面、実際には人数不足でCOMが入ることが多かった。
本作にのみ階級によって所属クラスに制限があり、階級に応じた適性組という概念があり、昇格に必要なEXポイントに達しても、その時点で下の表に記述されている最低組以上の組に所属していないとEXポイントがもらえない（カンスト）。カンスト状態を脱するには、最低組以上に昇格する必要がある。一度昇格すればその後に組落ちしても降格することもなければカンストすることもない（稼働初期は、カンスト状態で最低組に達した後もすぐには昇格せずもう1戦を行い組を維持する必要があったが、後日のアップデート後は、最低組に達すると即座に昇格するようになった）。
ランキングの指標となるスクールポイントの獲得条件は組に関わらず一律であり、高難易度のケルベロス組で優勝しても、低難易度のフェアリー組で優勝するのと同じ仕様であった。その為、上記のカンスト制度を逆手に利用し、点数操作を行い意図的に低難易度の組に所属をし続けるという手段を取ることも可能であった。
| クラス名     | 所属可能条件                                                  | COM枠    | 備考                                                  |
| ------------ | ------------------------------------------------------------- | -------- | ----------------------------------------------------- |
| ゴーレム組   | （不明）                                                      | （不明） | 結局、このクラス含む残りの3-4クラスは稼動しなかった。 |
| ケルベロス組 | 大賢者・賢者：A以上 大魔導士：S                               | なし     | 稼動されたクラスの中では最高位。                      |
| ペガサス組   | 大賢者・賢者：B 大魔導士：A 上級魔術士：S                     | 2        | 賢者に昇格する際の最低組                              |
| ユニコーン組 | 大賢者・賢者：C 大魔導士：B 上級魔術士：A 中級魔術士：S       | 2        | 大魔術士に昇格する際の最低組                          |
| エルフ組     | 大魔導士：C 上級魔術士：B 中級魔術士：A 初級魔術士・修練生：S | 4        | 上級魔術士に昇格する際の最低組                        |
| ホビット組   | 上級魔術士：C 中級魔術士：B 初級魔術士・修練生：A             | 6        | 中級魔術士に昇格する際の最低組                        |
| フェアリー組 | 中級魔術士：C 初級魔術士・修練生：B以下                       | 8        | 一番下のクラス。カードなしはこの組で固定。            |

| 最近5戦の平均点 | ランク |
| --------------- | ------ |
| 300-400点       | S      |
| 200-299点       | A      |
| 100-199点       | B      |
| 0-99点          | C      |

### QMA4の組分け
QMA4では、得点ランクではなく最近5戦の順位の平均によってクラスが変化する基準になった。平均3位以上で1段階上のクラスに上がり、11位以下で1段階下のクラスに落ちる。階級によって、組昇降の条件が変わることはない。
- - 平均は小数点以下切り捨てで計算する[注 44]（QMA5以降も同様）ため、降格ラインは過去5戦の順位の数値の合計が55以上、昇格ラインは同19以下となる。

2007年2月28日のアップデート以前は、最近10戦（昇格直後は最低5戦）の順位の平均によってクラスが変化し、平均3位以上（合計39以下）で1段階上のクラスに上がり、13位以下（合計130以上）で1段階下のクラスに落ちた。アップデート後初めてのプレイでは昇降格は留保され、その次で初めて反映される。
新規プレイ時はピクシー組から、QMA3からデータを引き継いだ場合はユニコーン組からのスタートになる。ただし、セイレーン組からピクシー組へ、ユニコーン組からセイレーン組への降格は発生しない。クラスの移動が起こった時点で順位の平均はリセットされる。
「優勝」か「予選で100点」を達成すると5戦プレイする前でも無条件で1段階上に昇格となる（順位平均では降格基準に達した場合も、昇格が優先される。ドラゴン組所属の場合は、現在の組に残留する）。
グリフォン組以上にはCOM枠が無く、QMA3に比べ、全員人間による対戦の機会が飛躍的に増した。
QMA3に比べ、組昇格の条件がかなり甘くなった。上位の組であっても、深夜等人間が不足する時間帯でCOMが多めに入り、運良く得意な科目が出題されれば、それなりの確率で優勝して昇進できる。それゆえに上位の組に行くほど1段階下（上）の組との難度の差が大きくなった。特にフェニックスとドラゴンの差は大きかった為、上記脚注にあるアップデートで降格条件が厳しくなった。
今作から、名前・点数表示のバックの紋章の上部に組を表す想像上の動物が表示されるようになった。また、地図には組の想像上の動物が描かれているが、セイレーンは人魚として描かれている。
| クラス名       | 支給マジカ | COM枠 | 備考                                                                       |
| -------------- | ---------- | ----- | -------------------------------------------------------------------------- |
| ドラゴン組     | 25         | なし  | 最上位クラス。                                                             |
| フェニックス組 | 18         | なし  |                                                                            |
| サイクロプス組 | 14         | なし  |                                                                            |
| ケルベロス組   | 14         | なし  |                                                                            |
| グリフォン組   | 12         | なし  |                                                                            |
| ユニコーン組   | 12         | 4     | QMA3から引継ぎ時はここからスタート。この組からセイレーン組への降格はない。 |
| セイレーン組   | 9-12       | 8     | この組からピクシー組への降格はない。                                       |
| ピクシー組     | 10         | 8     | 新規プレイ時はここからスタート。カードなしはこの組で固定。                 |

### QMA5-8の組分け
QMA5-8はQMA4に準じた方式を採用しているが、判定基準となる順位の平均が最近3戦に変更された。平均4位以上（合計14以下）で1段階上のクラスに上がり、11位以下（合計33以上）で1段階下のクラスに落ちる。また、優勝・100点による即昇格が無くなり、全体的にQMA4より厳しく調整された。
ドラゴン組のみ支給される魔法石の数が他の組の1.5倍（各人に対して計算。端数切捨て）になる。
ガーゴイル組からユニコーン組への降格（2009年4月27日アップデート以前）、およびユニコーン組からフェアリー組への降格は発生しない。
- - 新規プレイ時はフェアリー組から開始するが、2010年4月26日のアップデート以降、入学案内（チュートリアル）を省略した場合には、ガーゴイル組からのスタートになる。
  - データ引き継ぎ時は以下のように所属組が決まる。
    - QMA4→QMA5,QMA5→QMA6（2009年4月27日アップデート以前）のデータ引き継ぎの場合はガーゴイル組からのスタート。
    - QMA7,8のロケテストのプレイデータのみを製品版へ引き継ぐ場合は、ガーゴイル組からのスタート。
    - QMA5→QMA6（2009年4月27日アップデート以降）のデータ引き継ぎの場合はユニコーン組からのスタート。
    - QMA6→QMA7以降は前作からの引き継ぎ時の組の扱いが変更され、前作で最後に所属した組に編入されるようになった。また、（組分けとは直接関係ないが）引き継ぎの際にキャラクターの変更が可能となり、新キャラクターに乗り換える目的であえて新規プレイを始める必要性が減った。そのため、新規稼働直後に、下位組で初心者が上級者と対戦する事例は少なくなった。

各作品独自の仕様
- - QMA5では階級昇格の条件にクラスが復活したが、QMA3のように、階級によってクラス変動の条件が変わることはない（例えば「ミノタウロス組以上で優勝」が階級昇格の条件の場合、その時点でフェニックス組にいようがドラゴン組にいようがその組で優勝することが条件になる）。
  - QMA6では 2009年4月27日のアップデート以前はガーゴイル組からユニコーン組への降格も発生せず、QMA5からデータを引き継いだ場合、ガーゴイル組からスタートしていた。また、QMA6の稼動当初は下位組にあったCOMの固定枠が無くなり、全ての組で全員対人になる可能性があったが、2009年4月27日のアップデートでガーゴイル組以下の対戦人数などが調整された。2009年4月27日に変更されたQMA6の組分けの仕様は下記の通り。
    - QMA5→QMA6のデータ引き継ぎ時はユニコーン組からのスタート。
    - ユニコーン組への降格の発生（QMA7以降も適用）。
    - ガーゴイル組以下の対戦にCOMの固定枠の発生。

  - QMA7ではドラゴン組に関して、2010年4月26日のアップデート以前は、QMA6のドラゴン組から引き継いだ、あるいはフェニックス組からドラゴン組に昇格した後の3戦は、同じく過去3戦以内にドラゴン組に入った人としかマッチングしないようになっていた（明示はされない）。2010年4月26日のアップデート以降では、通常の組昇格条件に相当する3戦で平均4位以上の順位を取ると同じく条件を満たしたプレイヤーとの対戦になる。最初に所属するグループは事実上の最上位組ではないが、同じドラゴン組の扱いなので（決勝戦でCOM無しの場合）優勝すればプラチナメダルを獲得できる。

| クラス名       | 支給マジカ                      | COM枠          | ボーナス 魔法石（8） | 備考 |
| -------------- | ------------------------------- | -------------- | -------------------- | --- |
| ドラゴン組     | 25                              | なし           | 9                    | 最上位クラス。獲得魔法石が1.5倍（各プレイヤーに対して切捨て）。 優勝でプラチナメダル獲得（QMA7以降は4人全員HUMであること）。 |
| フェニックス組 | 20                              | なし           | 5                    | |
| ミノタウロス組 | 16                              | なし           | 4                    | |
| ガーゴイル組   | 14                              | 4（5） 6（6-） | 3                    | 以下の場合はこの組からスタート。 1. QMA5,6（アップデート以前）で前作から引き継いだ。 2. QMA7,8ロケテスト版新規カードから製品版に引継いだ。 3. QMA7（アップデート以降）,8の新規プレイ時にチュートリアルを受けなかった。 QMA5,6（アップデート以前）はこの組からユニコーン組への降格はなかった。 |
| ユニコーン組   | 12                              | 8              | 2                    | QMA6でアップデート以降に引継いだ場合はここからスタート。 この組からフェアリー組への降格はない。 |
| フェアリー組   | 10                              | 8              | 1                    | 新規プレイ時（QMA7（2010年4月26日アップデート以降）、8ではチュートリアルを受けた場合）はここからスタート。 カードなしはこの組で固定。 |
| キマイラ組     | 10（ロケテスト） 25（全国大会） | なし           | -                    | QMA6のロケテスト・全国大会用クラス。 |

### QMA賢者の扉・天の学舎の組分け
QMA賢者の扉以降はQMA5以降に準じた組の名前が引き続き使われているが、平均順位制に変わり組経験値制が導入された。組経験値は魔法石とは独立したもので、基本的に上位に残ると増加し、予選敗退だと減少する。
Season1の組分け
組経験値は準決勝以上に残ると増える（増加幅は順位・所属組によって異なる）。メーターが一杯になると組Lvが上がり、逆に空になると組Lvが下がる。
2012年5月22日のアップデートで、ドラゴン組Lv.3以上では準決勝敗退（つまり、予選をクリアし準決勝に残って敗退した場合）でも組経験値が下がるようになった。
- - トーナメントでのマッチングは組や組Lvが近い者同士が優先されるようになった。また、上位組の下位レベルプレーヤーと、下位組の上位レベルプレーヤーでの組を超えたマッチングもあり、そのため所属組とは違うクラスのトーナメントに参加することもある。マッチングしたメンバーによって、「○○杯（その組の比較的Lvの低いプレイヤー中心。下位組の上位プレイヤーが混じることもある）」「○○杯ハイクラス（同じく、比較的Lvの高いプレー中心。上位組の下位プレイヤーが混じることもある）」と名称が変わる。実質的に、全ての組が上下2つに分けられたことになる。

QMA8→QMA賢者の扉のデータ引き継ぎの場合は、ガーゴイル組まではその組のLv.1からスタート、ミノタウロス組はガーゴイル組の、フェニックス組以上はフェニックス組のLv.1からスタートになる。新規プレイの場合は、チュートリアルを受けた場合はフェアリー組Lv.1、飛ばした場合はガーゴイル組Lv.1からのスタートになる。
魔法石のボーナスは合計数に対しての計算（端数切捨て）に変更された。ミノタウロス杯以上で発生し、上位クラスになるほど倍率が増える。
プラチナメダルはドラゴン杯優勝で1枚、ドラゴン杯ハイクラス優勝で2枚獲得する（どちらも決勝にCOMがいた場合はゴールドメダル1枚）。
| クラス名       | クラス名 | 支給 マジカ | COM枠 | ボーナス 魔法石 | 1位 ボーナス | 優勝メダル （決勝HUM4人時） | 備考                                                                                        |
| -------------- | --- | ----------- | ----- | --------------- | ------------ | --------------------------- | ------------------------------------------------------------------------------------------- |
| ドラゴン杯     | ハイクラス | 25          | なし  | 60％            | 6            | プラチナ2枚                 | 最上位クラス。                                                                              |
| ドラゴン杯     | | 25          | なし  | 50％            | 6            | プラチナ1枚                 |                                                                                             |
| フェニックス杯 | ハイクラス | 20          | なし  | 40％            | 5            | ゴールド1枚                 |                                                                                             |
| フェニックス杯 | | 20          | なし  | 30％            | 5            | ゴールド1枚                 | QMA8でフェニックスまたはドラゴン組のデータを引き継いだ場合 フェニックス組Lv.1からスタート。 |
| ミノタウロス杯 | ハイクラス | 16          | なし  | 20％            | 4            | ゴールド1枚                 |                                                                                             |
| ミノタウロス杯 | | 16          | なし  | 10％            | 4            | ゴールド1枚                 | -                                                                                           |
| ガーゴイル杯   | ハイクラス | 14          | 6     | なし            | 3            | ゴールド1枚                 |                                                                                             |
| ガーゴイル杯   | 以下の場合ガーゴイル組Lv.1からスタート。 1. QMA8でミノタウロス・ガーゴイル組のデータを引き継いだ場合 2. QMA賢者の扉の新規データで体験入学を受けなかった場合 | 14          | 6     | なし            | 3            | ゴールド1枚                 |                                                                                             |
| ユニコーン杯   | ハイクラス | 12          | 8     | なし            | 2            | ゴールド1枚                 |                                                                                             |
| ユニコーン杯   | QMA8でユニコーン組のデータを引き継いだ場合のみ ユニコーン組Lv.1からスタート。                                                                               | 12          | 8     | なし            | 2            | ゴールド1枚                 |                                                                                             |
| フェアリー杯   | ハイクラス | 10          | 8     | なし            | 1            | ゴールド1枚                 |                                                                                             |
| フェアリー杯   | 以下の場合フェアリー組Lv.1からスタート。 1. QMA8でフェアリー組のデータを引き継いだ場合 2. QMA賢者の扉の新規データで体験入学を受けた場合                     | 10          | 8     | なし            | 1            | ゴールド1枚                 |                                                                                             |

Season2・QMA天の学舎の組分け
組経験値は決勝に残ると増え、11位以下（ドラゴン組では9位以下）で下がる。5位から8位で敗退した場合はゲージ変動なし（Season1と比較すると難化）。
- - この結果、1回でも決勝に残ったり、逆に予選敗退しただけで組が変動することが生じている。
  - 組は3レベル制で、上位レベルではそれぞれナイトとキングが付き、ナイトドラゴン組、キングフェニックス組のように表示される。

組が同じプレイヤーがマッチングされ、組と同じ名前の杯に参加する。
Season1の最終所属クラスがガーゴイル組以下だった場合は同じ組に、ミノタウロス組以上の場合はガーゴイル組からスタートする。QMA8からの引き継ぎも同様。
QMA賢者の扉からQMA天の学舎に引き継いだ場合は同じ名前の組の最下クラスからスタート（ナイト・キングにいた場合はそれぞれの冠が外れた組に所属）。
| クラス名       | 支給 マジカ | COM枠 | ボーナス 魔法石 | 1位 ボーナス | 備考                                                                 |
| -------------- | ----------- | ----- | --------------- | ------------ | -------------------------------------------------------------------- |
| ドラゴン組     | 25          | なし  | 50%             | 6            | 最上位クラス。                                                       |
| フェニックス組 | 20          | なし  | 30%             | 5            |                                                                      |
| ミノタウロス組 | 16          | なし  | 10%             | 4            |                                                                      |
| ガーゴイル組   | 14          | 6     | なし            | 3            | QMA賢者の扉Season1でガーゴイル組以上だった場合はこの組からスタート。 |
| ユニコーン組   | 12          | 8     | なし            | 2            | QMA賢者の扉Season1でユニコーン組だった場合はこの組からスタート。     |
| フェアリー組   | 10          | 8     | なし            | 1            | QMA賢者の扉Season1でフェアリー組だった場合はこの組からスタート。     |

### QMA暁の鐘の組分け
ドラゴン・グリフィン・ペガサスの3つのリーグから1プレイごとに好きなリーグを選んで参加する（それとは別にチュートリアルモードも随時選択できる）。また期間限定でアカツキリーグが登場する。
- 過去のトーナメントの結果によって、適正リーグが表示される。
- 上位のリーグほど獲得できる魔法石の数が多く、優勝した場合に上位のベルが入手できる。魔法石の個数は順位・1位ボーナス・決勝の成績によって決定し、負かした相手の階級およびHUMプレイヤーか否かは影響しない。
- ペガサスリーグでは出題形式に制限がある。また、ドラゴンリーグ以外では決勝戦の難易度選択が制限される。
- 稼働初期は体験入学生と通常の生徒のマッチングが統一されていたが、のちにアップデートで分離された（ペガサスリーグでは階級が修練生のプレイヤーも）。

### QMATG以降の組分け
QMA8以来の、過去3プレイの結果による組変動制が復活した。
- QMATG稼働初期は平均3位以上（合計11以下）で1段階上のクラスに上がり、7位以下（合計21以上）で1段階下のクラスに落ちる仕様だったが、2016年8月のアップデートにより昇格条件が平均2位以上（合計8以下）、降格条件が平均6位以下（合計18以上）に変更された。
- QMAXIVでは組ごとに昇降格基準が異なるが、2018年5月のアップデート以降、「連続3プレイの結果が一定以上・以下になることが確定した時点」での昇降格に変更された。3プレイ目で9位を取った場合に昇格の可能性はないので、実質的には2プレイで降格の可能性ができる変更となる。
- QMA暁の鐘→QMATGのデータ引き継ぎの場合は、適正リーグによって初期の所属組が決定する。
- QMAEVO以降のデータ引き継ぎの場合は、原則そのまま所属組が引き継がれる。

### QMADSの組分け
基本的にベースとなっているQMA4に準じる。QMA4との違いは以下の通り。
- - 対戦人数が8人になっているため、昇格条件・降格条件の順位が変更されている。過去5戦の平均順位が3位以上（合計19以下）で昇格、6位以下（合計30以上）で降格となる。
  - フェニックス組・ドラゴン組はサイクロプス組以下よりも降格条件が厳しくなっている。フェニックス組は5位以下（合計25以上）、ドラゴン組は4位以下（合計20以上）で降格となる（したがって、ドラゴン組残留にはサイクロプス組以下での昇格条件を満たし続ける必要がある）。
  - 優勝による昇格は存在するが、予選での100点獲得による昇格は存在しない。
  - 昇格条件と降格条件を同時に満たした（優勝したが過去5戦の平均順位が低い）場合、降格が優先されて下の組に落ちるようになっている（QMA4では昇格優先）。
  - 下位組の降格制限がなく、負け続ければピクシー組まで落ちる（QMA4ではユニコーン組より下には降格しない）。
  - COM枠が存在しないため、全てのクラスで全員人間との対戦となる可能性がある。
  - 解像度の関係で、組名は生物の意匠ではなく文字表記で表される。

| クラス名       | 支給マジカ | COM枠 | 備考                                                        |
| -------------- | ---------- | ----- | ----------------------------------------------------------- |
| ドラゴン組     | 25         | なし  | 最上位クラス。降格条件がフェニックス組より1位分厳しくなる。 |
| フェニックス組 | 18         | なし  | このクラスから降格条件が1位分厳しくなる。                   |
| サイクロプス組 | 14         | なし  |                                                             |
| ケルベロス組   | 14         | なし  |                                                             |
| グリフォン組   | 12         | なし  |                                                             |
| ユニコーン組   | 12         | なし  |                                                             |
| セイレーン組   | 10         | なし  |                                                             |
| ピクシー組     | 10         | なし  | 新規プレイ時はここからスタート。                            |

### QMADS2の組分け
基本的にベースとなっているQMA6に準じる。QMA6との違いは以下の通り。
- 昇格条件・降格条件は過去3戦に変更されているものの、平均順位はQMADSと同様3位以上（合計11以下）で昇格、6位以下（合計18以上）で降格となる。フェニックス組・ドラゴン組の降格条件も同様でフェニックス組は5位以下（合計15以上）、ドラゴン組は4位以下（合計12以上）で降格となる。
- COM枠が存在しないため、全てのクラスで全員人間との対戦となる可能性がある。
- 組名は生物の意匠とカタカナ表記で示される。
- キマイラ組は存在しない。

| クラス名       | 支給マジカ | COM枠 | 備考                                                        |
| -------------- | ---------- | ----- | ----------------------------------------------------------- |
| ドラゴン組     | 25         | なし  | 最上位クラス。降格条件がフェニックス組より1位分厳しくなる。 |
| フェニックス組 | 20         | なし  | このクラスから降格条件が1位分厳しくなる。                   |
| ミノタウロス組 | 16         | なし  |                                                             |
| ガーゴイル組   | 14         | なし  |                                                             |
| ユニコーン組   | 12         | なし  | この組からフェアリー組への降格はない。                      |
| フェアリー組   | 10         | なし  | 新規プレイ時はここからスタート。                            |

## マジックエッグ・マジックペット
プレイヤーは虹色のマジックエッグを育て、マジックペットとして孵化させて育てることができる。QMA1-3までは入学（ゲームスタート）時に支給され、予習で一定条件を満たすと予習の成績に応じたマジックペットが孵化するシステムが採用されていたが、QMA4-6は購買部から任意で購入し自分で育てる形に変更された。QMA7以降は未実装（リコードアリーナモードのリコードとしては登場している）。QMASPではペットがダンジョンを探索する「マジックペットの迷Qクエスト」モードに登場。

### QMA1-3のマジックペット
虹色のマジックエッグが入学（ゲームスタート）時に支給され、予習で一定条件を満たすとマジックペットが孵化するシステムが採用されていた。特定の条件を満たす（QMA1では予習での合計点数が基準点、QMA2-3では予習の合格回数が一定数を超える）と孵化した。また孵化しなくても、全体の正解率によってマジックエッグの色が変化した。
QMA1のマジックペット
マジックペットの色と形は固定であり、それぞれのジャンルの予習を多くこなすと孵化、孵化したペットはそれぞれ以下のように分かれていた。
- マーマン アニメ&ゲーム（青）
- ドラゴン スポーツ（赤）
- フラワー 芸能（緑）
- スネーク 一般知識（白、マジックエッグ時は黄色）
- バット 学問（紫）

孵化前のマジックエッグは予習を多くこなしたジャンルの色に染まっていた（色が変わるのはカード再挿入時）。ノンセクションを除く他ジャンルの予習点数が今までのジャンルの予習点数を上回るとマジックペットが変化した。なお、ノンセクションばかり予習するとマジックペットは孵化せず、マジックエッグのままでいることも可能であった（色は変化する）。
QMA2のマジックペット
マジックペットの形は同じで、色は「ノンジャンルを除いた正解率の最も高いジャンルの色」で分かれていた。よって赤色のマーマン、緑色のバットといった、QMA1にはなかったマジックペットの種類も可能になった。
QMA3のマジックペット
モデリングが変更され、3Dのキャラクターになった。育成に関してはQMA2同様のシステムがとられたが、ペットやエッグの色が「ノンジャンルを除いた正解率の一番低いジャンル」になった。

### QMA4-6のマジックペット
支給は廃止されたが、代わりに決勝において対戦相手の正解率をグラフで見ることができる。
2007年4月4日のアップデートから、購買部の商品としてマジックエッグが売り出されるようになった。購入しなくてもゲーム進行に支障はない。
QMA3までとは違い、エッグの孵化には「マナ」、孵化したあとの成長には各種の餌を購買部で買い与えることが必要になった。買い与えたマナ・餌によって、色や形が変化するようになっている。孵化すると4文字までの名前を付けられる。
孵化後にずっと餌をやらないとペットがすねてしまうが、稼動終了までペットが逃げてしまうなどの行動は無かった。餌を与えると元に戻る。
2007年7月25日のアップデートで追加された新種の餌を与えることで、新形態のマジックペット「クマ」に変化する。

## 店舗情報

### 貢献ポイント・スクールポイント（2・3）
クイズの成績によって貢献ポイントが得られる。貢献ポイントは、QMA2では新規プレイ時にランダムに割り当てられる5つの寮（寮長となる先生はマロン、ガルーダ、フランシス、リディア、ロマノフ。詳細はクイズマジックアカデミーの登場人物を参照）へ蓄積される。
QMA3ではスクールポイントと称され、カード取得後最初にプレイ又は引継ぎを行った店舗（変更も可能だが、0ポイントにリセットされる）へ蓄積される。当初はスクールポイントは所属店舗以外でプレイした場合は変動しなかったが、アップデートにより従来のスクールポイントを所属校スクールポイントとし、所属店舗でプレイした場合に（新）スクールポイントと所属校スクールポイントが同時に変動する仕様に変更された。
これらのポイントは、全国オンライントーナメントで決勝に進出したり予選で1位を取ると増加し、予選2回戦までに敗退すると減少する。全国大会でもポイントが入ることがあるが、店内対戦・個人授業では増加しない。
公式サイトのランキングはこのポイントを集計して発表していた。

### 称号校・首席（3-）
QMA3ではプレイヤーの所属店舗でのスクールポイントの、QMA4以降は実際にプレイした店舗での獲得魔法石の上位10名の累計がポイントとなる。学校ランキングは全国を7ブロックに分け、ブロックごと及び全国でポイント（魔法石）を競う。
| ブロック名   | 色   | 所属都道府県                                         |
| ------------ | ---- | ---------------------------------------------------- |
| 北海道・東北 | 黄   | 北海道、青森、岩手、宮城、秋田、山形、福島           |
| 関東         | 水色 | 茨城、栃木、群馬、埼玉、千葉、神奈川                 |
| 東京         | 青   | 東京                                                 |
| 中部         | 黄緑 | 新潟、富山、石川、福井、山梨、長野、岐阜、静岡、愛知 |
| 近畿         | 橙   | 三重、滋賀、京都、大阪、兵庫、奈良、和歌山           |
| 中国・四国   | 紫   | 鳥取、島根、岡山、広島、山口、徳島、香川、愛媛、高知 |
| 九州・沖縄   | 桃   | 福岡、佐賀、長崎、熊本、大分、宮崎、鹿児島、沖縄     |
| その他       | 茶   | ASIA                                                 |
| コナステ     | 虹   | コナステ                                             |

月ごとの集計で、全国首位の店舗に「超名門校」、各ブロック首位の店舗に「名門校」、2-4位の店舗に「有名校」の称号を授与。翌1ヶ月間、学校（店舗）名に付して「超名門」「名門」「有名」と表記される。スクールポイントも魔法石も、その店でプレイして獲得した分が有効となる。同じコナミの麻雀格闘倶楽部のクラブスコアシステムと違って、該当店舗でのプレイのみが有効となるため、営業時間が長く、設置台数の多い店舗が有利となっている。また、上位10人が集計の対象になるため、称号獲得には、店舗全体のプレイ頻度よりも、熱心にやり込む常連プレイヤーに依存する。
また、各店舗（称号校である必要はない）のスクールポイント・魔法石首位になったプレイヤーは、翌1ヶ月間「首席」の称号を与えられる。QMA3のスクールポイントは所属店舗にしか入らなかったが、QMA4以降、魔法石は実際にプレイした全店舗が対象となるため、複数校で同時に首席になることも可能になった。

## メディアミックス
コナミの他の人気作品と同様に、本作品でも様々なメディアミックスが展開されている。商品の発売元は特記なき場合全てコナミデジタルエンタテインメント。

### ウェブコミック
コナミネットDX内のデジタル雑誌「週刊コナミプチ（旧・週刊コナミ）」にて、2006年8月25日（iモード、Yahoo!ケータイ）・9月22日（EZweb）から2007年6月29日まで、このゲームを原作としたデジタル4コマ漫画『クイズマジックアカデミー -めざせ!大賢者!-』が連載された。作者は桜みさき。全86話。
さらに2007年7月6日から2009年6月5日まで、新たなシリーズとして全編カラーの4コマ漫画『ようこそクイズマジックアカデミー』が「週刊コナミプチ」で連載されていた。最終回を除き、漫画の最後には毎週クイズが一問出題され、次週にその解答が掲載された。漫画の作者は週毎に2名ずつが担当しており、すずきけい、にゃん味噌、桜みさき、閂、桜瀬リコ、こもわた遙華、烏丸、ツヅキハジメ、沢木隆広の9名によって描かれていた。全96回。
2009年6月12日からは、第3期として『クイズマジックアカデミー 4コマシアター』の連載が開始された。基本的に『ようこそ』と同様の形態だが、巻末のクイズは廃止されている。2009年10月から12月までは後述の『クイズマジックアカデミー 〜マジカルダイアリー〜』と交互で隔週連載になり、2010年からは単独の隔週連載の形に変更された。ただし2010年4月以降は連載を休止している。
また、コナミが提供する別の有料サイト「週刊コナミ（旧・デジタルコミックス）」にて、これらの漫画のバックナンバーがまとめて配信されているほか、「週刊コナミ」限定のウェブコミックとして、ストーリーコミック『クイズマジックアカデミー 〜オリジナルアニメーション〜』（後述のOVAを完全収録）と荒木風羽による『クイズマジックアカデミー 〜マジカルダイアリー〜』（2009年12月まで）、ショートコミック、メールクイズ『教えて！QMA』などが配信されている。基本的に毎週金曜日に最新話を配信している。
2016年7月29日より、webサイト「デンシバーズ」にて『トーキョーグリモワールQMA』のタイトルでQMATGのコミカライズを連載（全12話）。作者は松原剛。
単行本
- クイズマジックアカデミー 〜マジカルダイアリー〜：メディアファクトリー刊、2010年2月23日発売（ISBN 978-4840129824）。700円。
- トーキョーグリモワールQMA（第1巻）：幻冬舎刊、2017年1月24日発売（ISBN 978-4344838819）。630円（税抜）。
  - 第2巻はLINEマンガで2017年10月24日配信。

### OVA
DSソフトの発売に合わせてOVAが製作・発売されている。これらの作品は2010年8月25日にPlayStation Storeでダウンロード販売が開始された（視聴期限付き）。

#### キャスト
アーケード版（QMA3以降）からの変更はない（ただし作品によっては声の出演がないキャラクターもいる）。詳しくは登場人物を参照。

#### クイズマジックアカデミー 〜オリジナルアニメーション〜
2008年2月15日-16日に開催された「AOU2008アミューズ・エキスポ」で、OVA（オリジナルビデオアニメーション）化されることが発表された。コナミスタイルおよびイベント限定で、2008年9月12日に発売。メディアはDVD-ROM。

##### あらすじ
マジックアカデミーでは好成績者に授与される魔宝石の数で、個人やクラスの成績が決まる。ルキアのクラスは魔法の失敗による度重なる不祥事で、魔法石獲得数は常に最下位。そんな中、担任のアメリア先生は学園祭のメインイベント、「クラス対抗魔法比べ大会」で優勝し、魔宝石の大量獲得と汚名返上を生徒たちにけしかけたのだが・・・。

##### スタッフ
- 監督・絵コンテ・演出 - 元永慶太郎
- 脚本 - 上江洲誠
- アニメーションキャラクターデザイン・作画監督 - 平山円、堀井久美
- アクション監督 - 植田洋一
- メインアニメーター - 澤田譲治
- プロップデザイン - 岩畑剛一
- クリーチャーデザイン - 秋恭摩
- 美術監督 - 前田実
- 色彩設計 - 日比智恵子
- 撮影監督 - 今泉秀樹
- 編集 - 櫻井崇
- 音響監督 - 蝦名恭範
- 音楽 - 長谷川智樹
- プロデューサー - 大園哲也、黄樹弐悠
- アニメーション制作 - AIC PLUS+
- 製作 - コナミデジタルエンタテインメント

##### 主題歌
オープニングテーマ「賢者の道」
作詞 - 相吉志保 / 作曲 - 古賀博樹 / 編曲 - 高木洋 / 歌 - ルキア（桑島法子）
エンディングテーマ「未来のみんな」
作詞 - 相吉志保 / 作曲 - 古賀博樹 / 編曲 - 高木洋 / 歌 - シャロン（浅野真澄）

#### クイズマジックアカデミー 〜オリジナルアニメーション2〜
ストーリーはオリジナルアニメーションおよびラジオドラマの続編。

##### あらすじ
地上に落下したアカデミーを再び浮上させるには、浮遊装置のカケラをすべて集めなければならない。
アメリアクラスの生徒達は魔物が蠢く森にカケラを探しに行くことになった。
はたしてマジックアカデミーは、ふたたび浮上することができるのだろうか！？

##### スタッフ
- 監督・絵コンテ・演出 - 元永慶太郎
- 脚本監修 - 上江洲誠
- 脚本 - 関根聡子
- アニメーションキャラクターデザイン・総作画監督 - 平山円、堀井久美
- プロップデザイン - 岩畑剛一
- 作画監督 - 中武学、大河原晴男、相坂ナオキ、佐光幸恵、石野聡
- 美術監督 - 前田実
- 色彩設計 - 永井留美子
- 撮影監督 - 笠井亮平
- 編集 - たぐまじゅん
- 音響監督 - えびなやすのり
- 音楽 - 長谷川智樹
- プロデューサー - 黄樹弐悠
- アニメーション制作 - AIC PLUS+
- 製作 - コナミデジタルエンタテインメント

##### 主題歌
オープニングテーマ「UP BEAT COMMUNICATION」
作詞 - 木下詩野 / 作曲・編曲 - 丹地英樹 / 歌 - foo
エンディングテーマ「SOUL to SOUL」
作詞 - 木下詩野 / 作曲 - 本田晃弘 / 編曲 - 丹地英樹 / 歌 - サツキ（佐藤利奈）

#### クイズマジックアカデミー 〜オリジナルアニメーション1&2〜
2011年3月24日発売。2作品をBD-ROM1枚に収録した作品。初期版には限定特典としてe-AMUSEMENT PASS（シャロン・ルキア・アロエがデザインされた3種類の中から1つ）が付属していた。

### Web番組

#### インターネットラジオ
2008年8月27日から11月21日にインターネットラジオ「Radio QMA!!」がKONAMI STATIONで配信されていた。配信は毎週金曜日。メインパーソナリティは浅野真澄（シャロン役）、広橋涼（ユリ役）の2人。ゲストにたかはし智秋（アメリア役）、檜山修之（レオン役）、後藤邑子（リエル役）が登場した。
バックナンバーと録りおろし、テーマソング（前述のOVAのオープニングテーマ及びエンディングテーマ）を収録した「ラジオCD Radio QMA!!」と、ラジオドラマ4話分を収録した「ドラマCD Radioドラマ QMA!!」が2008年12月18日に発売された。
内容
- 購買部! ニューアイテム!

ゲーム中の購買部に置いて欲しいアイテムをリスナーから募集する。
- マジカ争奪!? QMAハンタークイズ!

ゲーム中に登場する形式のクイズをパーソナリティが解く。マジカを多く獲得したパーソナリティが勝者となり、勝者にはボーナスチャンス（獲得マジカをかけて課題に挑戦）、敗者には台詞を読ませる罰ゲームが課された。
獲得したマジカはラジオCDの録りおろしで収録されたご褒美のランク決定の基準となった。
- ラジオドラマ

OVA第1作以降のユリがアメリアクラスに編入した後の話を描く。
第1回の2008年8月27日から第11回の2008年11月7日までの奇数回に前後半に分かれて放送されていた。第4話はドラマCD版の録りおろしである。
OVAで台詞のなかったユリ、リエルが登場する。ナレーションは若本規夫（ガルーダ役）。
そのほか、冒頭でのミニコント、普通のお便りを読むコーナーがあった。

#### 生放送
QMAEVO稼働開始日の2017年3月15日より『クイズマジックアカデミー放送部』が配信された。放送回次は「第○問目」とカウントされる。主なコーナーとして、BGMを作曲した劇団レコードらによるトークおよび検定クイズモードのプレイ、QMAEVOプロデューサーによる今後のアップデート情報などがある。2017年8月23日には長谷優里奈（アロエ役）がMCとなり、『クイズマジックアカデミー超放送部』にリニューアル。

### 書籍
マジックアカデミーへ行こう! 〜QUIZ MAGIC ACADEMY FAN BOOK〜 ISBN 978-4861551161
キャラクターや背景など、グラフィック関連がメインとなっている。QMA3までのイラストや設定資料、未公開イラスト、キャラクターのセリフ、及び声優へのインタビューが掲載されている。藤枝雅、石田あきら、くろがねぎんによるコミックも掲載。また、公式で発売されたQMAグッズや、QMAのプライズゲームの景品用グッズも掲載。1800円。
マジックアカデミー通信 Vol.1 ISBN 978-4861551703
QMA4のシステム紹介、イラスト紹介、リエルの特集、後藤邑子や製作責任者へのインタビュー、投稿イラストの掲載、AOU2007アミューズメントエキスポ特別杯のレポート、過去のQMAシリーズの紹介の特集が組まれている。表紙はルキアとアロエの書き下ろし。藤枝雅によるコミック版や、コナミネットDXに掲載されているデジタルコミックの「QUIZ MAGIC ARCADEMY めざせ!大賢者!」（作者は桜みさき）も2006年12月分まで掲載。1300円。
マジックアカデミー通信 Vol.2 ISBN 978-4861552243
『AOU2008アミューズメント・エキスポ』にて発表された。2008年6月18日発売。QMA5のシステム及びキャラクターグラフィックの紹介、QMADS・OVAの最新情報、QMA4のイベントシーン、石塚さより・水橋かおり、深澤岳大・大門弘樹（問題製作者）、製作責任者へのインタビュー、AOU2008アミューズメントエキスポのレポート、過去のQMAシリーズの紹介の特集が組まれている。表紙はセリオスとシャロンの書き下ろし。コナミネットDXに掲載されているデジタルコミックの「QUIZ MAGIC ARCADEMY めざせ!大賢者!」（作者は桜みさき）の他に週刊コナミ・「ようこそクイズマジックアカデミー」（作者は桜みさき、桜瀬りこ、烏丸、こもわた遙華）も2ページ分掲載。1300円。
マジックアカデミー通信 DS特集号 ISBN 978-4861552328
QMADSと同日の2008年9月12日発売。題名のとおりQMADSのゲームシステムや追加キャラクターであるライラ・クロニカの紹介、緑川光、中原麻衣、アーケード版・DS版両方のプロデューサーのインタビュー、投稿イラストの掲載、OVA版の紹介、沢樹隆弘、吉岡榊の書き下ろし漫画などを収録。1400円。
マジックアカデミー通信 Vol.3 ISBN 978-4861552496
2009年3月26日発売。QMA6のシステム、QMADSゲームショップ予約特典のイラスト紹介、プレイヤーキャラとしてのリエル特集、カットイン・設定イラスト、投稿イラストの掲載、AOU2009アミューズメントエキスポ特別杯のレポート、大門弘樹・久保隆二インタビュー、吉岡榊の書きおろし漫画、マジカルダイアリー第1話、『Radio QMA!!』ダイジェスト（広橋涼・浅野真澄インタビュー含む）などを収録。表紙はシャロン・ヤンヤン・アメリア・ガルーダの書き下ろし。1300円。
マジックアカデミー通信 DS 〜二つの時空石〜 DS特集号 ISBN 978-4861552694
2010年2月12日発売。1400円。
クイズマジックアカデミークロニクル ISBN 978-4054049932
セブンデイズウォーによる編集で学研より2011年6月28日発売。QMA8までのアーケード版のグラフィックや設定・関係者インタビューなど収録。3675円。

### CD

#### ゲーム音楽
GRAND TRACKS以外は基本的にその作品で初登場したBGMを収録。以下のタイトル表記はコナミスタイルのものに基づく。
| タイトル                                             | 発売日         | 発売日         | 価格（税込） | 枚数  | 曲数       | ボーナス・トラック |
| タイトル                                             | コナミスタイル | 一般発売       | 価格（税込） | 枚数  | 曲数       | ボーナス・トラック |
| ---------------------------------------------------- | -------------- | -------------- | ------------ | ----- | ---------- | ------------------ |
| クイズマジックアカデミー4 オリジナルサウンドトラック | 2007年7月20日  | 2008年9月10日  | 2,520円      | 1枚   | 41曲       | 1曲                |
| クイズマジックアカデミー5 オリジナルサウンドトラック | 2008年9月12日  | 2008年11月12日 | 2,520円      | 1枚   | 38曲       | なし               |
| クイズマジックアカデミー6 オリジナルサウンドトラック | 2009年6月12日  | 2009年8月12日  | 2,520円      | 1枚   | 28曲       | 2曲                |
| クイズマジックアカデミー7 オリジナルサウンドトラック | 2010年7月21日  | 2010年7月21日  | 2,520円      | 1枚   | 39曲       | 3曲                |
| QUIZ MAGIC ACADEMY VIII ORIGINAL SOUNDTRACK          | 2011年8月11日  | なし           | 2,520円      | 1枚   | 40曲       | 1曲                |
| QUIZ MAGIC ACADEMY 賢者の扉 ORIGINAL SOUNDTRACK      | 2012年10月24日 | なし           | 3,150円      | 2枚組 | 25+24曲    | 10曲+1曲           |
| クイズマジックアカデミー GRAND TRACKS                | 2017年3月15日  | 不明           | 6,500円      | 3枚組 | 39+44+65曲 | 2曲                |

#### OVA
クイズマジックアカデミーOVAオリジナルサウンドトラック
2010年2月11日コナミスタイルで発売。OVA2作品のBGMを収録。2,520円（税込）。

#### インターネットラジオ
ラジオCD Radio QMA!!
2,625円（税込）。
ドラマCD Radioドラマ QMA!!
2,940円（税込）。
2008年12月18日コナミスタイルで発売。前述のインターネットラジオを収録。

## 関連作品
全国大会、検定試験も参照。

### コナミ作品
コナミデジタルエンタテインメント・コナミアミューズメントの他作品にもQMAに関連したキャラクターなどが登場している。

#### ゲーム

##### BEMANIシリーズ
2020年11月現在、BEMANIシリーズでプレイできたことのあるQMAの楽曲（イベント用楽曲含む）は以下の通り。アーティストはゲーム中の表記に基づくが、「マジックアカデミー管弦楽部」（一部では「楽団」と表記されている場合がある）のみの楽曲についてはサウンドトラック記載の原曲作曲者も併記する。HGモデルではイベントによりBEMANIシリーズの楽曲を入手・使用可能。
| 初登場作品    | 曲名                   | ジャンル                  | アーティスト                            | キャラクター | 備考                                                                             |
| ------------- | ---------------------- | ------------------------- | --------------------------------------- | ------------ | -------------------------------------------------------------------------------- |
| 13 カーニバル | マジックアカデミー組曲 | クイズマジックアカデミー  | マジックアカデミー管弦楽部 （川島条）   | アロエ       | QMA1・2の楽曲のメドレー。                                                        |
| 17 THE MOVIE  | 最期の決断             | バトルシンフォニー        | Dp.Honda                                | STEVE        | QMA6全国大会決勝戦BGMの別アレンジ。 キャラクターアクションにルキアとユリが登場。 |
| Sunny Park    | 灼熱の翼               | クイズマジックアカデミー2 | マジックアカデミー管弦楽部×劇団レコード | アロエ       | QMA賢者の扉Season2決勝戦BGM。私立BEMANI学園で追加。                              |

| 曲名                                                        | アーティスト                             | REFLEC BEAT | jubeat   | 備考                                                |
| ----------------------------------------------------------- | ---------------------------------------- | ----------- | -------- | --------------------------------------------------- |
| QUIZ MAGIC ACADEMY VIII 〜決勝戦より〜                      | マジックアカデミー管弦楽団 （本田晃弘）  | AC/plus     | plusのみ | 決勝戦前クイズセレクトからのメドレー。              |
| オープニングテーマ 〜クイズマジックアカデミー賢者の扉より〜 | マジックアカデミー管弦楽部 （広野智章）  | AC/plus     | plusのみ |                                                     |
| 灼熱の翼                                                    | マジックアカデミー管弦楽部× 劇団レコード | AC/plus     | AC/plus  | QMA賢者の扉Season2決勝戦BGM。私立BEMANI学園で追加。 |
| 飛翔-オープニングテーマ-                                    | マジックアカデミー管弦楽部× 劇団レコード | AC/plus     | -        | QMA賢者の扉Season2オープニング。                    |
| 闘いの刻-jubeatREMIX-                                       | マジックアカデミー管弦楽部× 劇団レコード | ‐           | AC/plus  | QMA賢者の扉Season1決勝戦BGM。                       |
| 天上の果て                                                  | マジックアカデミー管弦楽部× 劇団レコード | ‐           | AC/plus  | QMA賢者の扉追加配信決勝戦BGM。                      |
| 星屑のキロク                                                | 小野秀幸                                 | ACのみ      | ACのみ   | QMA天の学舎決勝戦BGM。熱闘!BEMANIスタジアムで追加。 |
| 予選後半戦1 〜クイズマジックアカデミー7より〜               | マジックアカデミー管弦楽部 （西木康智）  | plusのみ    | plusのみ |                                                     |
| サツキ-jubeatREMIX-                                         | マジックアカデミー管弦楽部 （本田晃弘）  | ‐           | plusのみ |                                                     |
| クイズマジックアカデミー5 メドレー -REFLEC REMIX-           | マジックアカデミー管弦楽部 （古賀博樹）  | plusのみ    | ‐        |                                                     |
| X-ray binary                                                | BEMANI Sound Team "Trance Liquid"        | ‐           | ACのみ   | BEMANI MusiQ FESで追加。                            |

- 表中のplusはiOSアプリ『REFLEC BEAT plus』・『jubeat plus』の略称。「クイズマジックアカデミーPACK」に収録されているもの（太字表記）と通常のPACKに収録されているものがある。

Dance Dance Revolutionシリーズ
- - 星屑のキロク（小野秀幸） - 熱闘!BEMANIスタジアムで追加。
  - X-ray binary（BEMANI Sound Team "Trance Liquid"） -  BEMANI MusiQ FESで追加。

BeatStream
- - Rainbow Magic（マジックアカデミー管弦楽部×劇団レコード）

QMA賢者の扉の賢者昇格時に流れるオープニングテーマのボーカルバージョン（歌：浅葉リオ）だが、ミュージックビデオは同作のデモ画面である。
beatmania IIDX
- - MAXIVCORD（BEMANI Sound Team "dj TAKA"） - QMAXIVオープニングテーマ。鍵龍討滅戦で追加。
  - Sleepless days（猫叉Master feat. Mayumi Morinaga） - QMAEVOオープニングテーマ。鍵龍討滅戦で追加。
  - Let's Bounce !!（BEMANI Sound Team "Sota F."） - QMAXIVのBEMANI検定BGM。鍵龍討滅戦で追加。
  - X-ray binary

SOUND VOLTEX
- - MAXIVCORD
  - Sleepless days
  - Let's Bounce !!
  - プログレなぞなぞクイズのテーマ （BEMANI Sound Team "プログレッシブなぞなぞ星人"）

GITADORA
- - プログレなぞなぞクイズのテーマ

ノスタルジア
- - Milky Way Star（Extended Ver.） （BEMANI Sound Team "劇団レコード" feat.ミーウェル） - 輝望の刻オープニングテーマ。BEMANI MusiQ FESで追加。

楽曲以外の特記事項
- 『pop'n music 15 ADVENTURE』ではポップ君が対応する髪色の生徒の顔（QMA5までに登場した生徒のみ）に変化するオジャマ「QMA」が登場した。
- REFLEC BEATシリーズでは特定条件を満たすことでQMAキャラクターのアイコンが入手できる。
- 『jubeat saucer』では特定条件を満たすことでCPUシャロンのマーカーが入手できる。
- 連動イベント関連
  - 「私立BEMANI学園」ではQMA賢者の扉Season2の「BEMANI検定」のプレイ数に応じて、楽曲を解禁するためのポイントの入手量を増やす事ができる（ポイント自体はQMAのプレイでは貯まらない）。
  - 「熱闘!BEMANIスタジアム」でもQMA天の学舎のプレイ数に応じて同様に選手の獲得経験値を増やすことができる。また、新キャラクターであるティアルとセレストの選手カードも入手できる。
  - 「BEMANI SUMMER DIARY 2015」でもQMA暁の鐘のプレイ数に応じて絵日記のポイントを増やすことができる。またマジック☆コロシアムではサマーダイアリードラゴンとして同イベント対象作品のキャラクター（麻雀格闘倶楽部の黄龍、スティールクロニクルのスティールハンター含む）が対戦相手として登場する。
  - QMAXIV・ロストファンタリウム・beatmania IIDX・SOUND VOLTEXとの4作品合同イベント「鍵龍討滅戦」では討伐の成果によってプレイ楽曲が解禁される。QMAXIVでは4作のキャラ（QMAXIVのルキアとロストファンタリウムのアロエ含む）が描かれた壁紙が獲得できた。
  - 「BEMANI MusiQ FES」では楽曲を使った各作品別のイントロクイズの成績に応じて最大各3曲がHGモデルで使用可能になる。

##### アーケードゲーム
ビシバシチャンプシリーズ
- 『ビシバシチャンプオンライン』収録のミニゲーム「呼び出せ 魔法 大作戦!」にアメリア（眼鏡は掛けていない）がゲスト出演し、召喚されるのがマジックペットである。
- 『ザ★ビシバシ』収録のミニゲーム「クルクル! 入れ替え! アニメパズル!!」の絵柄としてサツキ・マロン・リエルが登場。ガチャガチャでマロンが登場し、QMA6のセーブデータがあるe-AMUSEMENT PASSを使って『ザ★ビシバシ』をプレイするとガルーダが登場し、それぞれプレイヤーキャラとして使用可能になる。また、2010年3月17日にQMA7稼動開始を記念してルキア・リエル・ユリがピロピロ笛を吹くミニゲーム「クイズ?ピロピロ!アカデミー!!」が配信された。

アラビアンクリスタル
メダルゲーム。リーチ画面やミニゲームにアメリアとユリがゲスト出演している。ミニゲームでは「クイズマジックアカデミー・ミニ」と題されたQMAのキャラクターを当てる択一制クイズが用意されている。
GTI Club supermini Festa!
イベント大会の商品や隠しデザインとして生徒がペイントされた車が用意されている（）。
エターナルナイツ
メダルゲーム。キャラに装備させる服装としてQMA第一アカデミー制服が男女ともに登場している。
麻雀格闘倶楽部（MFC）
| 開催年度 | KAC回数 | MFCのバージョン | QMAのバージョン | 曲名             | 備考                                                      |
| -------- | ------- | --------------- | --------------- | ---------------- | --------------------------------------------------------- |
| 2011     | 1       | u.v.〜絆の章〜  | 8               | 決勝戦           | KONAMI Arcade サウンドチャレンジで入手可能                |
| 2011     | 1       | u.v.〜絆の章〜  | 8               | 準決勝戦3        | KONAMI Arcade サウンドチャレンジリピートで入手可能        |
| 2017     | 7       | 豪華絢爛        | EVO             | 天下夢創         | トーナメント・NEO決勝戦、グリムバスターズ・EVO対戦中BGM。 |
| 2017     | 7       | 豪華絢爛        | EVO             | Sleepless days   |                                                           |
| 2018     | 8       | GRAND MASTER    | XIV             | Let's Bounce !!  | 開催期間中に豪華絢爛からバージョンアップ。                |
| 2018     | 8       | GRAND MASTER    | XIV             | MAXIVCORD        | 開催期間中に豪華絢爛からバージョンアップ。                |
| 2019     | 9       | GRAND MASTER    | XV              | ETERNAL FRONTIER | 全国大会後半戦BGM                                         |
| 2020     | 10      | 疾風            | 輝望の刻        | Milky Way Star   |                                                           |
| 2020     | 10      | 疾風            | 輝望の刻        | Endless War      | 全国大会後半戦BGM                                         |

- コラボキャンペーン（BGMはサウンドフェスティバルでの再入手不可）
- MFCNEXTでは2013年3月15日-3月31日の期間でQMA賢者の扉とのコラボキャンペーンを行った（）。このキャンペーンの特典を入手するには、期間内に双方のゲームをプレイする必要がある（期間前のプレイデータのみでは入手不可）ため、両方入手するためには、どちらかを最低2回プレイする必要がある。
  - 期間内にQMA賢者の扉をプレイしたe-AMUSEMENT PASSをMFCNEXTで使用すると、QMA賢者の扉のBGMを対局BGMとして使用可能になり、昇龍JACKPOTの図柄がQMAの女子生徒のものになる。
  - 期間内にMFCNEXTをプレイしたe-AMUSEMENT PASSをQMA賢者の扉で使用すると、二階堂瑠美・亜樹姉妹・ヤンヤンのサブモニター壁紙と限定カスタマイズアイテムを入手する（壁紙の使用期限は2013年6月30日まで）。
- 「BEMANI SUMMER DIARY 2015」期間中に対象BEMANI作品→MFC彩の華→QMA暁の鐘の順にプレイすると、点棒を模したカスタマイズアイテムが手に入る。また麻雀検定期間中にQMA暁の鐘→MFC彩の華とプレイすると、QMA暁の鐘のBGMを対局BGMとして使用できる（一部BGMは彩の華の夏バージョンのまま）。

スティールクロニクル
サードパーソン・シューティングゲーム。以下「ステクロ」と略す。
- ステクロ側では1ミッションを最後まで完了（成否は問わない）するともらえるスタンプを規定数集めるとQMAのキャラクターに変装できる期間限定ハウンドアイテム（着せ替えアイテム）を入手できる。変装できるQMAのキャラクターはステクロの各キャラクターごとに決まっている。
  - QMA賢者の扉稼働記念として2012年3月15日-4月10日に 第1弾コラボ を開催。その後2013年8月21日-10月16日の期間で「スティールカプセルG」の景品として当時未登場だったキャラのアイテムを追加して復活（）。
  - 2013年11月20日より 第2弾コラボ を開催。変装キャラが全員入れ替えられているほか、武器アイテムも入手できる。
- QMA側では2013年11月1日-12月10日の期間で1プレイごとに集まるスタンプを規定数集めると、スティールスーツやサブモニター壁紙が入手できるキャンペーンを行った。また、2013年11月の協力プレーではステクロのエネミーである鋼鉄虫が登場する（）。

ボンバーガール
- 2018年9月12日から2018年9月26日（または27日9:59）まで「グリアロ爆裂参戦! QMA×ボンバーガールコラボキャンペーン」としてグリム・アロエ[注 54]がボンバーガールに参戦し、QMAに関係するカスタマイズアイテムが登場した。QMAXIVではグリム・アロエが トーナメント・NEOのWANTEDキャラおよびリコードアリーナの対戦相手として登場 し、勝利した回数に応じてカスタマイズアイテムやボンバーガールのキャラリコードが入手できる。
- 2019年9月19日から2019年10月10日まで「グリアロ熱烈応援！QMA×ボンバーガール コラボキャンペーン2nd」としてカスタマイズアイテムや対戦中BGMの配布が行われた（QMA側ではイベントなし）。

##### その他
メタルギアシリーズ
- メタルギアソリッド4発売記念としてQMA5ではメタルギア検定が配信されたことがあり、タイアップとして、ソリッド・スネークが着用しているバンダナや!マークと?マークがカスタマイズアイテムとして販売されていた。
- メタルギアソリッド ポータブル OPS+ではe-AMUSEMENT SPOTで手に入る強化兵士「クイズマジックアカデミー兵」として、ミニキャラのアロエがデザインされた服を着た兵士が登場する METAL GEAR SOLID PORTABLE OPS+。

武装神姫バトルロンド
PC用オンラインゲーム。2009年5月より「マジックアカデミー女子生徒制服」が有料アイテムとして販売されていた。
ラブプラス
コスプレの衣装としてマジックアカデミーの女子制服が用意されている。また『ラブプラス+』に収録されるミニゲーム「もえろ!対戦ぱずるだま」にシャロン、メディア、『NEWラブプラス』ではシャロン、ルキアが登場する。またQMA7以降『ラブプラス+』『NEWラブプラス』発売記念としてPOP看板と十羽野高校の制服がカスタマイズアイテムとして販売されている。
ときめきメモリアル4
同人誌即売会のイベントで登場キャラクター（七河瑠依）がルキアのコスプレをしている場面がある。

### 他社作品
新世紀エヴァンゲリオン
ヱヴァンゲリヲン新劇場版:Q公開に合わせて、2012年11月16日-2013年2月28日の期間で以下の内容でコラボイベントが行われた。獲得したアイテムは2013年11月15日まで使用可能。
- 2012年11月16日よりカスタマイズアイテムの配布（期間中の初プレイで入手）、アニメ＆ゲームジャンルでの公式監修問題の出題。
- 12月3日よりアドベンチャーモードの限定MAP配信。このマップではある使徒がボスとして登場し、Good評価でカスタマイズアイテムを入手する。
- 協力プレーモードのうち2013年1月1日-2月28日に探索可能なフィールド「紅蓮水晶の地下道」には使徒がボスモンスターとして登場し、討伐するとカスタマイズアイテムを入手する。